# 中国人民解放军
中国人民解放军，通称人民解放军及解放军，是中华人民共和国主要的武装力量。中国人民解放军由陆军、海军、空军、火箭军四大军种以及军事航天部队、网络空间部队、信息支援部队、联勤保障部队等四个独立兵种组成。中国人民解放军自成立起坚持“党指挥枪”原则，由中央军事委员会领导，中共中央军委主席统率全军。
中国人民解放军的历史可以追溯到1927年8月1日的南昌起义，由中国共产党所领导的国民革命军部队，之后该支军队于第一次国共内战期间被改编为中国工农红军，又于抗日战争暨第二次国共合作期间改组为国民革命军新编第四军与国民革命军第八路军。至1946年第二次国共内战爆发后，解放军之稱呼開始出現，隨後于1947年10月10日，中国共产党主席毛泽东起草的《中国人民解放军宣言》发布时正式启用现名至今。该军队在中国共产党历史与中华人民共和国历史上发挥了重要作用，并參加了抗日战争、解放战争、抗美援朝战争、1962年对印自卫反击战、中苏边境冲突、对越自卫反击战等历次战争。
当前，中國人民解放軍共設五個战区，有200萬名现役军人，為世界上規模最大的正规军队（不包括準軍事部隊或預備役部隊）。中國人民解放軍是世界上現代化最快的軍隊之一，坐擁世界第二大的國防預算並遂年增加，军费上支出仅次于美国，中国也因此被廣泛認為是潛在的軍事超級大國，具有強大的區域防禦及拒止能力，全球力量投射也在快速增長。此外，解放军还拥有世界上规模最庞大的陆军、军舰吨位总数世界第二但數量第一的海军，以及拥有两款第五代戰鬥機歼-20与歼-35的亞洲最大空軍。另外，中國人民解放軍還拥有由洲際彈道导彈、彈道导彈核潛艇、战略轰炸机所组成的完整三位一体核打击能力，因而被广泛认为是亚太地区最龐大，实力最强的武裝力量。

## 历史
第一次国共合作破裂后，中国共产党于1927年8月1日发动了南昌起义，开始独立领导武装革命，反对以中国国民党领导人蒋中正、汪兆铭为首的南京国民政府。1927年秋至1928年春，中国共产党又继续发动多次武装起义，这些部队当时称为中国工农革命军。1928年井冈山会师后，部队更名为中国工农红军（简称「红军」），之后开辟了以中央苏区为首的多个革命根据地，总兵力逐渐扩充至约30万人。
1931年九一八事变后，中国共产党在中国东北地区建立了抗日游击队，这些部队使用过中国工农红军、东北人民革命军等名称，后中共满洲省委将其整编为东北抗日联军，人数最多时达到3万。1940年东北抗联遭受严重失败后基本停止军事行动，余部退入苏联。
第一次国共内战中，红军经过5次反围剿战争，被迫进行长征，三大主力部队于1936年10月在甘肃会师，当时大约剩余3万人。
1936年12月西安事变之后，国共两党停止内战，联合抗日，开始第二次合作。抗日战争全面爆发后，红军主力部队被改编为国民革命军八路军和新四军。十四年抗战期间，八路军和新四军深入敌后创建多个抗日根据地，逐渐扩充了自身实力。
抗日战争胜利后，中国共产党从各个根据地抽调大批部队和干部进入苏联占领下的中国东北，组建东北民主联军。第二次国共内战全面爆发后，中国共产党领导的八路军、新四军和东北民主联军等部队陆续改称“中国人民解放军”。
1946年10月3日，《解放日报》在《为实现一月停战协定及政协决议而斗争》的社论中，首次正式提出“中国人民解放军”称谓。1947年10月10日，《中国人民解放军宣言》发表，这标志着全军改称“中国人民解放军”。至1948年初，全军各部队均改称中国人民解放军。1948年11月1日，中国共产党中央军事委员会作出《关于统一全军组织及部队番号的规定》，团以上各部队均冠以“中国人民解放军”称谓。
1949年，中国人民解放军成立了海军和空军。1966年，成立了第二炮兵部队。
1949年10月1日，中华人民共和国成立时，解放军总员额达550万人。1950年4月，中央决定将全军总员额从550万人减至400万人。1950年5月，全军参谋工作会议在北京召开，确定精简整编的原则是：陆军统编为国防军及公安部队；国防军分成战时和平时两种编制，平时一般是“三三制”；野战军及兵团机构除了参加攻台的部队外均撤销；成立公安部队领导机构。
1950年下半年开始大规模复员，到1951年初共缩减94万余人。随后由于抗美援朝战争爆发，军队扩充至627万。1952年全军总人数降为400万余人，1955年底精简至320多万人，1958年底降为240万。但随后中蘇交惡的影響，数量再次大幅度上升，至1975年达610万之多。
改革开放后以经济建设为中心，1982年军队总员额减至400余万。经过1985年裁军100万，1997年裁军50万，2003年裁军20万，2015年裁军30万，现役员额为200万。
1985年，为缓解由于改革开放后裁减军费导致军队开支紧张的情况，时任中央军委主席邓小平允许军队经商来维持军队生计，但至此之后产生大量腐败及军队战力下降的问题，最终1998年7月22日，时任中央軍委主席江澤民下令禁止軍隊經商，而中國人民解放軍一切有償服務於2018年底前全面停止。
2015年12月31日，成立陸軍領導機構、戰略支援部隊，第二炮兵更名為火箭軍。
2017年，在深化国防和军队改革中，陆军现役员额首次降到百万以下；海军、火箭军、战略支援部队现役员额有所增加，空军现役员额不变，这些军兵种总员额同陆军大体相当。
2020年10月20日，中央軍事委員會決定，中國人民解放軍不再保留竞技体育项目队；军队不再参加全国综合性体育运动会和单项赛事。稍早前八一男籃俱乐部和八一女籃俱乐部均已退出中国男子篮球职业联赛和中国女子篮球联赛。
2024年4月，中央军委调整组建中国人民解放军信息支援部队，同时撤销战略支援部队番号，相应调整军事航天部队、网络空间部队领导管理关系。这轮军队改革后，中国人民解放军形成了陆军、海军、空军、火箭军4个军种和军事航天部队、网络空间部队、信息支援部队、联勤保障部队4个独立兵种的军兵种格局。

## 体制
《中国人民解放军内务条令》规定，中国人民解放军是由中国共产党缔造和领导的，用马克思列宁主义、毛泽东思想、邓小平理论、“三个代表”重要思想、科学发展观、习近平新时代中国特色社会主义思想武装的人民军队，是中华人民共和国的武装力量。人民解放军的宗旨是“紧紧地和人民站在一起，全心全意地为人民服务”；任务是“巩固国防，抵抗侵略，保卫祖国，保卫人民的和平劳动，参与国家建设事业，努力为人民服务”；使命是“为中国共产党巩固执政地位提供重要力量保证，为维护国家发展的重要战略机遇期提供坚强安全保障，为维护国家利益提供有力战略支撑，为维护世界和平与促进共同发展发挥重要作用”；训令是三大纪律八项注意。
2017年，中共中央总书记、国家主席、中央军委主席习近平在北京八一大楼接见全军新调整组建的84个军级单位代表，并发布训令，对新调整组建的军级单位提出坚决听党指挥、时刻准备打仗、抓紧提升作战能力、培育过硬战斗作风4点要求。

### 指挥机关
依照1982年制定的《中华人民共和国宪法》，“中华人民共和国中央军事委员会领导全国武装力量”，“中央军事委员会主席对全国人民代表大会和全国人民代表大会常务委员会负责”。中华人民共和国中央军事委员会与中国共产党中央军事委员会一个机构两块牌子，是国家武装力量的最高军事领导机构。中共中央军委主席一般由中共中央主要负责人（1982年后为中共中央总书记）担任，实行军委主席负责制，统率全国武装力量。中央军委负责军事指挥，中华人民共和国国务院下设中华人民共和国国防部负责军事管理和涉外工作。
中共中央军委组成人员由中国共产党中央委员会选举或罢免，对中共中央负责。国家军委组成人员由全国人民代表大会选举或罢免，对全国人民代表大会及其常务委员会负责。

### 组织制度
中国共产党掌握对中国人民解放军的绝对领导，只有中国共产党才能委派军队中的各级领导干部，並且禁止除共青团之外的其他任何党派、政治团体、政治组织在解放军中建立组织和发展成员。但特殊情况下，部分高级军官可以为其他民主党派党员，如中华人民共和国建国初期的部分起义将领为民革会员。
中国人民解放军各级军事单位设置军政两套班子。除排、班一级外，各级军事单位分设军事主官与政治主官，分别负责军事指挥与政治工作，为双首长制。团级以上军事单位设置党委，由政治委员兼任党委书记；连、营级军事单位设置党支部，由指导员或教导员兼任支部书记，负责军队的思想工作和党务工作。军队战略战术的重大事项由党委（党支部）集体讨论决定。

### 军人誓词
| “             | 我是中国人民解放军军人，我宣誓： 服从中国共产党的领导，全心全意为人民服务，服从命令，忠于职守，严守纪律，保守秘密，英勇顽强，不怕牺牲，苦练杀敌本领，时刻准备战斗，绝不叛离军队，誓死保卫祖国。 | ” |
| ——宣誓人：XXX | |   |

### 组织机构
军委机关设七个部（厅）、三个委员会、五个直属机构共15个第一级职能部门。中央军委直接指揮陆军、海军、空军、火箭军四个主要负责建设管理的军种，直接管理军事航天部队、网络空间部队、信息支援部队、联勤保障部队等四个直属部队（兵种），並同時直接领导东部战区、西部战区、南部战区、北部战区、中部战区五个主要负责作战指挥的战区，國防大學、國防科技大學以及军事科学院等三所军委直属院校和科研机构。
|             |             |             |             |             |             |            |            |            |            |            |            |           |           |           |           |           |           |            |            |            |            |            |            | 中央军事委员会 |                |                |                |                |                |                  |                  |                  |                  |                  |                  |                     |                     |                     |                     |                     |                     |                    |                    |                    |                    |                    |                    |                       |                       |                       |                       |                       |                       |                |                |                |                |                |                |              |              |              |              |              |              |              |              |              |              |              |              |          |          |          |          |          |          |              |              |              |              |              |              |
|             |             |             |             |             |             |            |            |            |            |            |            |           |           |           |           |           |           |            |            |            |            |            |            |                |                |                |                |                |                |                  |                  |                  |                  |                  |                  |                     |                     |                     |                     |                     |                     |                    |                    |                    |                    |                    |                    |                       |                       |                       |                       |                       |                       |                |                |                |                |                |                |              |              |              |              |              |              |              |              |              |              |              |              |          |          |          |          |          |          |              |              |              |              |              |              |
|             |             |             |             |             |             |            |            |            |            |            |            |           |           |           |           |           |           |            |            |            |            |            |            |                |                |                |                |                |                |                  |                  |                  |                  |                  |                  |                     |                     |                     |                     |                     |                     |                    |                    |                    |                    |                    |                    |                       |                       |                       |                       |                       |                       |                |                |                |                |                |                |              |              |              |              |              |              |              |              |              |              |              |              |          |          |          |          |          |          |              |              |              |              |              |              |
| 7个部（厅） | 7个部（厅） | 7个部（厅） | 7个部（厅） | 7个部（厅） | 7个部（厅） |            |            |            |            |            |            | 3个委员会 | 3个委员会 | 3个委员会 | 3个委员会 | 3个委员会 | 3个委员会 |            |            |            |            |            |            | 5个直属机构    | 5个直属机构    | 5个直属机构    | 5个直属机构    | 5个直属机构    | 5个直属机构    |                  |                  |                  |                  |                  |                  | 4个直属部队（兵种） | 4个直属部队（兵种） | 4个直属部队（兵种） | 4个直属部队（兵种） | 4个直属部队（兵种） | 4个直属部队（兵种） |                    |                    |                    |                    |                    |                    | 3所直属院校和科研机构 | 3所直属院校和科研机构 | 3所直属院校和科研机构 | 3所直属院校和科研机构 | 3所直属院校和科研机构 | 3所直属院校和科研机构 |                |                |                |                |                |                |              |              |              |              |              |              |              |              |              |              |              |              |          |          |          |          |          |          |              |              |              |              |              |              |
| 7个部（厅） | 7个部（厅） | 7个部（厅） | 7个部（厅） | 7个部（厅） | 7个部（厅） | 办公厅     | 办公厅     | 办公厅     | 办公厅     | 办公厅     | 办公厅     | 3个委员会 | 3个委员会 | 3个委员会 | 3个委员会 | 3个委员会 | 3个委员会 |            |            |            |            |            |            | 5个直属机构    | 5个直属机构    | 5个直属机构    | 5个直属机构    | 5个直属机构    | 5个直属机构    | 纪律检查委员会   | 纪律检查委员会   | 纪律检查委员会   | 纪律检查委员会   | 纪律检查委员会   | 纪律检查委员会   | 4个直属部队（兵种） | 4个直属部队（兵种） | 4个直属部队（兵种） | 4个直属部队（兵种） | 4个直属部队（兵种） | 4个直属部队（兵种） |                    |                    |                    |                    |                    |                    | 3所直属院校和科研机构 | 3所直属院校和科研机构 | 3所直属院校和科研机构 | 3所直属院校和科研机构 | 3所直属院校和科研机构 | 3所直属院校和科研机构 | 战略规划办公室 | 战略规划办公室 | 战略规划办公室 | 战略规划办公室 | 战略规划办公室 | 战略规划办公室 |              |              |              |              |              |              | 军事航天部队 | 军事航天部队 | 军事航天部队 | 军事航天部队 | 军事航天部队 | 军事航天部队 |          |          |          |          |          |          | 军事科学院   | 军事科学院   | 军事科学院   | 军事科学院   | 军事科学院   | 军事科学院   |
| 联合参谋部  | 联合参谋部  | 联合参谋部  | 联合参谋部  | 联合参谋部  | 联合参谋部  | 办公厅     | 办公厅     | 办公厅     | 办公厅     | 办公厅     | 办公厅     |           |           |           |           |           |           | 政法委员会 | 政法委员会 | 政法委员会 | 政法委员会 | 政法委员会 | 政法委员会 |                |                |                |                |                |                | 纪律检查委员会   | 纪律检查委员会   | 纪律检查委员会   | 纪律检查委员会   | 纪律检查委员会   | 纪律检查委员会   | 改革和编制办公室    | 改革和编制办公室    | 改革和编制办公室    | 改革和编制办公室    | 改革和编制办公室    | 改革和编制办公室    |                    |                    |                    |                    |                    |                    | 网络空间部队          | 网络空间部队          | 网络空间部队          | 网络空间部队          | 网络空间部队          | 网络空间部队          | 战略规划办公室 | 战略规划办公室 | 战略规划办公室 | 战略规划办公室 | 战略规划办公室 | 战略规划办公室 |              |              |              |              |              |              | 军事航天部队 | 军事航天部队 | 军事航天部队 | 军事航天部队 | 军事航天部队 | 军事航天部队 | 国防大学 | 国防大学 | 国防大学 | 国防大学 | 国防大学 | 国防大学 | 军事科学院   | 军事科学院   | 军事科学院   | 军事科学院   | 军事科学院   | 军事科学院   |
| 联合参谋部  | 联合参谋部  | 联合参谋部  | 联合参谋部  | 联合参谋部  | 联合参谋部  | 政治工作部 | 政治工作部 | 政治工作部 | 政治工作部 | 政治工作部 | 政治工作部 |           |           |           |           |           |           | 政法委员会 | 政法委员会 | 政法委员会 | 政法委员会 | 政法委员会 | 政法委员会 | 科学技术委员会 | 科学技术委员会 | 科学技术委员会 | 科学技术委员会 | 科学技术委员会 | 科学技术委员会 |                  |                  |                  |                  |                  |                  | 改革和编制办公室    | 改革和编制办公室    | 改革和编制办公室    | 改革和编制办公室    | 改革和编制办公室    | 改革和编制办公室    | 国际军事合作办公室 | 国际军事合作办公室 | 国际军事合作办公室 | 国际军事合作办公室 | 国际军事合作办公室 | 国际军事合作办公室 | 网络空间部队          | 网络空间部队          | 网络空间部队          | 网络空间部队          | 网络空间部队          | 网络空间部队          |                |                |                |                |                |                | 信息支援部队 | 信息支援部队 | 信息支援部队 | 信息支援部队 | 信息支援部队 | 信息支援部队 |              |              |              |              |              |              | 国防大学 | 国防大学 | 国防大学 | 国防大学 | 国防大学 | 国防大学 | 国防科技大学 | 国防科技大学 | 国防科技大学 | 国防科技大学 | 国防科技大学 | 国防科技大学 |
| 后勤保障部  | 后勤保障部  | 后勤保障部  | 后勤保障部  | 后勤保障部  | 后勤保障部  | 政治工作部 | 政治工作部 | 政治工作部 | 政治工作部 | 政治工作部 | 政治工作部 |           |           |           |           |           |           |            |            |            |            |            |            | 科学技术委员会 | 科学技术委员会 | 科学技术委员会 | 科学技术委员会 | 科学技术委员会 | 科学技术委员会 |                  |                  |                  |                  |                  |                  | 审计署              | 审计署              | 审计署              | 审计署              | 审计署              | 审计署              | 国际军事合作办公室 | 国际军事合作办公室 | 国际军事合作办公室 | 国际军事合作办公室 | 国际军事合作办公室 | 国际军事合作办公室 |                       |                       |                       |                       |                       |                       | 联勤保障部队   | 联勤保障部队   | 联勤保障部队   | 联勤保障部队   | 联勤保障部队   | 联勤保障部队   | 信息支援部队 | 信息支援部队 | 信息支援部队 | 信息支援部队 | 信息支援部队 | 信息支援部队 |              |              |              |              |              |              |          |          |          |          |          |          | 国防科技大学 | 国防科技大学 | 国防科技大学 | 国防科技大学 | 国防科技大学 | 国防科技大学 |
| 后勤保障部  | 后勤保障部  | 后勤保障部  | 后勤保障部  | 后勤保障部  | 后勤保障部  | 装备发展部 | 装备发展部 | 装备发展部 | 装备发展部 | 装备发展部 | 装备发展部 |           |           |           |           |           |           |            |            |            |            |            |            |                |                |                |                |                |                | 机关事务管理总局 | 机关事务管理总局 | 机关事务管理总局 | 机关事务管理总局 | 机关事务管理总局 | 机关事务管理总局 | 审计署              | 审计署              | 审计署              | 审计署              | 审计署              | 审计署              |                    |                    |                    |                    |                    |                    |                       |                       |                       |                       |                       |                       | 联勤保障部队   | 联勤保障部队   | 联勤保障部队   | 联勤保障部队   | 联勤保障部队   | 联勤保障部队   |              |              |              |              |              |              |              |              |              |              |              |              |          |          |          |          |          |          |              |              |              |              |              |              |
| 训练管理部  |             |             |             |             |             | 装备发展部 | 装备发展部 | 装备发展部 | 装备发展部 | 装备发展部 | 装备发展部 |           |           |           |           |           |           |            |            |            |            |            |            |                |                |                |                |                |                | 机关事务管理总局 | 机关事务管理总局 | 机关事务管理总局 | 机关事务管理总局 | 机关事务管理总局 | 机关事务管理总局 |                     |                     |                     |                     |                     |                     |                    |                    |                    |                    |                    |                    |                       |                       |                       |                       |                       |                       |                |                |                |                |                |                |              |              |              |              |              |              |              |              |              |              |              |              |          |          |          |          |          |          |              |              |              |              |              |              |
| 国防动员部  |             |             |             |             |             |            |            |            |            |            |            |           |           |           |           |           |           |            |            |            |            |            |            |                |                |                |                |                |                |                  |                  |                  |                  |                  |                  |                     |                     |                     |                     |                     |                     |                    |                    |                    |                    |                    |                    |                       |                       |                       |                       |                       |                       |                |                |                |                |                |                |              |              |              |              |              |              |              |              |              |              |              |              |          |          |          |          |          |          |              |              |              |              |              |              |
|             |             |             |             |             |             |            |            |            |            |            |            |           |           |           |           |           |           |            |            |            |            |            |            |                |                |                |                |                |                |                  |                  |                  |                  |                  |                  |                     |                     |                     |                     |                     |                     |                    |                    |                    |                    |                    |                    |                       |                       |                       |                       |                       |                       |                |                |                |                |                |                |              |              |              |              |              |              |              |              |              |              |              |              |          |          |          |          |          |          |              |              |              |              |              |              |
|             |             |             |             |             |             |            |            |            |            |            |            |           |           |           |           |           |           |            |            |            |            |            |            |                |                |                |                |                |                |                  |                  |                  |                  |                  |                  |                     |                     |                     |                     |                     |                     |                    |                    |                    |                    |                    |                    |                       |                       |                       |                       |                       |                       |                |                |                |                |                |                |              |              |              |              |              |              |              |              |              |              |              |              |          |          |          |          |          |          |              |              |              |              |              |              |
| 5个战区     | 5个战区     | 5个战区     | 5个战区     | 5个战区     | 5个战区     |            |            |            |            |            |            |           |           |           |           |           |           |            |            |            |            |            |            |                |                |                |                |                |                |                  |                  |                  |                  |                  |                  |                     |                     |                     |                     |                     |                     |                    |                    |                    |                    |                    |                    | 4个军种               | 4个军种               | 4个军种               | 4个军种               | 4个军种               | 4个军种               |                |                |                |                |                |                |              |              |              |              |              |              |              |              |              |              |              |              |          |          |          |          |          |          |              |              |              |              |              |              |
| 5个战区     | 5个战区     | 5个战区     | 5个战区     | 5个战区     | 5个战区     | 东部战区   | 东部战区   | 东部战区   | 东部战区   | 东部战区   | 东部战区   |           |           |           |           |           |           |            |            |            |            |            |            |                |                |                |                |                |                |                  |                  |                  |                  |                  |                  |                     |                     |                     |                     |                     |                     |                    |                    |                    |                    |                    |                    | 4个军种               | 4个军种               | 4个军种               | 4个军种               | 4个军种               | 4个军种               |                |                |                |                |                |                | 陆军         | 陆军         | 陆军         | 陆军         | 陆军         | 陆军         |              |              |              |              |              |              |          |          |          |          |          |          |              |              |              |              |              |              |
| 西部战区    | 西部战区    | 西部战区    | 西部战区    | 西部战区    | 西部战区    | 东部战区   | 东部战区   | 东部战区   | 东部战区   | 东部战区   | 东部战区   |           |           |           |           |           |           |            |            |            |            |            |            |                |                |                |                |                |                |                  |                  |                  |                  |                  |                  |                     |                     |                     |                     |                     |                     |                    |                    |                    |                    |                    |                    |                       |                       |                       |                       |                       |                       | 海军           | 海军           | 海军           | 海军           | 海军           | 海军           | 陆军         | 陆军         | 陆军         | 陆军         | 陆军         | 陆军         |              |              |              |              |              |              |          |          |          |          |          |          |              |              |              |              |              |              |
| 西部战区    | 西部战区    | 西部战区    | 西部战区    | 西部战区    | 西部战区    | 南部战区   | 南部战区   | 南部战区   | 南部战区   | 南部战区   | 南部战区   |           |           |           |           |           |           |            |            |            |            |            |            |                |                |                |                |                |                |                  |                  |                  |                  |                  |                  |                     |                     |                     |                     |                     |                     |                    |                    |                    |                    |                    |                    |                       |                       |                       |                       |                       |                       | 海军           | 海军           | 海军           | 海军           | 海军           | 海军           | 空军         | 空军         | 空军         | 空军         | 空军         | 空军         |              |              |              |              |              |              |          |          |          |          |          |          |              |              |              |              |              |              |
| 北部战区    | 北部战区    | 北部战区    | 北部战区    | 北部战区    | 北部战区    | 南部战区   | 南部战区   | 南部战区   | 南部战区   | 南部战区   | 南部战区   |           |           |           |           |           |           |            |            |            |            |            |            |                |                |                |                |                |                |                  |                  |                  |                  |                  |                  |                     |                     |                     |                     |                     |                     |                    |                    |                    |                    |                    |                    |                       |                       |                       |                       |                       |                       | 火箭军         | 火箭军         | 火箭军         | 火箭军         | 火箭军         | 火箭军         | 空军         | 空军         | 空军         | 空军         | 空军         | 空军         |              |              |              |              |              |              |          |          |          |          |          |          |              |              |              |              |              |              |
| 北部战区    | 北部战区    | 北部战区    | 北部战区    | 北部战区    | 北部战区    | 中部战区   |            |            |            |            |            |           |           |           |           |           |           |            |            |            |            |            |            |                |                |                |                |                |                |                  |                  |                  |                  |                  |                  |                     |                     |                     |                     |                     |                     |                    |                    |                    |                    |                    |                    |                       |                       |                       |                       |                       |                       | 火箭军         | 火箭军         | 火箭军         | 火箭军         | 火箭军         | 火箭军         |              |              |              |              |              |              |              |              |              |              |              |              |          |          |          |          |          |          |              |              |              |              |              |              |
|             |             |             |             |             |             |            |            |            |            |            |            |           |           |           |           |           |           |            |            |            |            |            |            |                |                |                |                |                |                |                  |                  |                  |                  |                  |                  |                     |                     |                     |                     |                     |                     |                    |                    |                    |                    |                    |                    |                       |                       |                       |                       |                       |                       |                |                |                |                |                |                |              |              |              |              |              |              |              |              |              |              |              |              |          |          |          |          |          |          |              |              |              |              |              |              |
|             |             |             |             |             |             |            |            |            |            |            |            |           |           |           |           |           |           |            |            |            |            |            |            |                |                |                |                |                |                |                  |                  |                  |                  |                  |                  |                     |                     |                     |                     |                     |                     |                    |                    |                    |                    |                    |                    |                       |                       |                       |                       |                       |                       |                |                |                |                |                |                |              |              |              |              |              |              |              |              |              |              |              |              |          |          |          |          |          |          |              |              |              |              |              |              |
|             |             |             |             |             |             |            |            |            |            |            |            |           |           |           |           |           |           |            |            |            |            |            |            | 中国人民解放军 |                |                |                |                |                |                  |                  |                  |                  |                  |                  |                     |                     |                     |                     |                     |                     |                    |                    |                    |                    |                    |                    |                       |                       |                       |                       |                       |                       |                |                |                |                |                |                |              |              |              |              |              |              |              |              |              |              |              |              |          |          |          |          |          |          |              |              |              |              |              |              |

### 军衔
中国人民解放军军衔分为军官军衔和士兵军衔。按军种则分为陆军军衔、海军军衔、空军军衔和火箭军军衔。

## 战区

中国人民解放军战区

### 东部战区
指揮东部战区陆军、东部战区海军（东海舰队）、东部战区空军，主管江苏、浙江、安徽、福建、江西和上海的兵力，战区机关驻南京，陸軍機關駐福州，海軍機關駐寧波，空軍機關駐南京。现任东部战区司令员林向阳、政治委员刘青松。

### 南部战区
指揮南部战区陆军、南部战区海军（南海舰队）、南部战区空军，主管雲南、貴州、湖南、广东、广西、海南、香港和澳門的兵力，战区机关驻广州，陸軍機關駐南寧，海軍機關駐湛江，空軍機關駐广州。现任南部战区司令员吴亚男、政治委员王文全。

### 西部战区
指揮西部战区陆军、西部战区空军，主管新疆、西藏、青海、甘肅、寧夏、四川和重慶兵力，战区机关驻成都，陸軍機關駐蘭州，空軍機關駐成都。现任西部战区司令员汪海江、政治委员李凤彪。

### 北部战区
指揮北部战区陆军、北部战区海军（北海舰队）、北部战区空军，主管辽宁、吉林、黑龙江、山东和内蒙古的兵力，战区机关驻沈阳，陸軍機關駐濟南，海軍機關駐青島，空軍機關駐沈阳。现任北部战区司令员黄铭、政治委员郑璇。

### 中部战区
指揮中部战区陆军、中部战区空军，主管北京、天津、河北、河南、山西、陝西和湖北的兵力，战区机关驻北京，陸軍機關駐石家庄，空軍機關駐北京。现任中部战区司令员黄铭、政治委员徐德清。

## 军兵种
中国人民解放军现有陆军、海军、空军、火箭军等四个军种，军事航天部队、网络空间部队、信息支援部队、联勤保障部队等四个独立兵种。

### 陆军

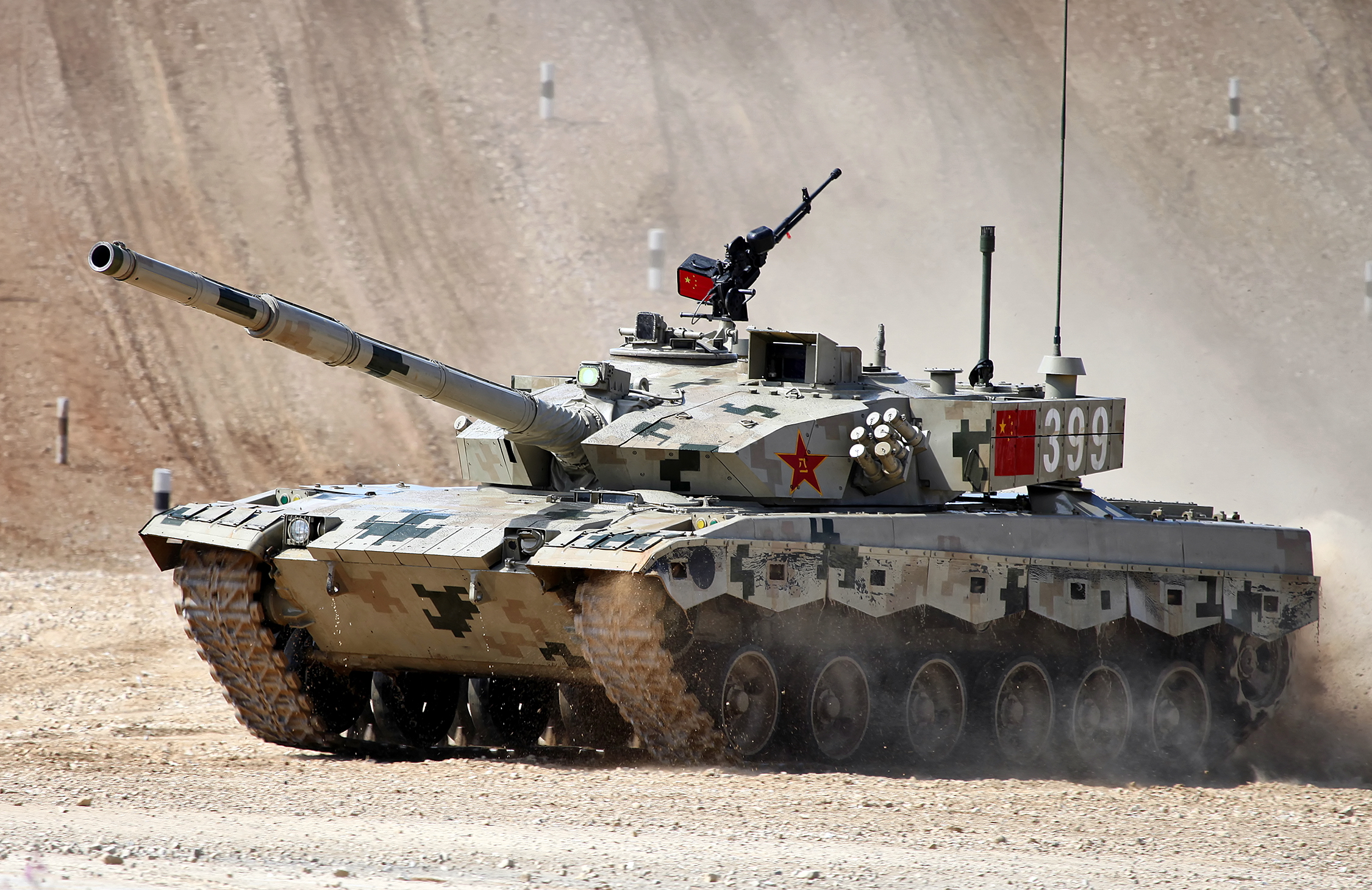
96式主战坦克

解放军建立于1927年8月1日，建立之初仅由陆军组成。陆军长期以步兵为主，土地革命战争时期有了少量的骑兵、炮兵、工程兵和通信兵，第二次国共内战时期建立了坦克兵和防化兵。20世纪50年代，成立了炮兵、装甲兵、工程兵和防化兵等兵种领导机关。80年代以来，陆军结构发生重大变化，增设了陆军航空兵、电子对抗兵等兵种，并于1985年组建陆军集团军。经过多年建设，陆军已经由单一兵种发展成为诸兵种合成的现代陆军，先进的武器装备成批量地在部队列装，成为既能独立遂行作战任务又能与海军、空军、火箭军和战略支援部队实施联合作战的强大军种。现在中国陆军集团军由地面突击力量、火力打击力量、作战保障力量和後勤技术保障力量等四个部分构成，有数十个专业兵种，涵盖一百多种专业。其中装甲兵列装了可以在行进中进行射击的新型主战坦克。
陆军是主要在陆地进行作战的军种，由步兵、装甲兵、炮兵、陆军防空兵、陆军航空兵、工程兵、防化兵、通信兵等兵种和各种专业勤务部队组成，现役员额在100万人以下，规模世界第一。

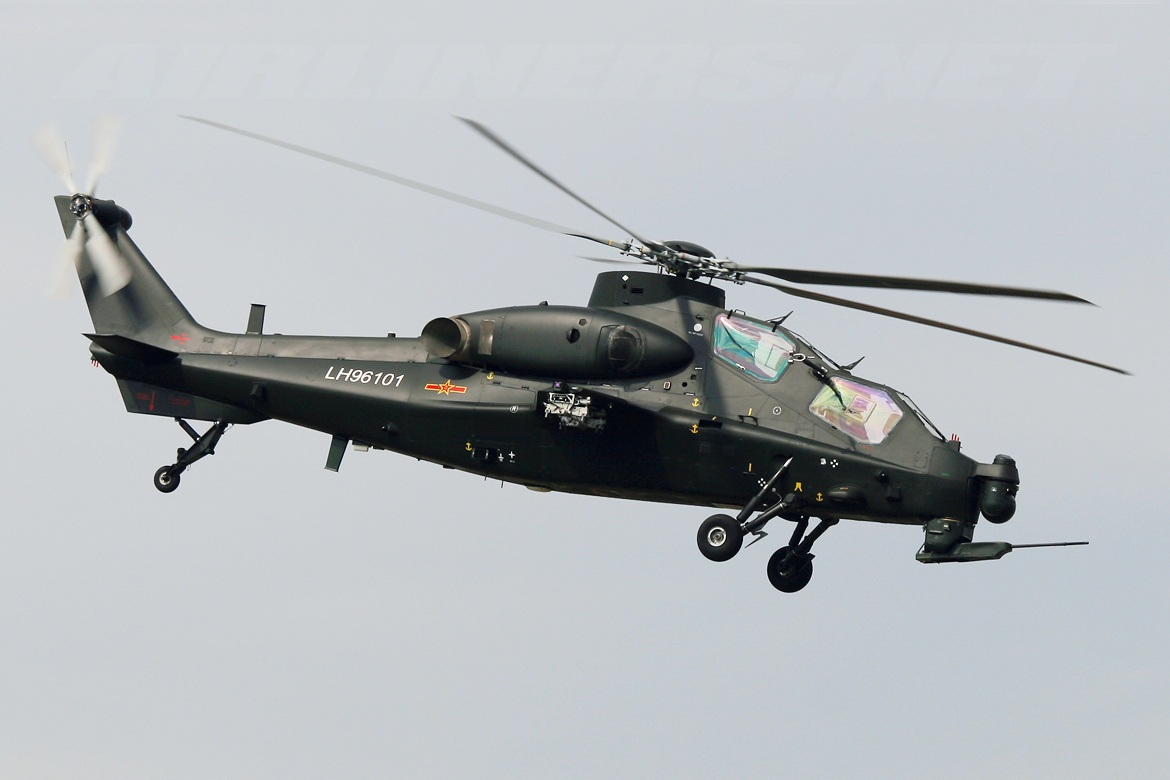
直-10武装直升机

中国人民解放军陆军领导机构于2015年12月31日正式成立，李作成为首任陆军司令员，取代了原先由四总部代行指挥管理的架构。陆军部队包括机动作战部队、边海防部队、警卫警备部队和预备役部队等，主要实行战区陆军、集团军、旅、营、连、排、班体制。集团军由旅编成，隶属于战区陆军，为基本战役军团。旅由营编成，通常隶属于集团军，为战术兵团（边海防旅则直属于战区陆军）。营由连编成，通常隶属于旅，为高级战术分队。连由排编成，隶属于营，为基本战术分队。陆军机动作战部队包括13个集团军。
陆军领导机构还直接領導、管理新疆军区、西藏军区和北京卫戍区等三個戰略地位特殊、配屬作戰部隊的省級军区（卫戍区）。

### 海军

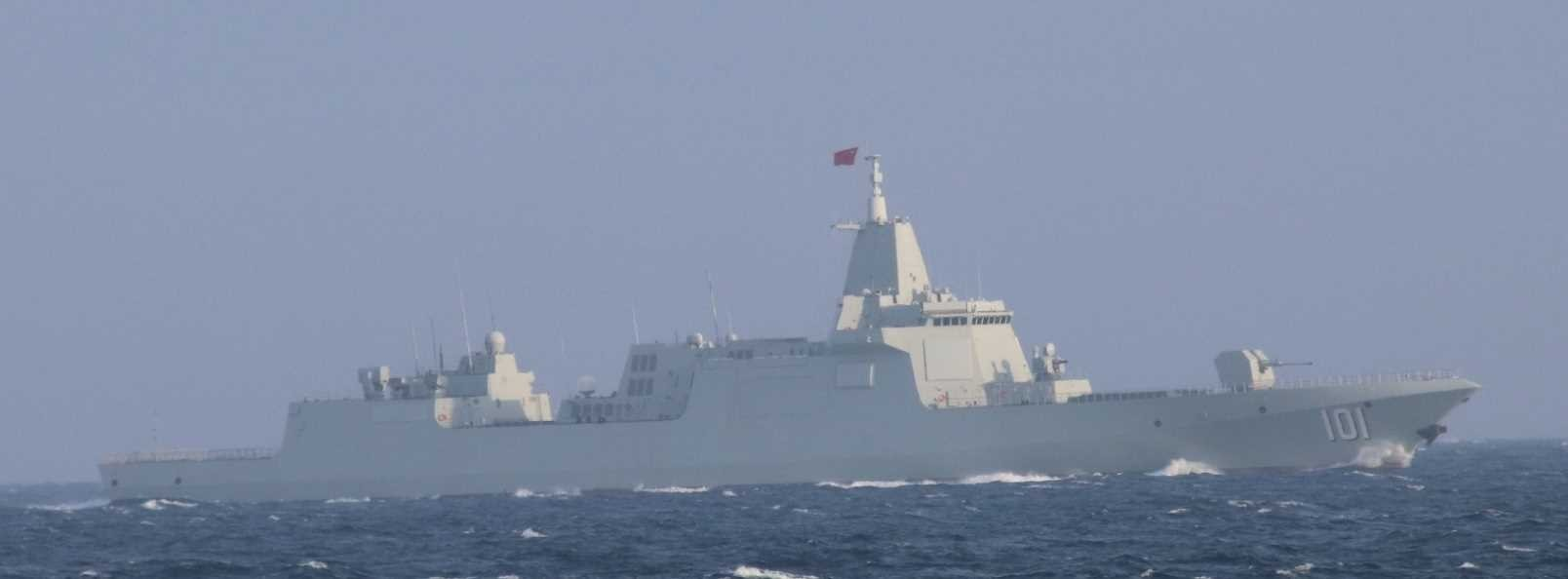
055型导弹驱逐舰

中国人民解放军海军成立于1949年4月23日，由潜艇部队、水面舰艇部队、海军航空兵、海军陆战队、海军岸防部队等兵种及专业部（分）队组成，共29万余人，舰艇500余艘，飞机700余架，包括3艘航空母舰（2艘已服役）、5艘两栖攻击舰（3艘已服役）、8艘船坞登陆舰（8艘已服役）、69艘驱逐舰（51艘已服役）、105艘护卫舰（101艘已服役）、78艘潛艇。
海军下辖北部战区海军、东部战区海军、南部战区海军三个战区海军。战区海军下辖基地、水警区、水面舰艇支（大）队、潜艇支队、航空兵部队、陆战队、岸防部队等。潜艇部队编有常规动力潜艇部队和核动力潜艇部队，具有在水下进行反舰、反潜、对陆攻击和水雷战等作战能力以及一定的核反击能力。担负战略核反击任务的核动力潜艇部队，由中央军委直接指挥。水面舰艇部队编有战斗舰艇部队和勤务舰艇部队，具有在海上进行反舰、反潜、防空、登陆、对陆攻击和水雷战等作战能力。海军航空兵编有舰载航空兵、轰炸航空兵、歼击轰炸航空兵、歼击航空兵、反潜航空兵、预警航空兵等部队和侦察、警戒、电子对抗、运输、救护、空中加油等作战保障部（分）队，具有在空中进行侦察、警戒、预警、反舰、反潜、防空、对陆攻击和水雷战等作战能力，其编制序列为：战区海军航空兵、航空兵师（旅）、航空兵团。海军陆战队编有陆战步兵、装甲兵、炮兵、工程兵、舰载直升机航空兵、侦察兵、防化兵、通信兵等部（分）队，是实施两栖作战的快速突击力量。海军岸防部队编有岸舰导弹部队、高射炮兵和海岸炮兵等，具有海岸防御等作战能力。
海军只负责建设管理，作战指挥则由战区负责。海军由海军机关、战区海军、试验训练基地、院校、研究院等构成。北部战区海军机关位于山东青岛，东部战区海军机关位于浙江宁波，南部战区海军机关位于广东湛江。海军编有多所院校。
海军潜艇部队装备战略导弹核潜艇、攻击核潜艇和常规动力潜艇，编有潜艇基地、潜艇支队。水面舰艇部队主要装备航空母舰、驱逐舰、护卫舰、登陆舰、导弹艇、扫雷舰和勤务舰艇等，编有驱逐舰、护卫舰、登陆舰、作战支援舰支队和水警区。航空兵部队主要装备舰载战斗机、歼击机、歼轰机、轰炸机、侦察机、预警机、反潜巡逻机、电战机和直升机等，编有航空兵师（旅）。陆战队主要由陆战步兵、两栖装甲兵、炮兵、工程兵、舰载直升机航空兵、两栖侦察兵、防化兵和通信兵等构成，编有陆战旅。岸防部队主要由岸舰导弹部队、高射炮兵、海岸炮兵等组成，编有岸导旅、高炮旅等。

### 空军

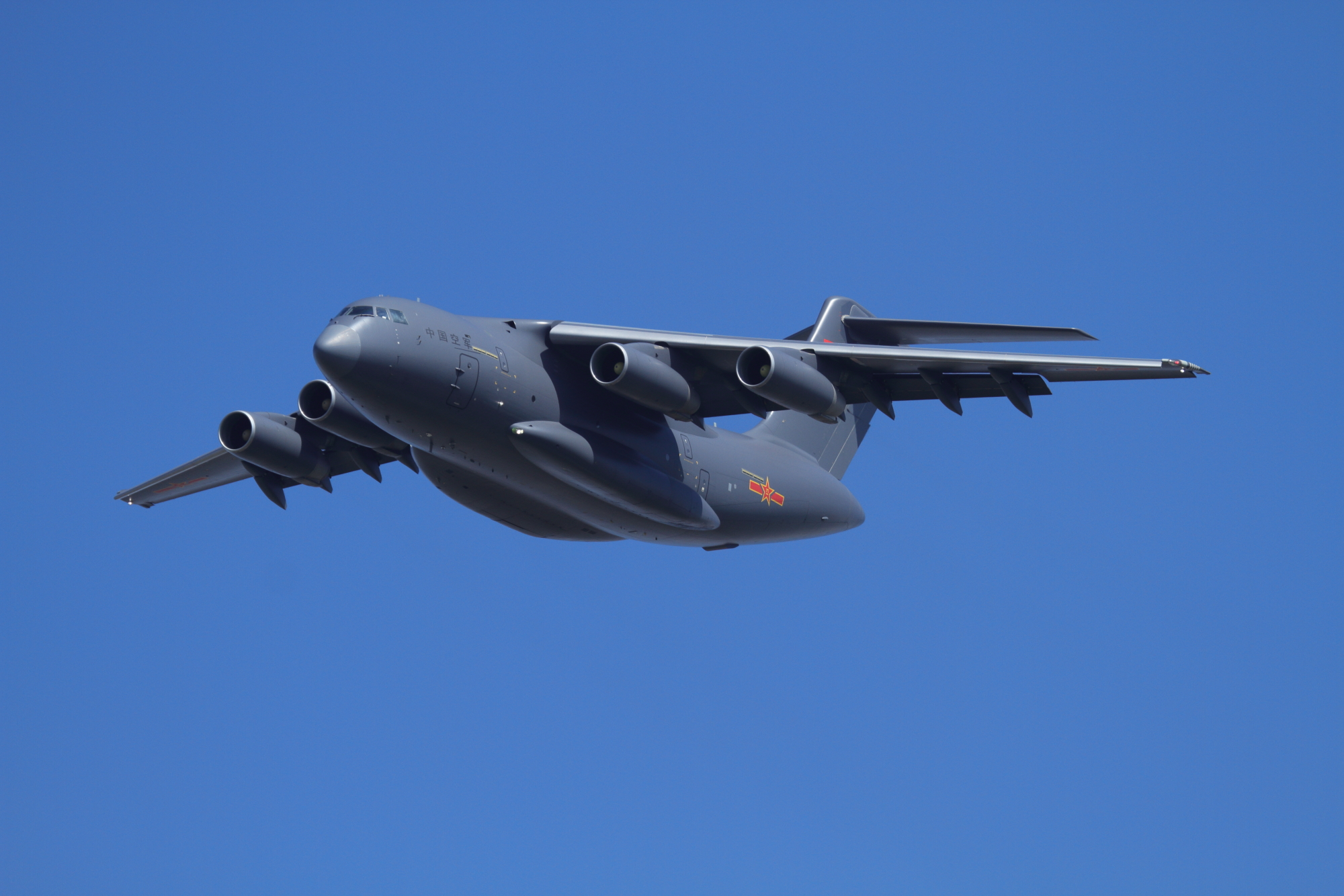
在2016年珠海航展上表演的运-20A

中国人民解放军空军成立于1949年11月11日，经过近70年的建设，空军已经发展成为一支多兵种组成的战略军种，具备了较强的防空和空中进攻作战能力，一定的远程精确打击和战略投送能力。空军的主要任务是组织国土防空，保卫国家领空和重要目标的空中安全；组织相对独立的空中进攻作战；在联合战役中，独立或协同陆军、海军、火箭军和战略支援部队作战，抗击敌人从空中入侵，或从空中对敌实施打击。空军实行空防合一的体制，由航空兵、防空兵、空降兵以及通信、雷达、电子对抗、防化、技术侦察等作战保障部（分）队组成。空军在重要战略方向和重要目标区域设有军或相当于军的基地。航空兵由歼击、歼击轰炸、轰炸、预警、侦察、电战、运输航空兵以及作战保障部（分）队组成，主要机种为歼击、歼击轰炸、轰炸、预警、运输、电战、侦察、作战支援等，通常按基地、旅（团）、大队、中队体制编成。航空兵基地一般下辖2-3个航空兵旅（团）和驻地场站，航空兵旅（团）是基本战术单位。由于武器装备和担负的任务不同，各类航空兵旅（团）编制的飞机数量，通常在20-40架之间不等；飞机和飞行员（机组）之比，通常是1:1.2。防空兵通常按旅、营、连体制编成。空降兵按军、旅、营、连体制编成。
截至2020年中国人民解放军空军有约39.8万名现役军人，外界估算現役有飞机5,200余架，（註：所有戰機數量僅為軍事研究機構根據公開資訊與衛星照片保守估算，未曾有中國人民解放軍方正式公布真實數量。）其中包括近2,000架战斗机、400余架轰炸机、450余架战斗轰炸機、450余架運輸機和空中加油機、各型電子戰機和帶有攻擊力的教練機、不明數量但可信相當龐大的自製無人機等。
空军只负责建设管理，作战指挥则由战区负责。空军由空军机关、战区空军、旅（团）构成。空军下辖东部、南部、西部、北部、中部5个战区空军和1个空降兵军，以及各类院校、科研试验机构等。战区空军下辖航空兵基地、地空导弹旅、高炮旅、雷达旅、电子对抗旅以及其他专业勤务部队。空军编有多所院校。

### 火箭军

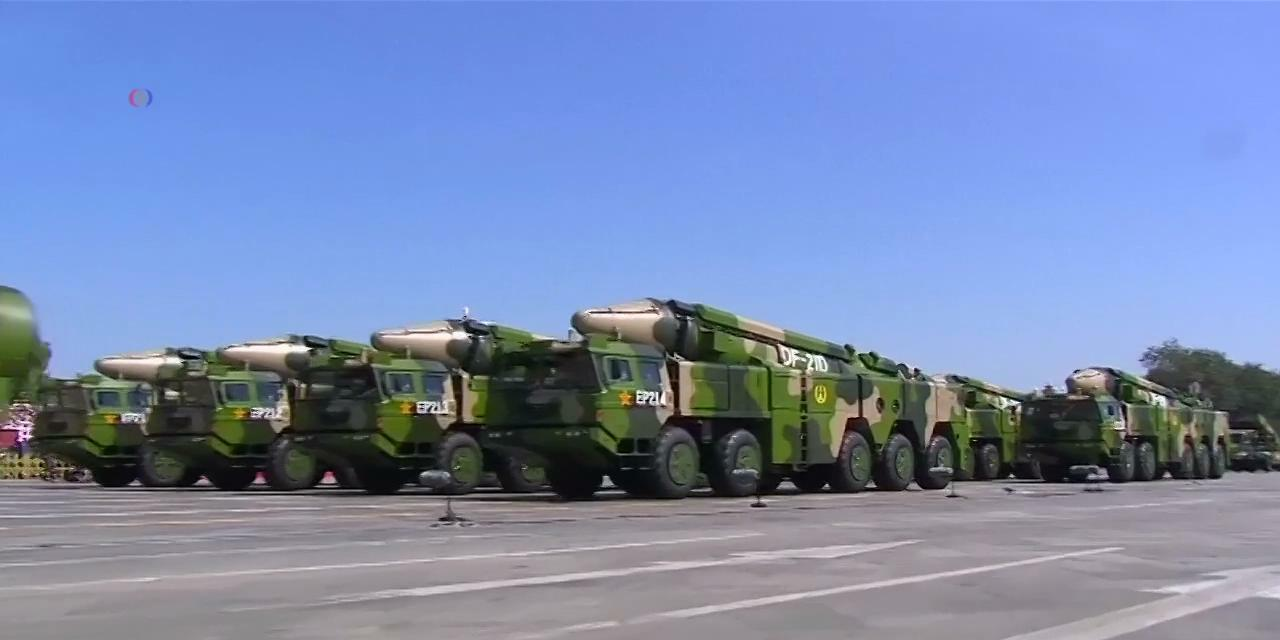
東風-21D型反艦彈道導彈

中国人民解放军火箭军组建于1966年7月1日，原名“中国人民解放军第二炮兵部队”。2015年12月31日，第二炮兵更名为“火箭军”。经过50多年的发展，火箭军已经建设成为一支精干有效、核常兼备的战略力量，具备陆基战略核反击能力和常规导弹精确打击能力。中国人民解放军火箭军由战略导弹部队、战役战术常规导弹部队以及相应作战保障部（分）队组成。其中装备战略核导弹的战略导弹部队是中国实施战略威慑的核心力量，由中央军委直接指挥，主要担负遏制他国对中国使用核武器、遂行核反击和常规导弹精确打击任务；战役战术常规导弹部队装备常规战役战术导弹，遂行常规导弹火力突击任务。
火箭军作战指挥权高度集中，实行中央军委、火箭军、导弹基地、导弹旅的指挥体制，部队行动必须极端严格、极端准确地执行中央军委的命令。火箭军由核导弹部队、常规导弹部队、作战保障部队、院校、科研机构和机关等组成。导弹部队编有导弹基地、导弹旅和发射营，作战保障部队编有情报侦察、通信、测绘、气象、电子对抗、工程、后勤和装备等技术专业保障部队，院校编有指挥学院、工程大学和士官学校，科研机构编有火箭军研究院。

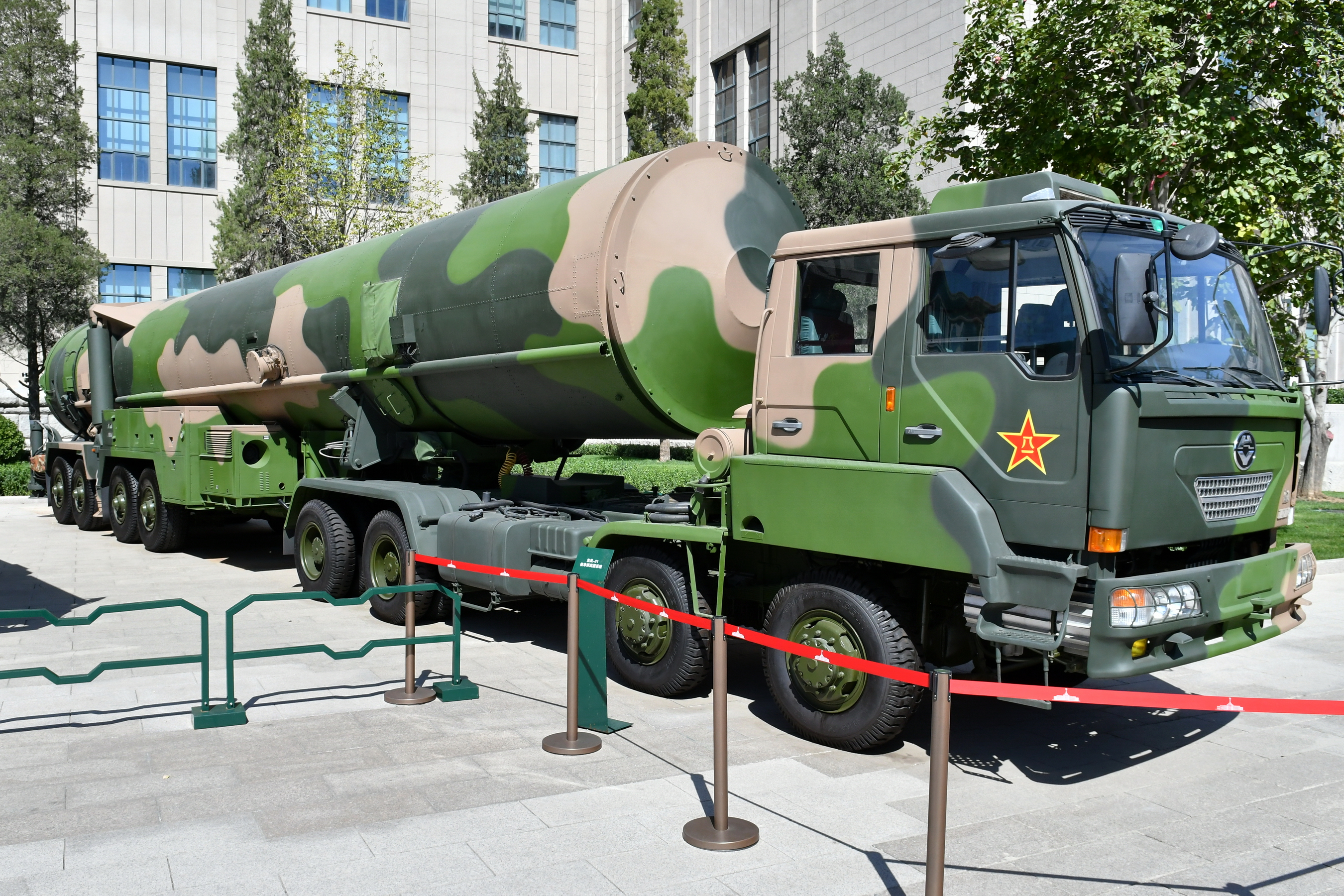
东风-31洲際彈道飛彈发射车

火箭军遵守国家不首先使用核武器的政策，贯彻自卫防御核战略，严格执行中央军委命令，以保证国家免受外来核攻击为基本使命。火箭军所属核导弹，平时不瞄准任何国家；在国家受到核威胁时，核导弹部队将提升戒备状态，做好核反击准备，慑止敌人对中国使用核武器；在国家遭受核袭击时，使用核导弹，独立或联合其他军种核力量，对敌实施坚决反击。火箭军常规导弹部队主要担负对敌战略战役重要目标实施中远程精确打击任务。

### 信息支援部队
中国人民解放军信息支援部队于2015年12月31日成立。2024年4月19日，战略支援部队被撤销，同时相应调整前战略支援部队中的军事航天部队、网络空间部队领导管理关系。

### 联勤保障部队
中央军事委员会联勤保障部队（中国人民解放军联勤保障部队）成立于2016年9月13日，由武汉联勤保障基地及其领导下的无锡、桂林、西宁、沈阳、郑州等5个联勤保障中心（分别位于东、南、西、北、中部五战区）组成。这支部队的前身主要是中国人民解放军总后勤部武汉后方基地和各大军区联勤部。
联勤保障部队是实施联勤保障和战略战役支援保障的主体力量，是中国特色现代军事力量体系的重要组成部分。包括仓储、卫勤、运输投送、输油管线、工程建设管理、储备资产管理、采购等力量，下辖无锡、桂林、西宁、沈阳、郑州5个联勤保障中心，以及解放军总医院、解放军疾病预防控制中心等。按照联合作战、联合训练、联合保障的要求，加快融入联合作战体系，提高一体化联合保障能力，努力建设一支强大的现代化联勤保障部队。

## 装备

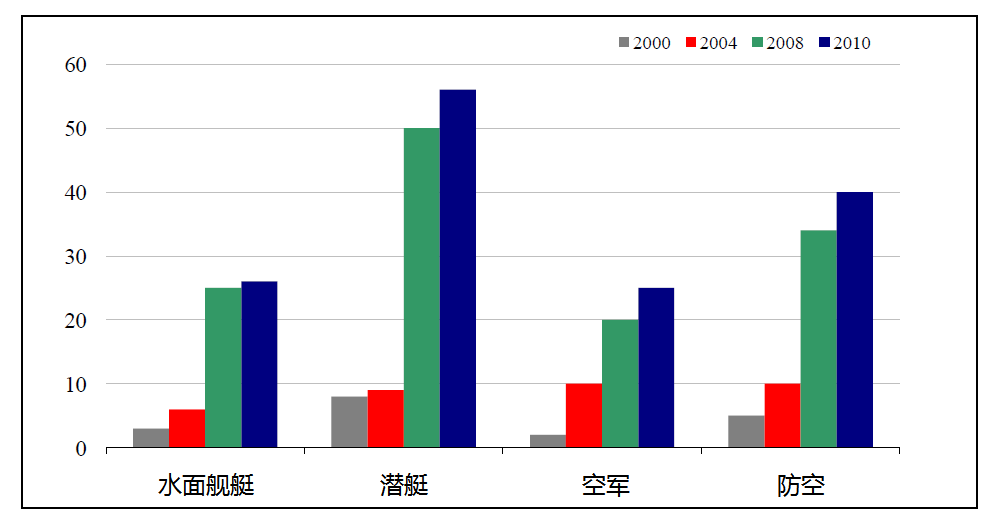
2000年－2010年解放军现代化武器所占比例迅速提高。

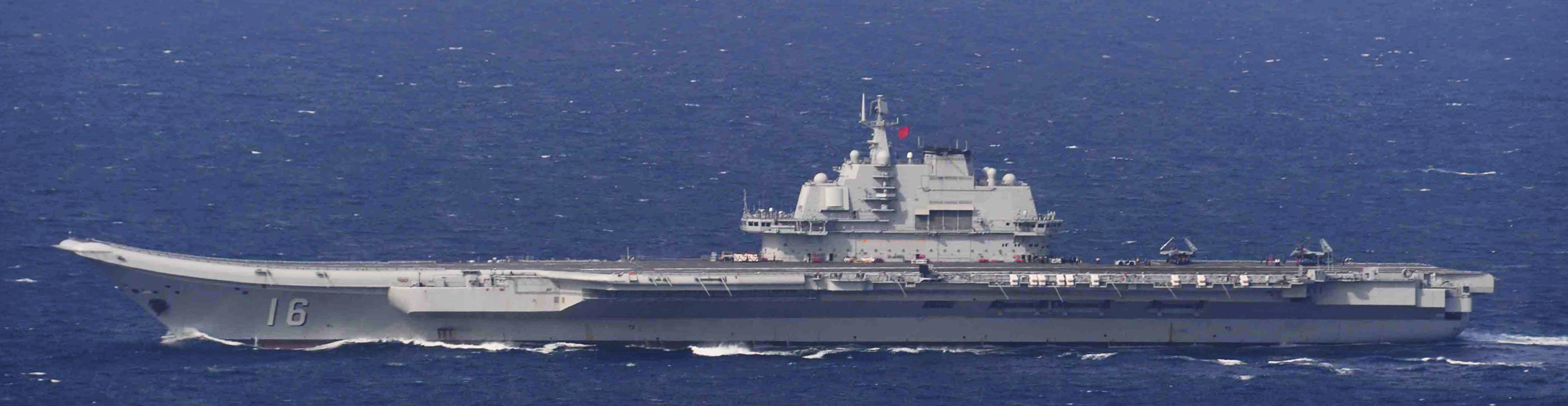
001型航空母舰
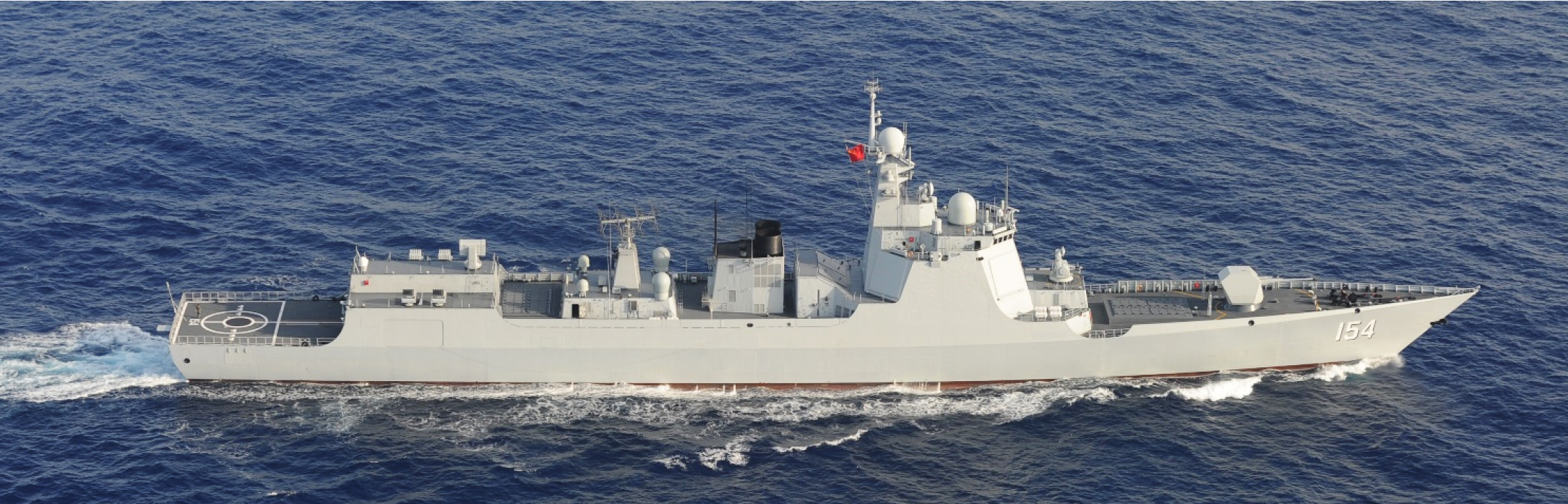
052D型驱逐舰
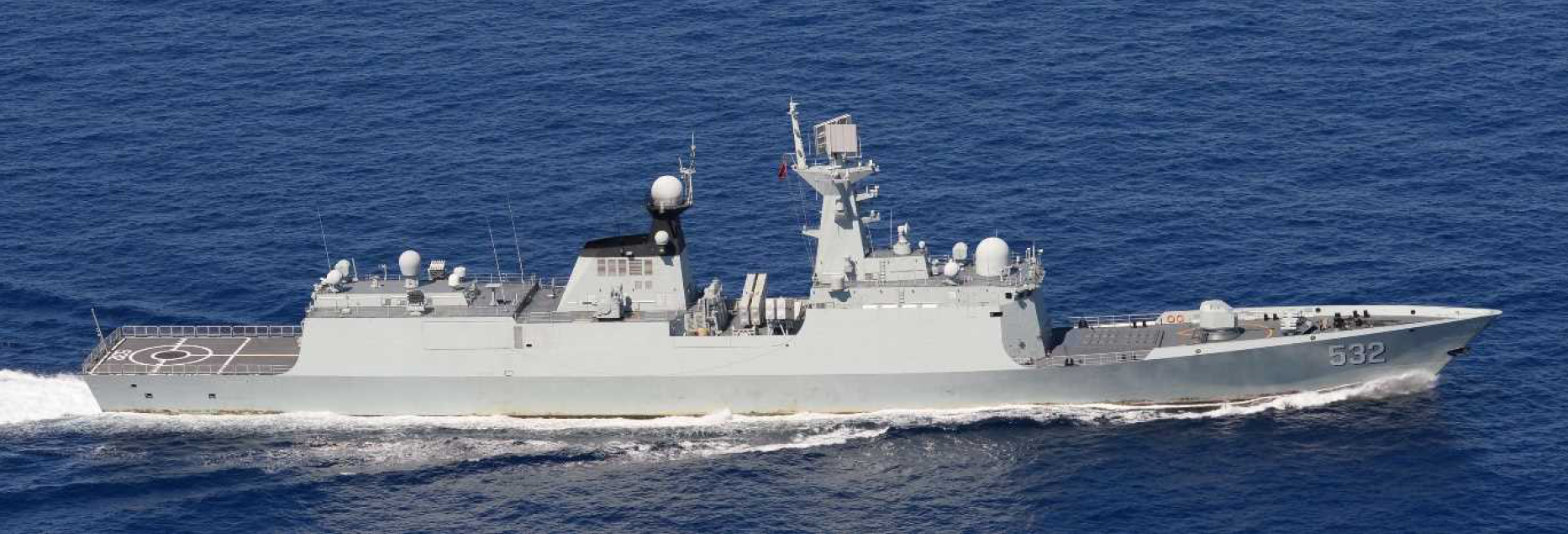
054A型護衛艦
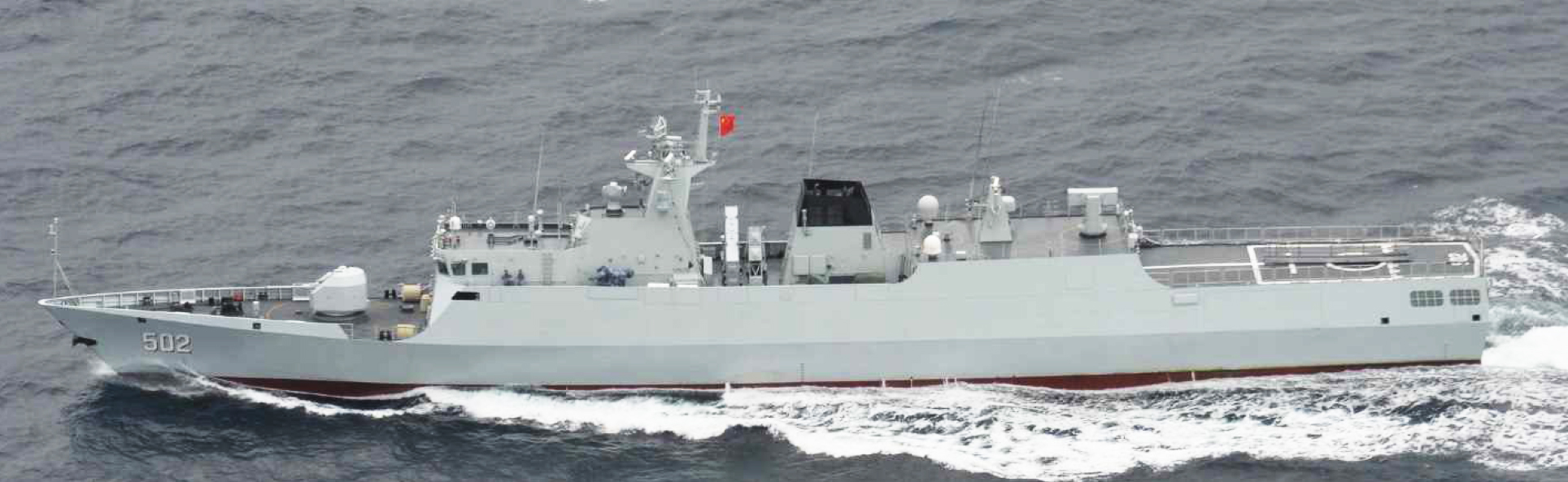
056A型护卫舰
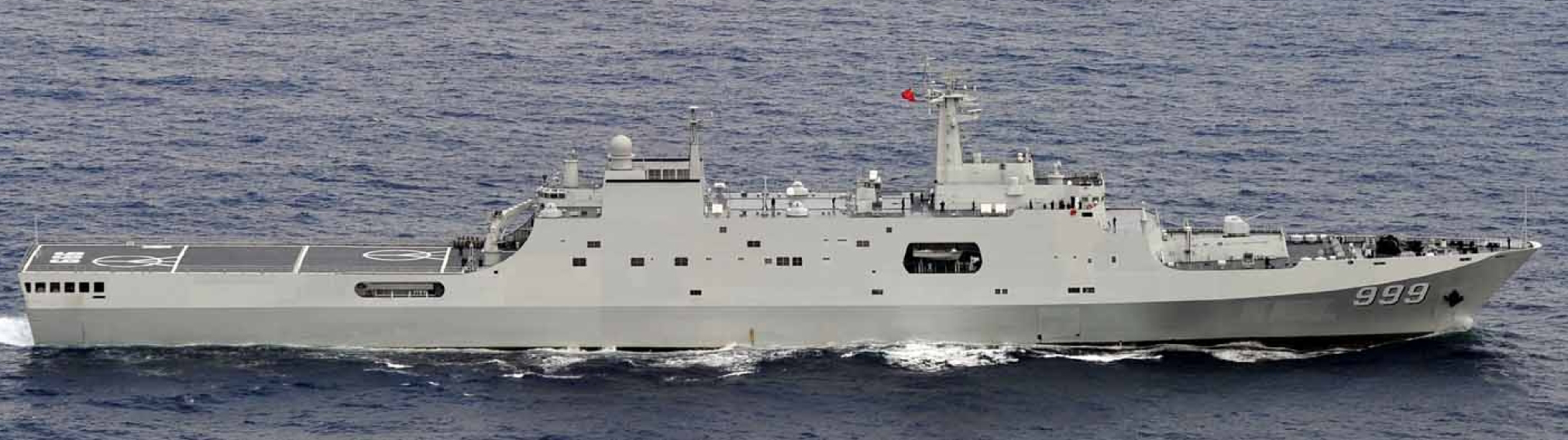
071型船坞登陆舰
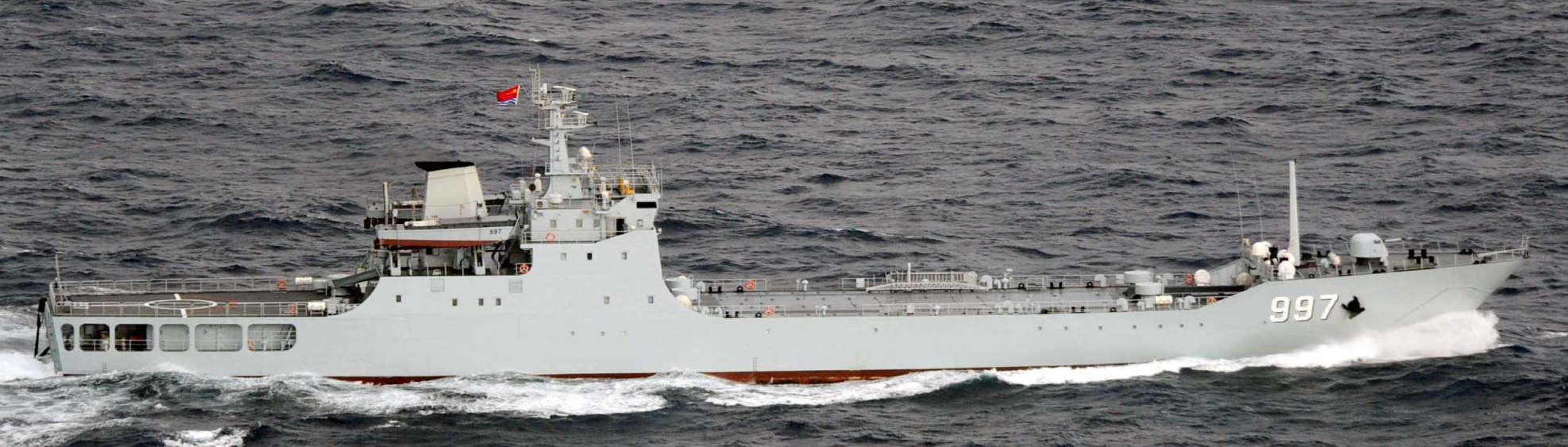
072A型大型登陆舰
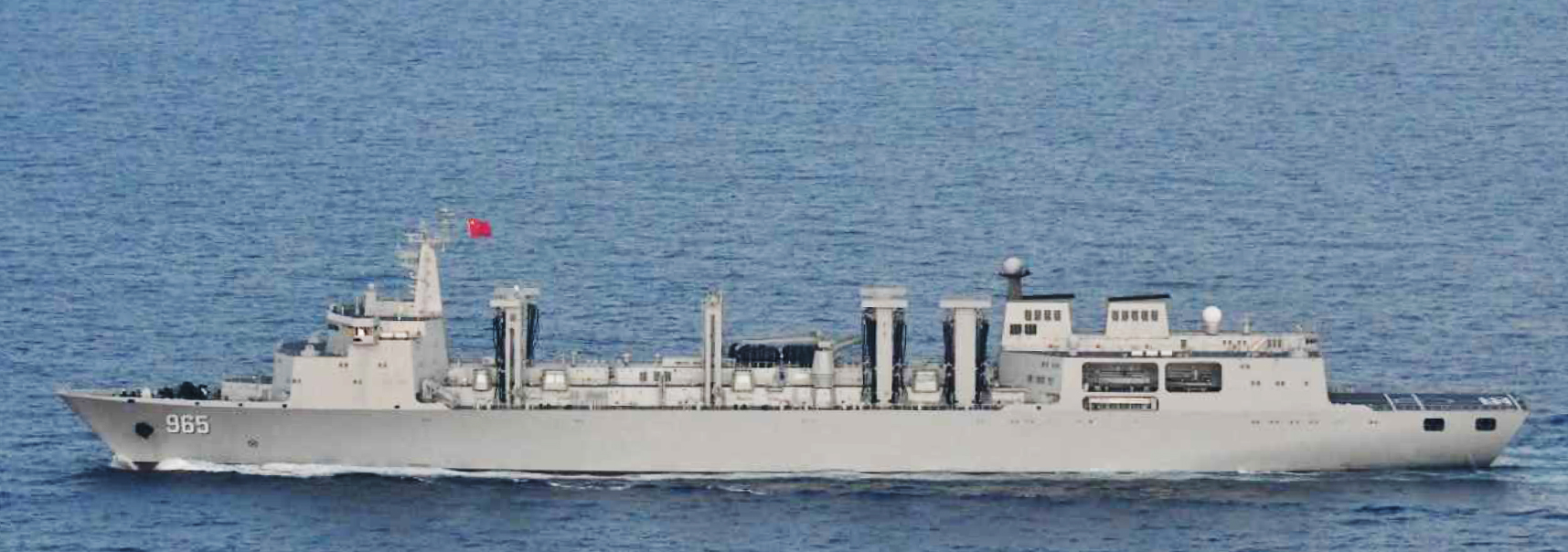
901型综合补给舰
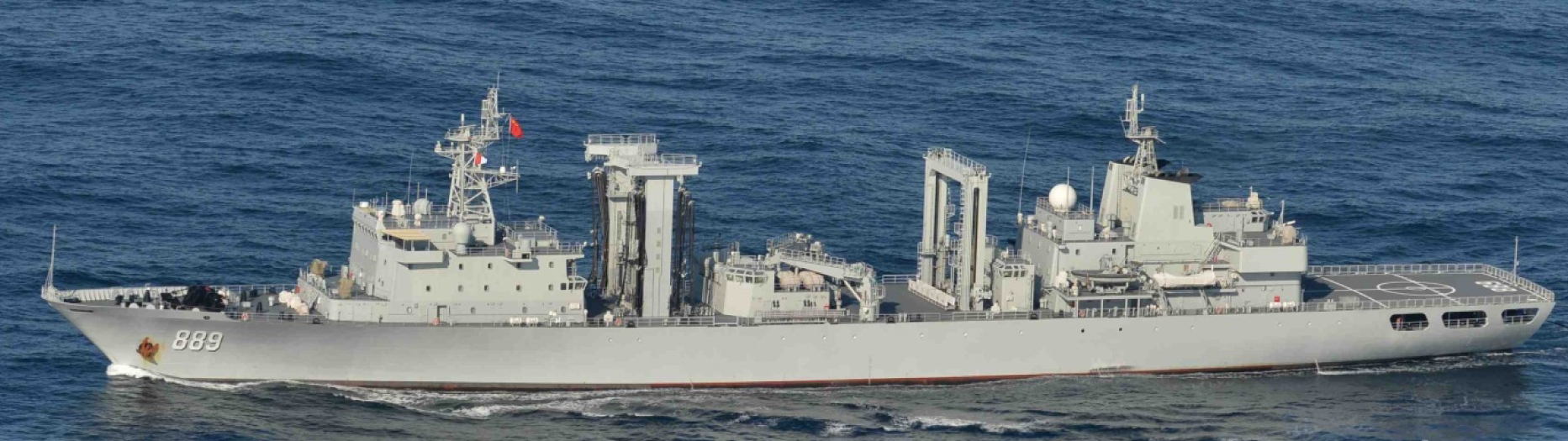
903A型綜合補給艦
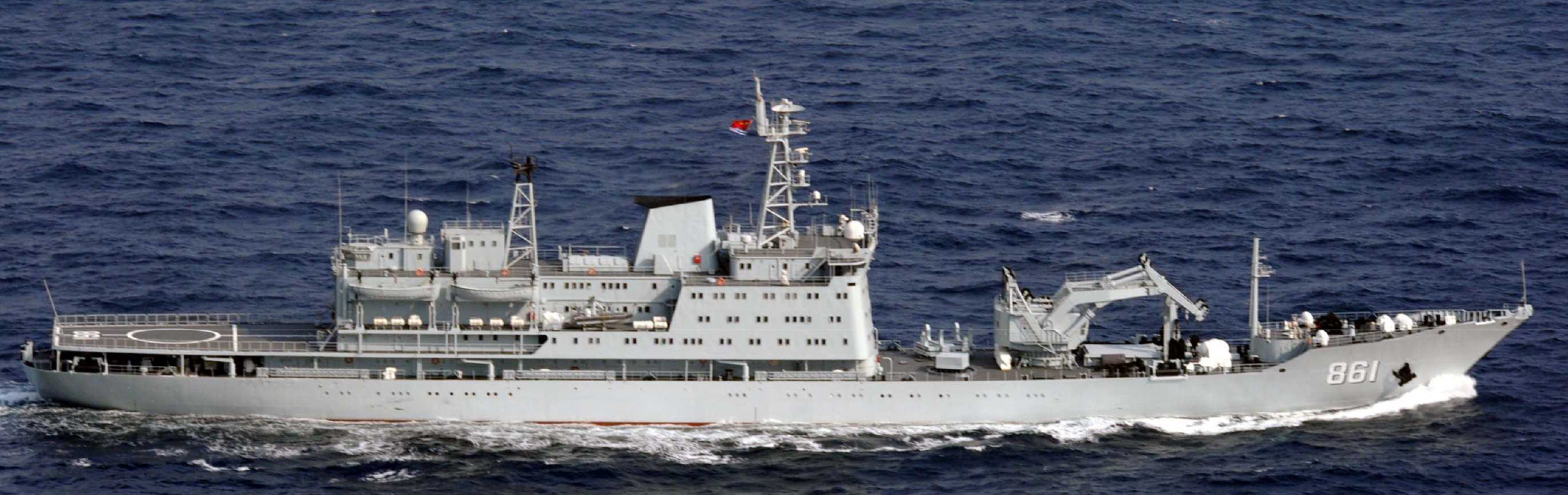
925型潜艇支援舰
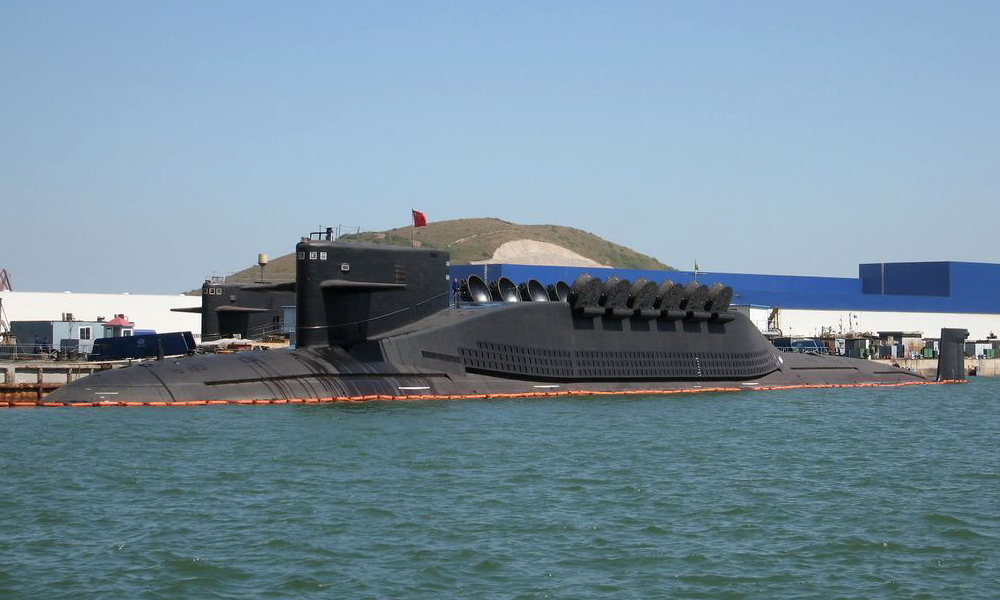
094型弹道导弹核潜艇
039A型AIP潛艇
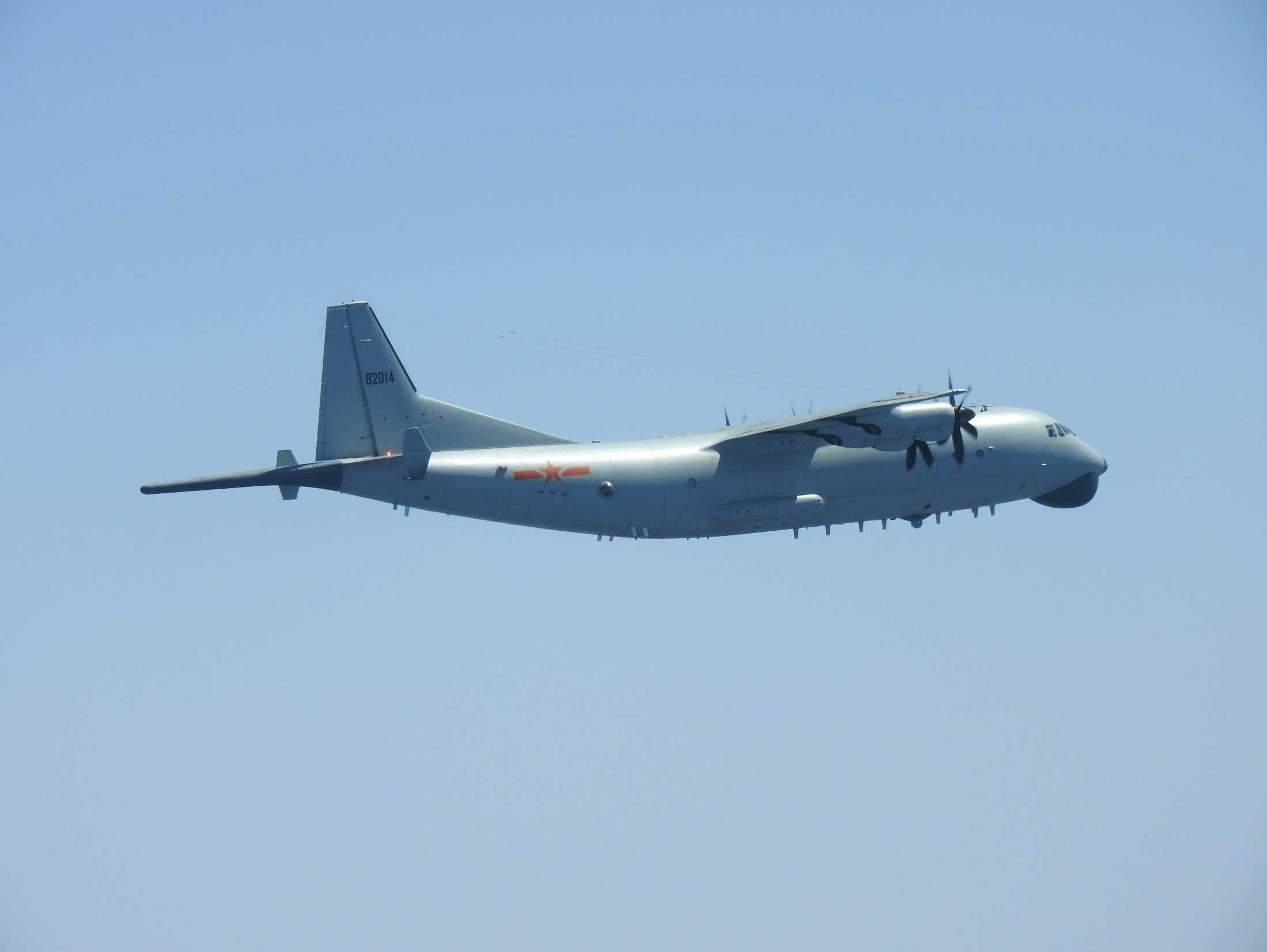
高新六號反潛機
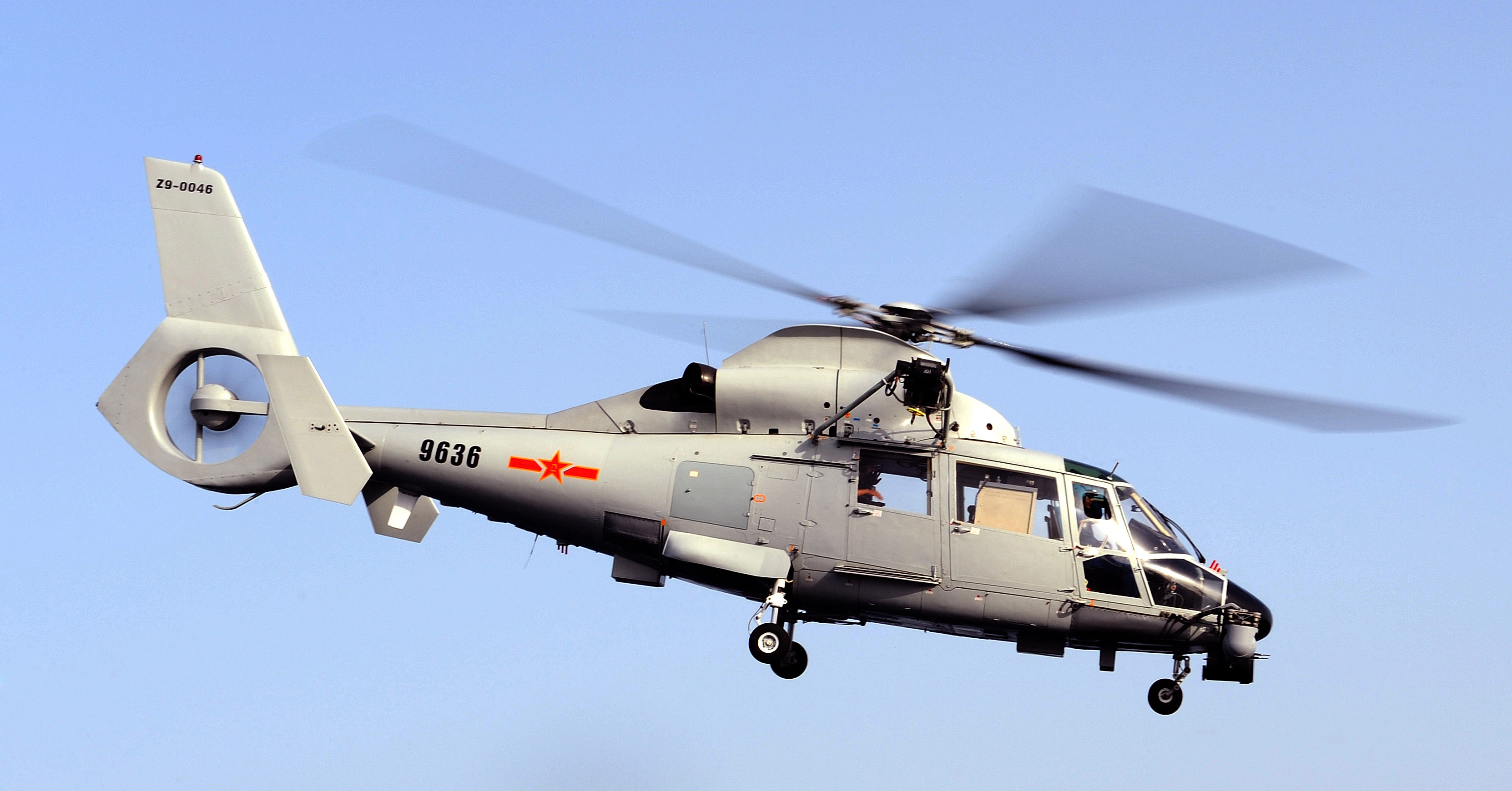
直-9C舰载直升机

歼-35A战斗机
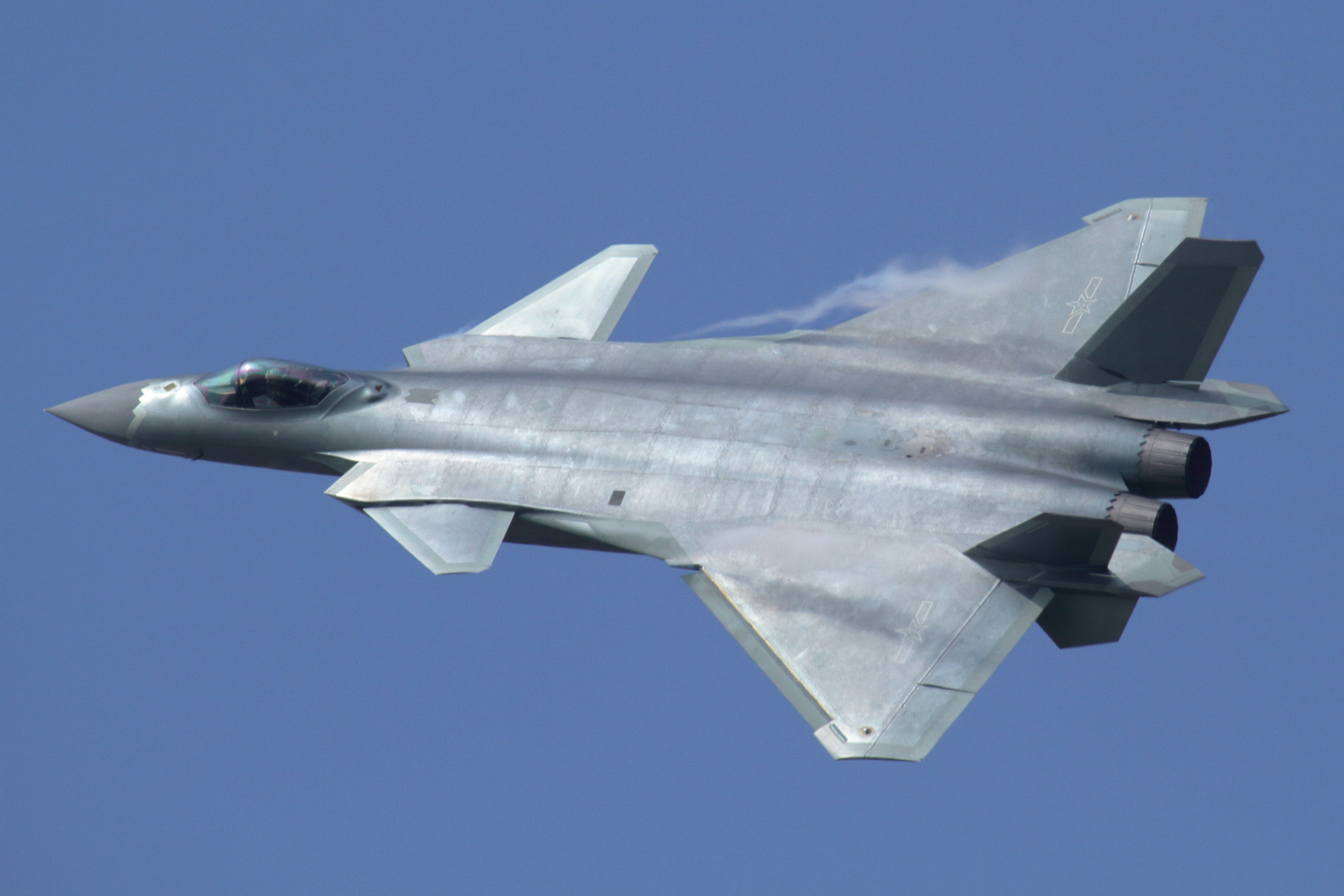
歼-20A战斗机
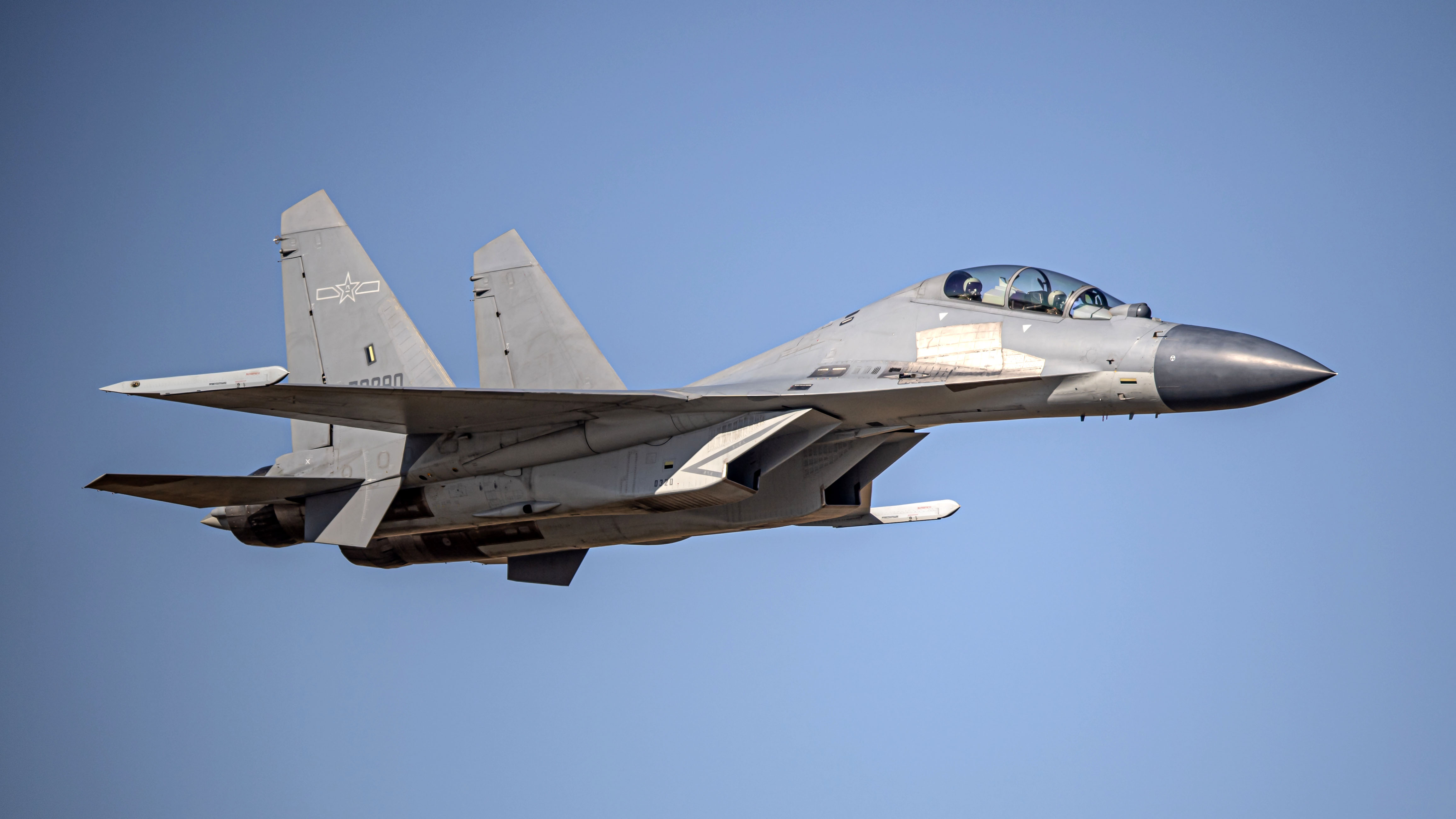
歼-16战斗机
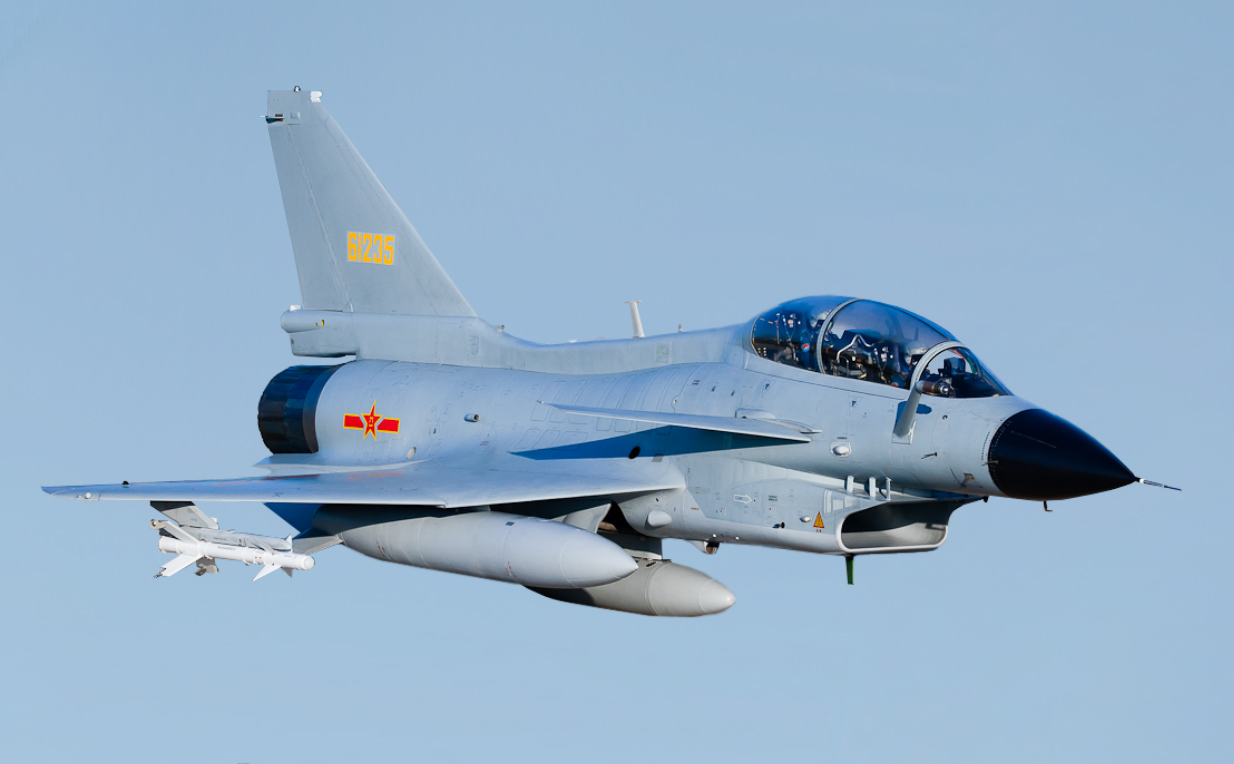
歼-10S战斗机
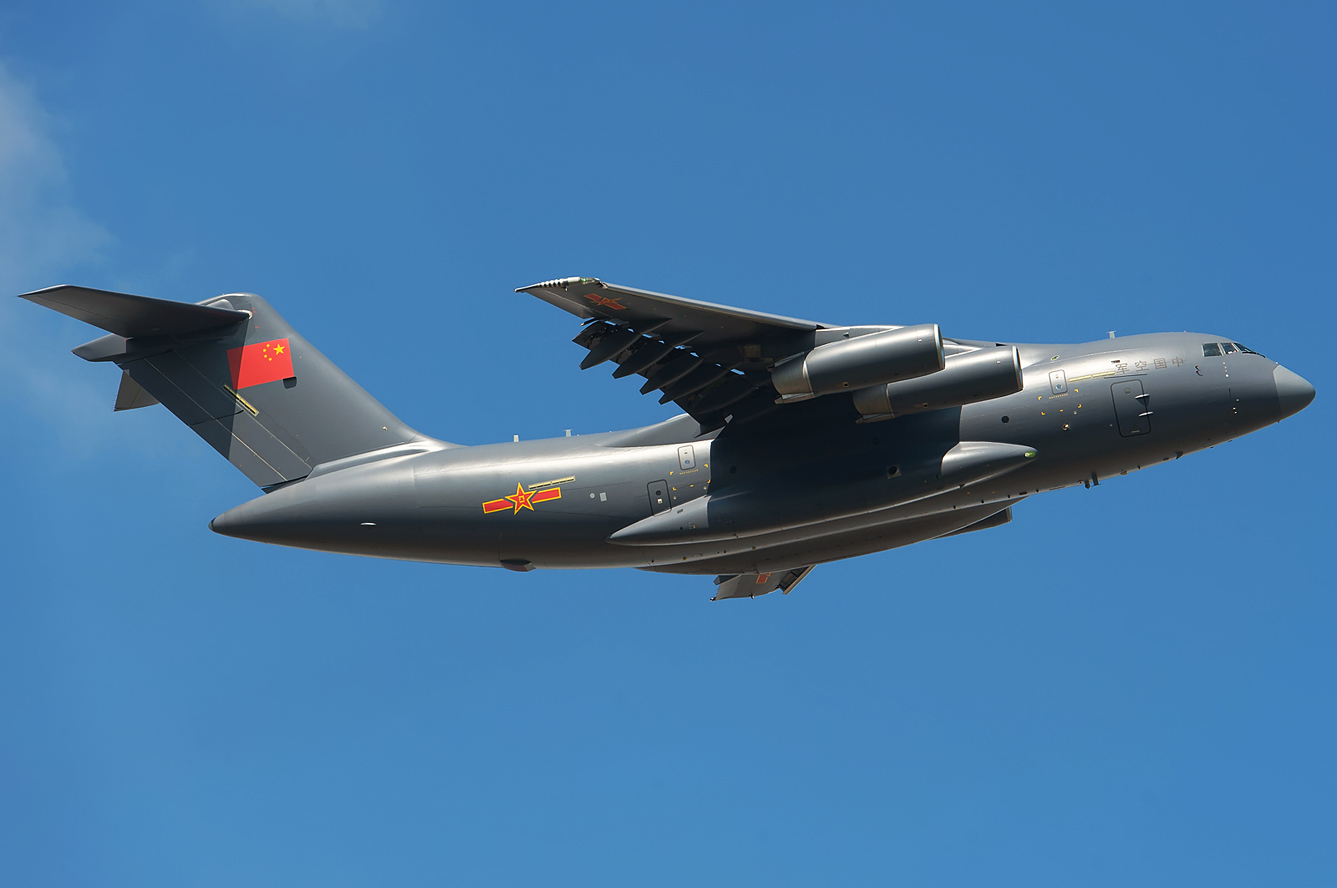
运-20A运输机
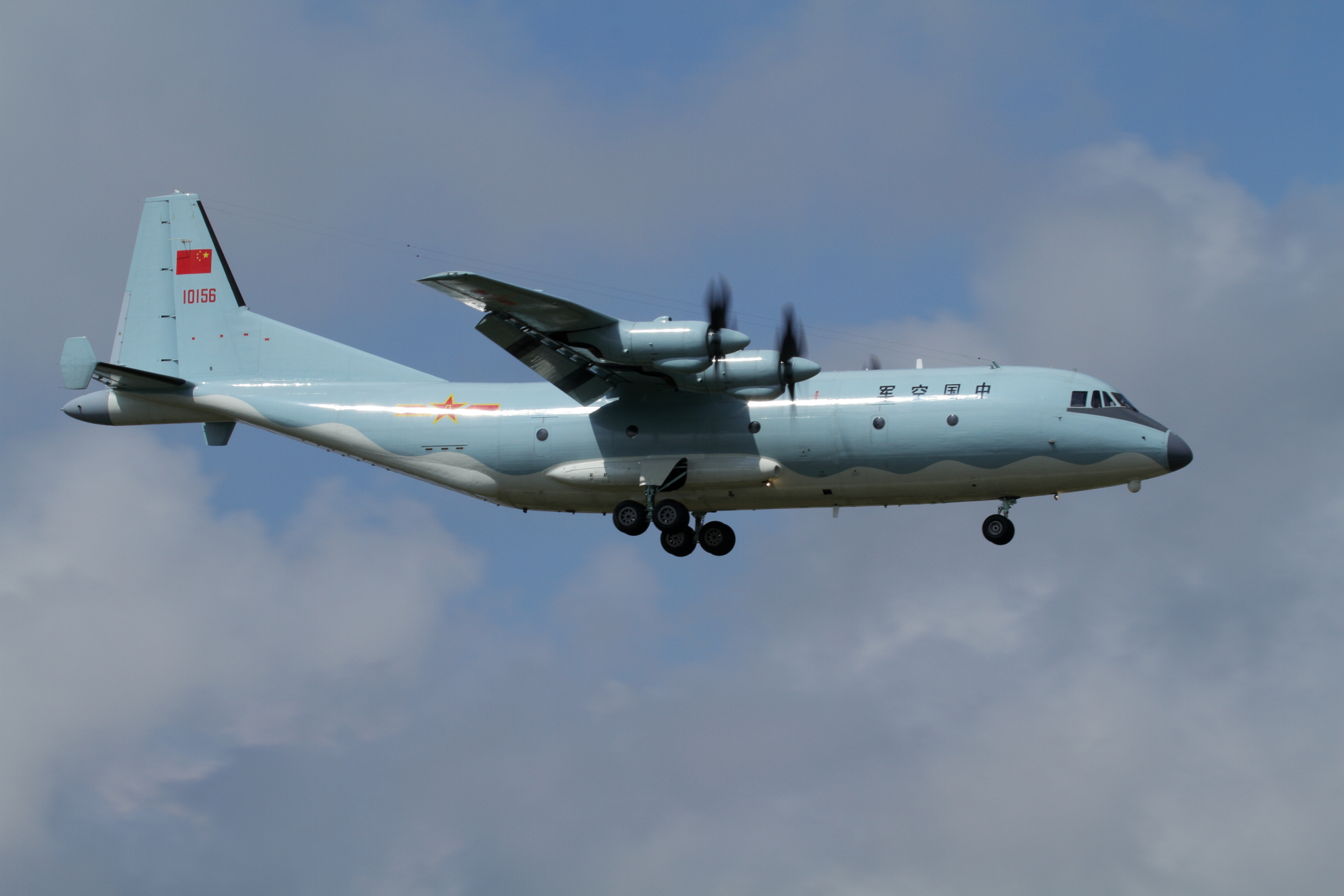
运-9运输机
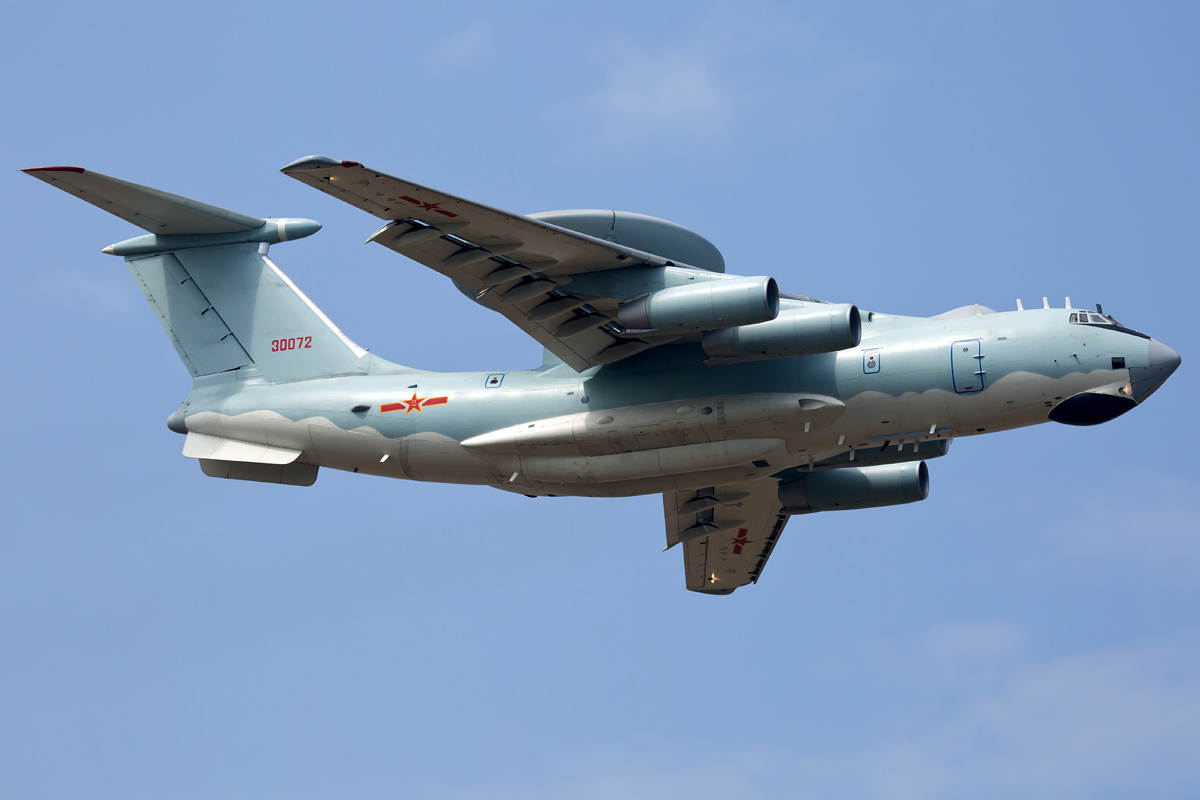
空警-2000空中预警机
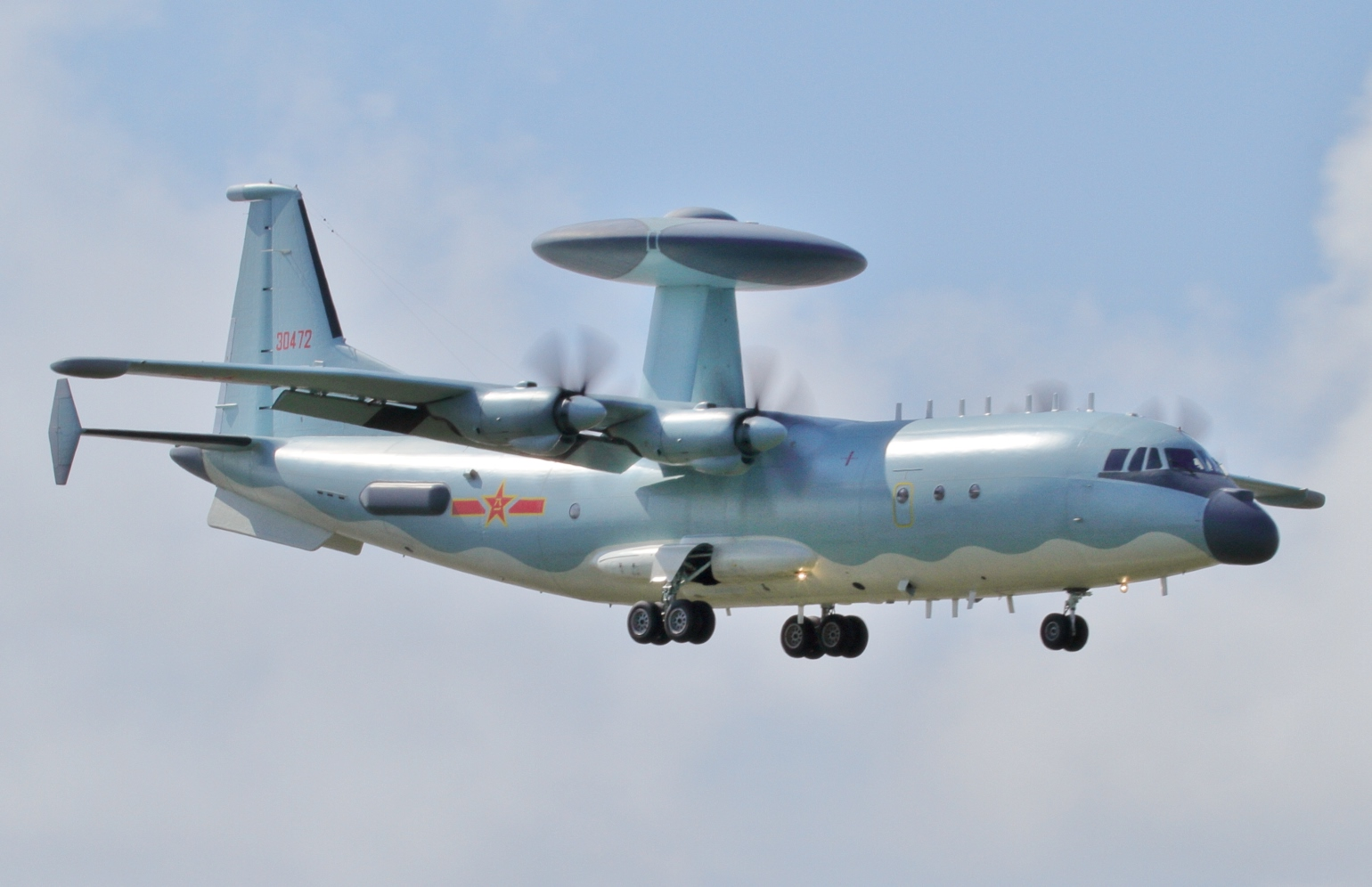
空警-500空中预警机
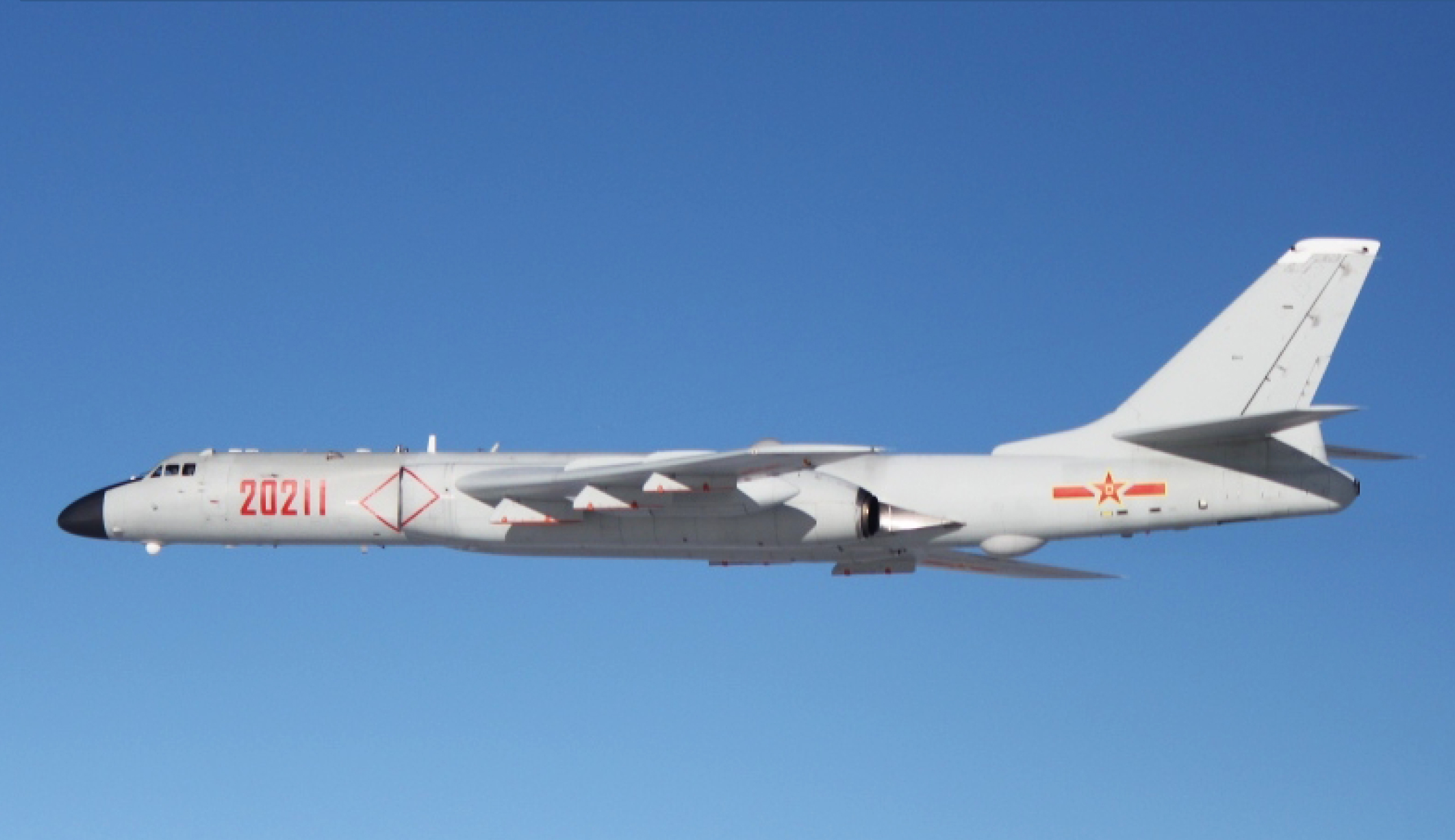
轰6K轰炸机
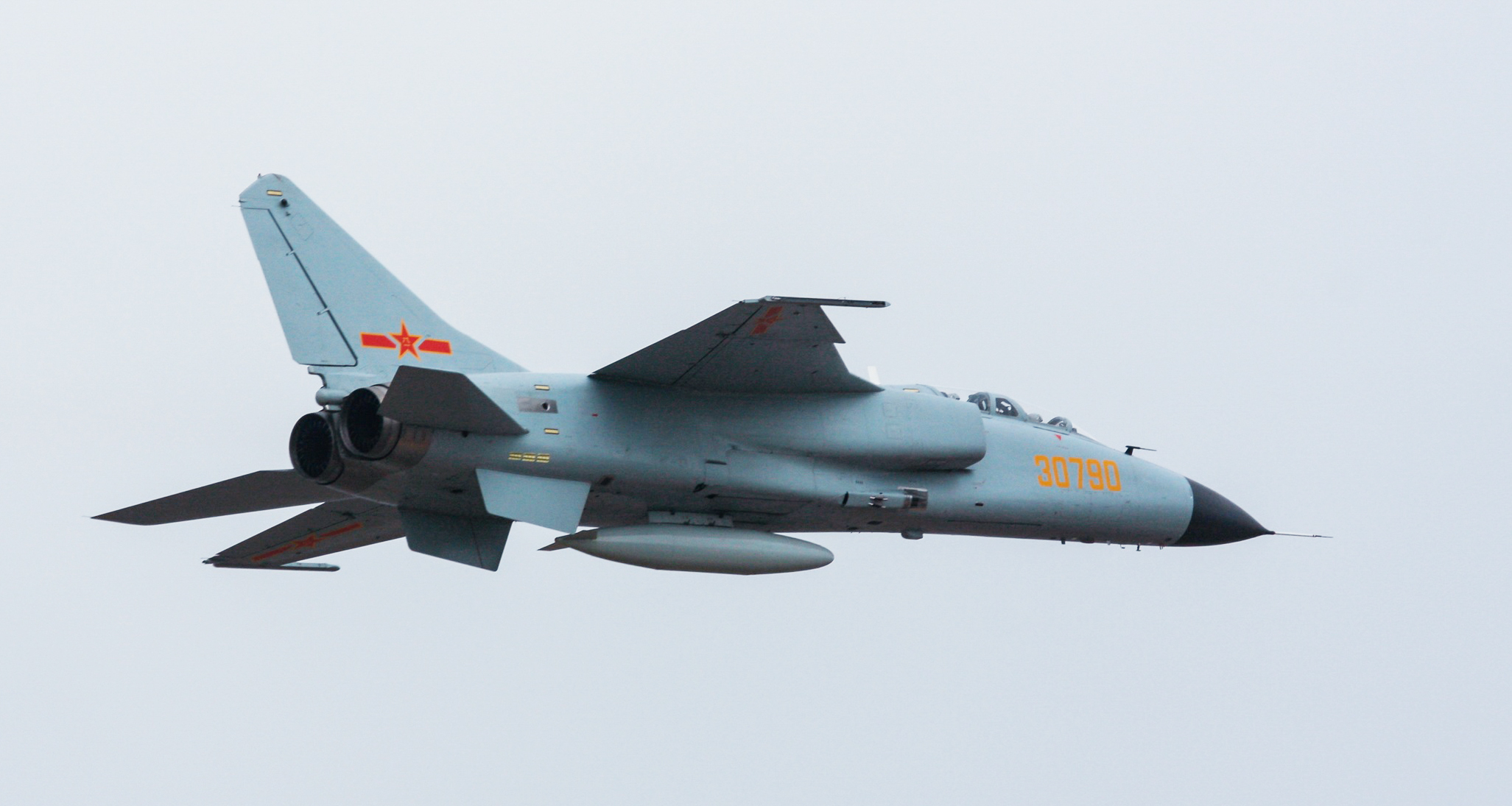
歼轰-7A战斗轰炸机
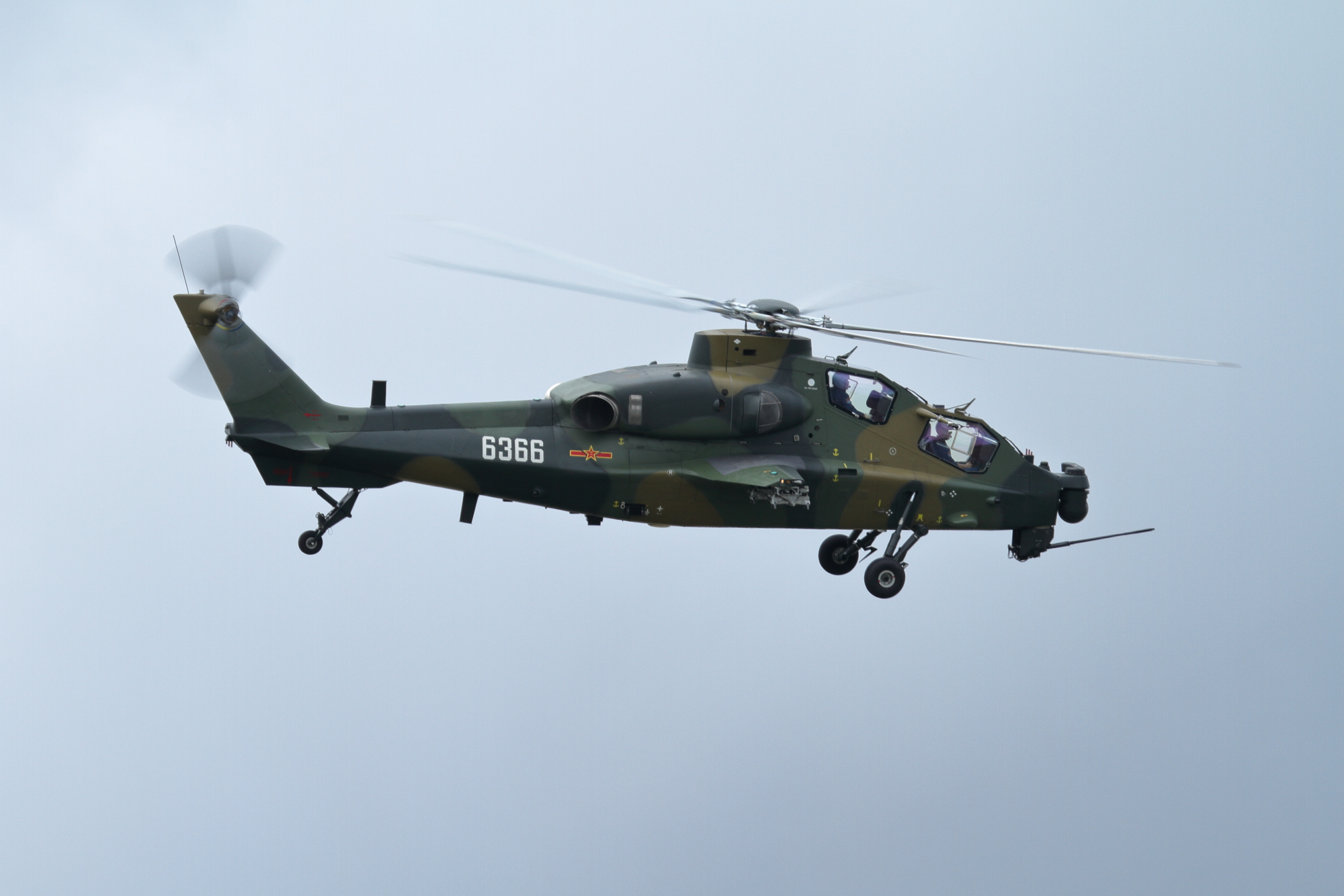
直-10K武裝直升机

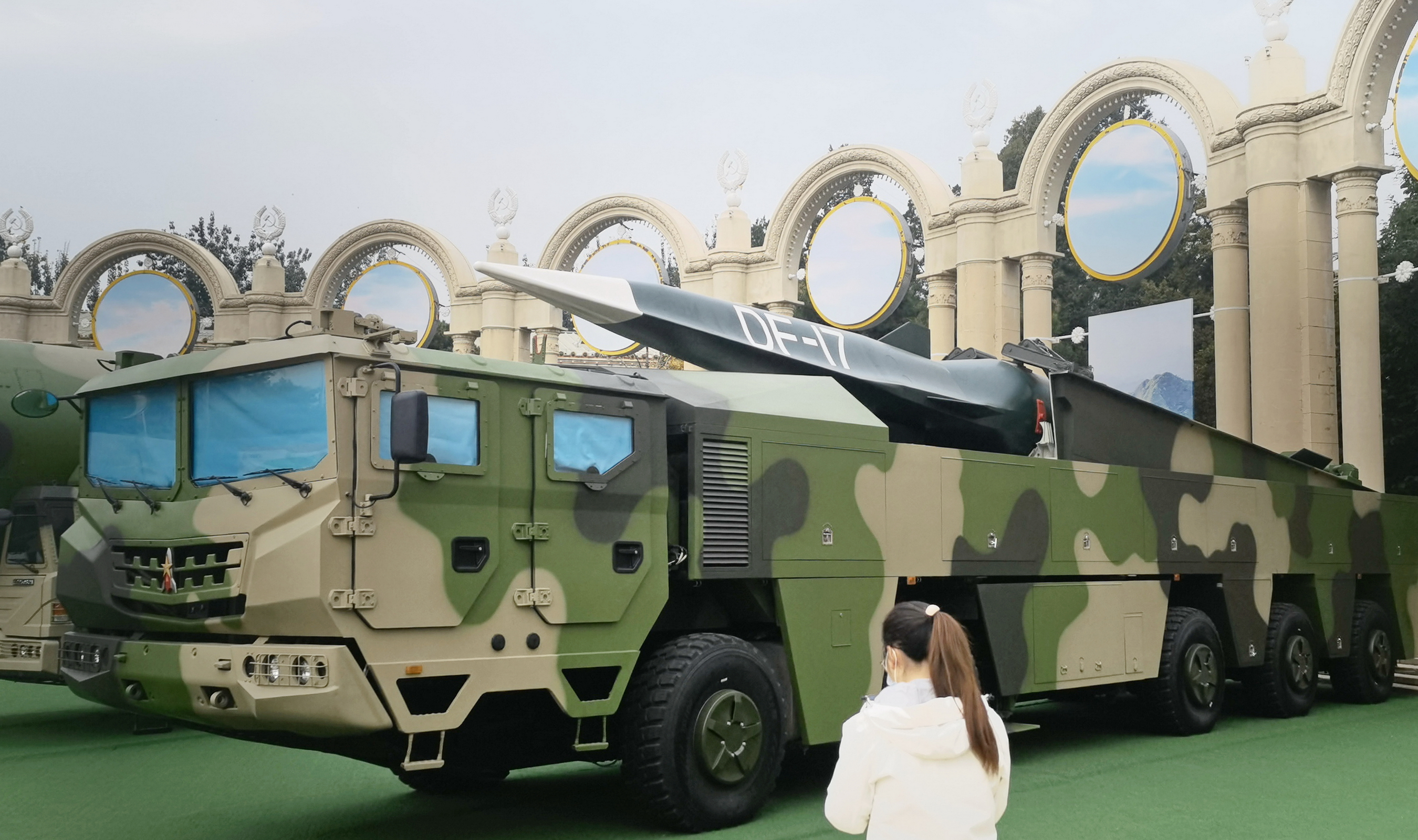
东风-17高超音速弹道导弹
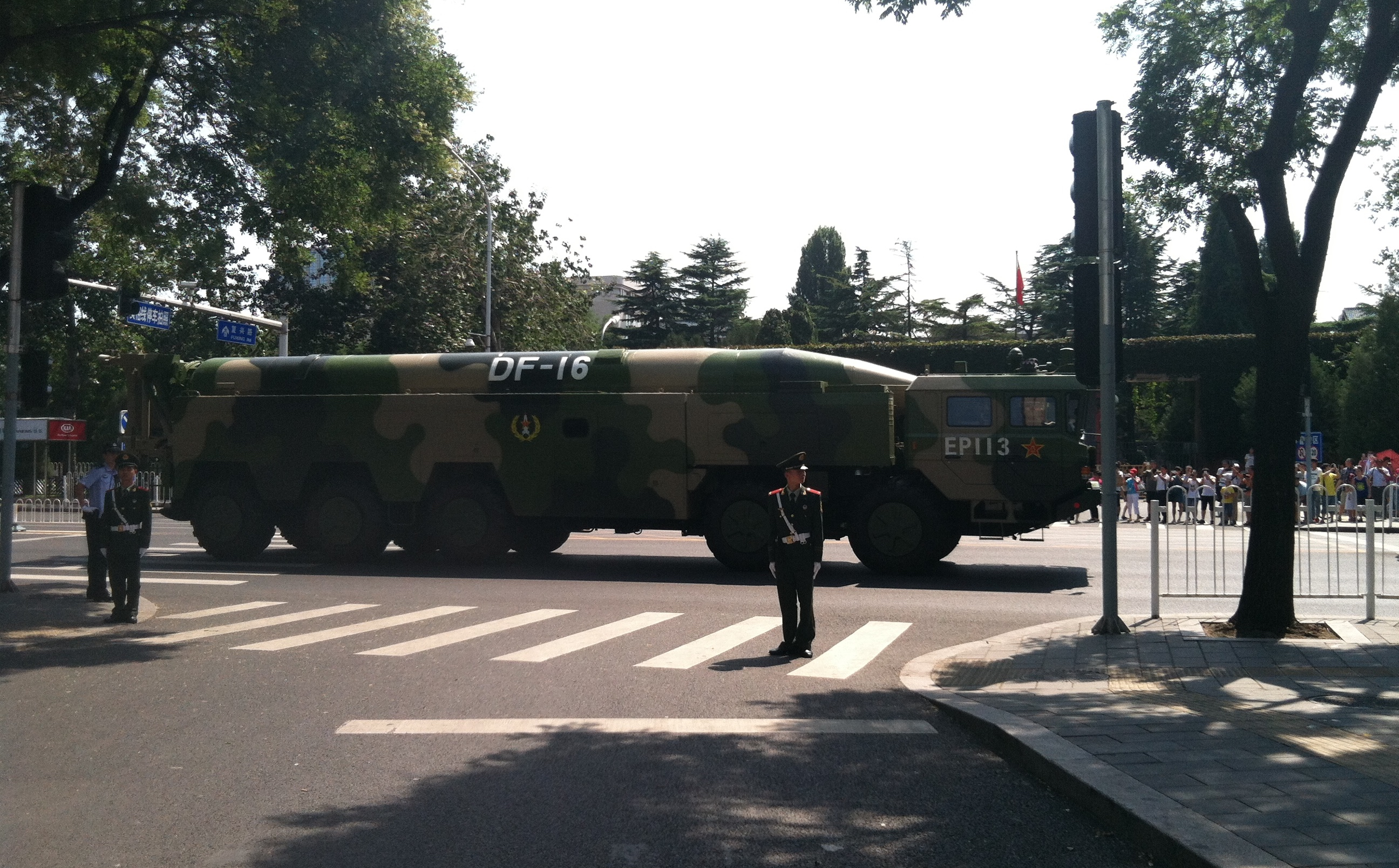
东风-16型中程弹道导弹
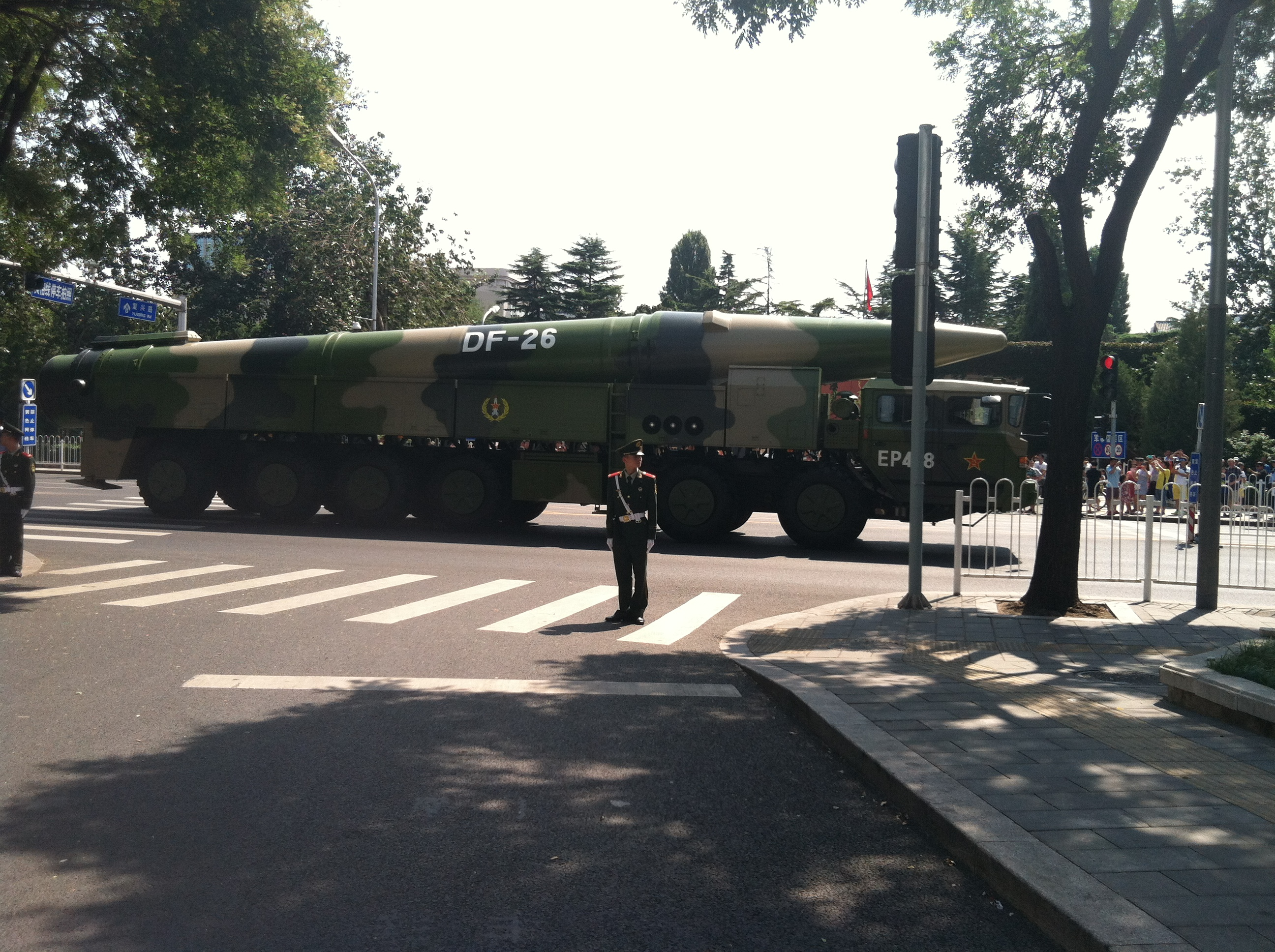
东风-26中程弹道导弹
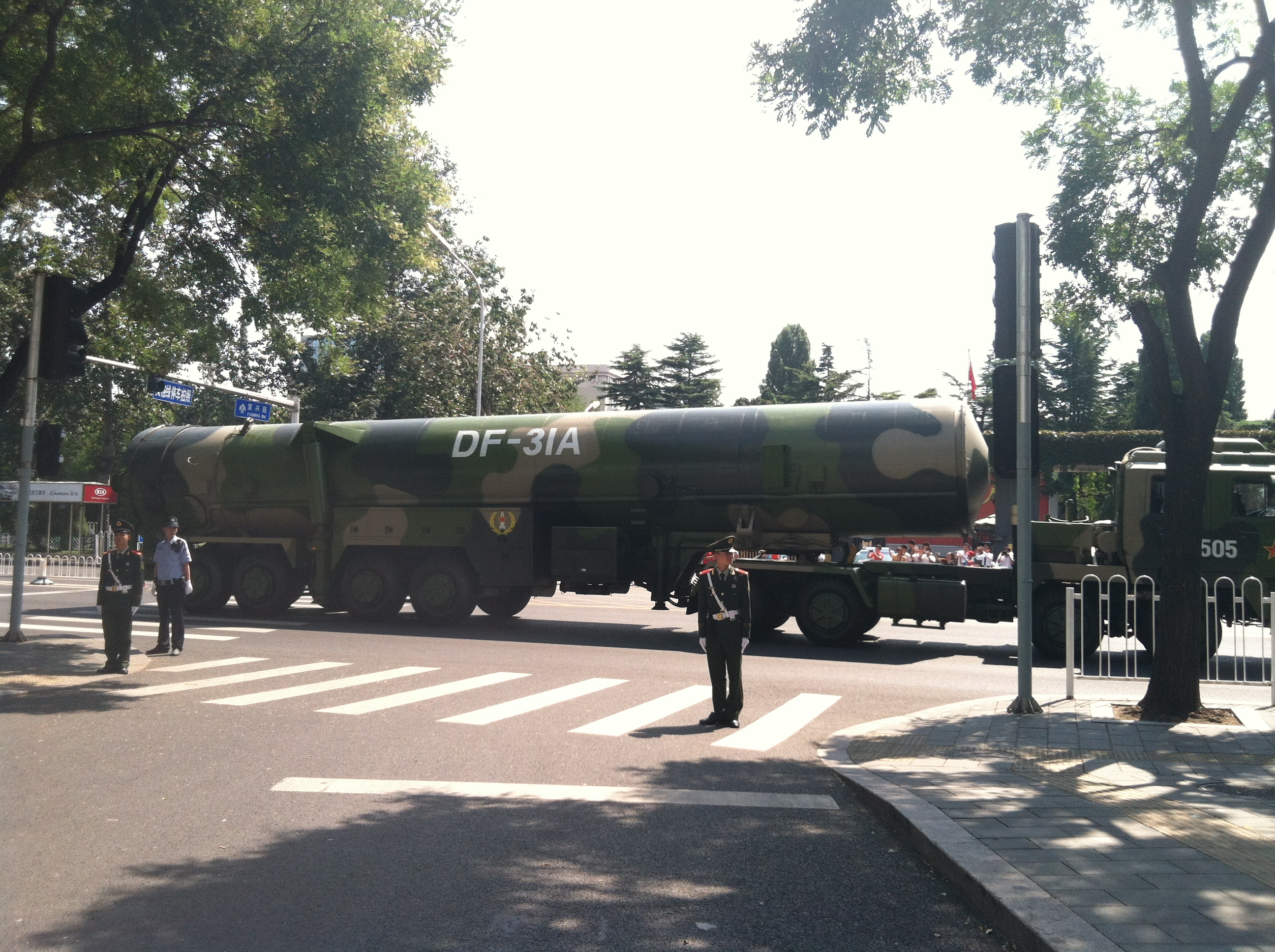
東風-31洲際彈道導彈
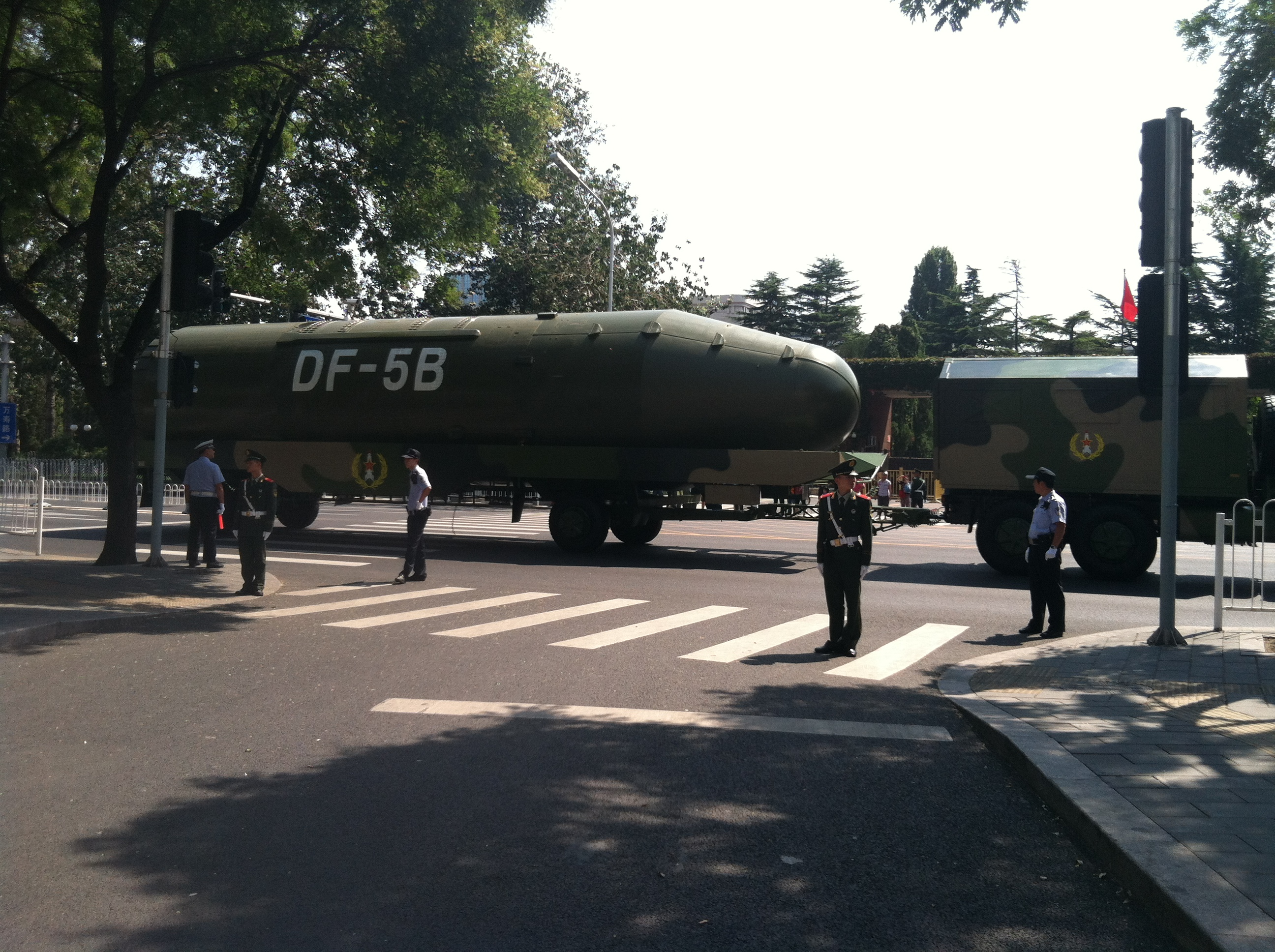
东风-5型洲际弹道导弹

2000年后，中国人民解放军在装备现代化上获得了大幅提升，现代化武器主要包括：第五代战斗机歼-20，第四代战斗机歼16、歼11、歼-10等机型。防空导弹包括俄制的S-300导弹、S-400导弹系列和自制红旗-9、红旗-22等系列的远程地对空导弹；海军现代化武器主要包括：055型神盾驱逐舰、052D型神盾驱逐舰和039B型AIP潜艇、094A型核潜艇等。
供应与设计

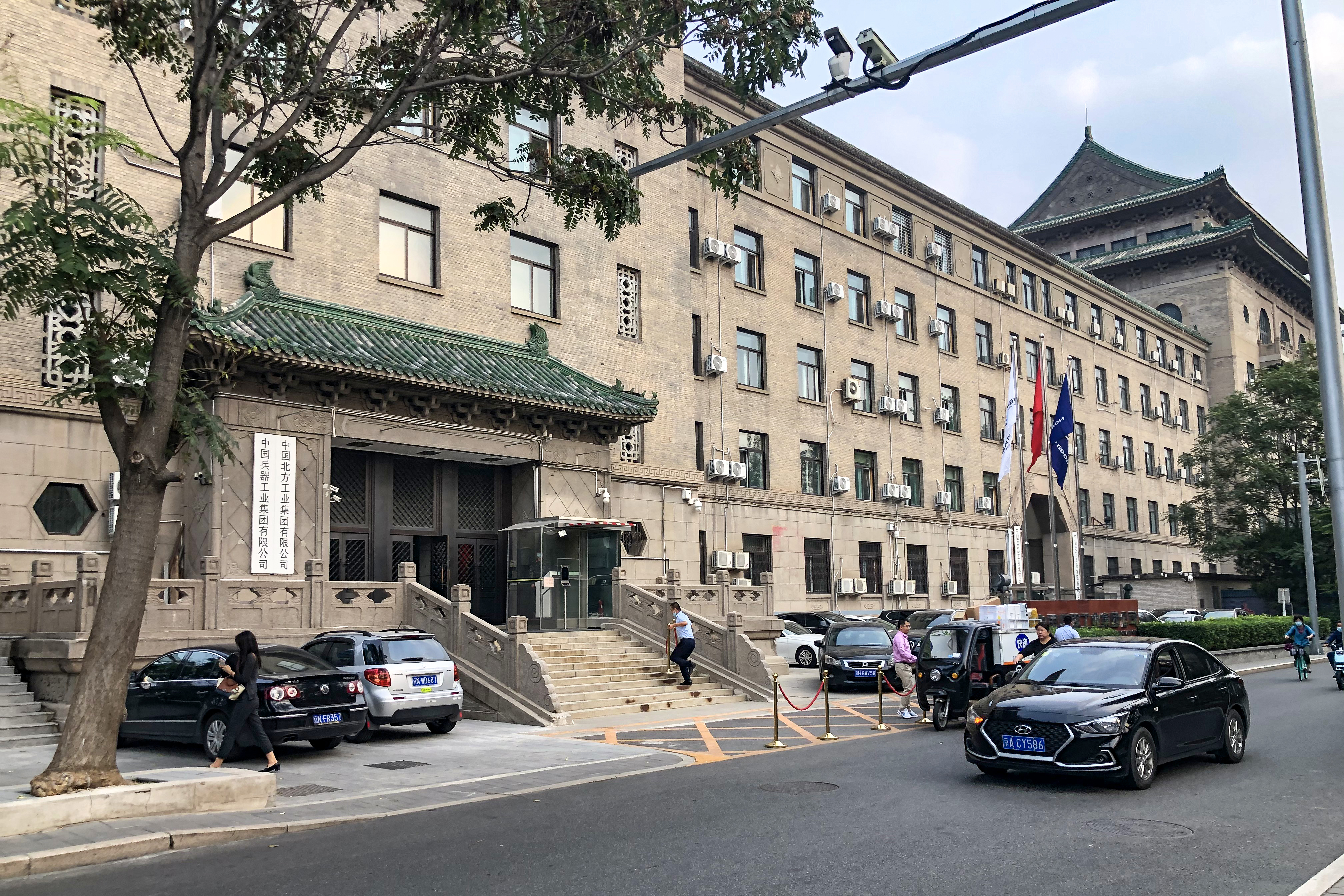
中国兵器工业集团(中国北方工业集团有限公司)
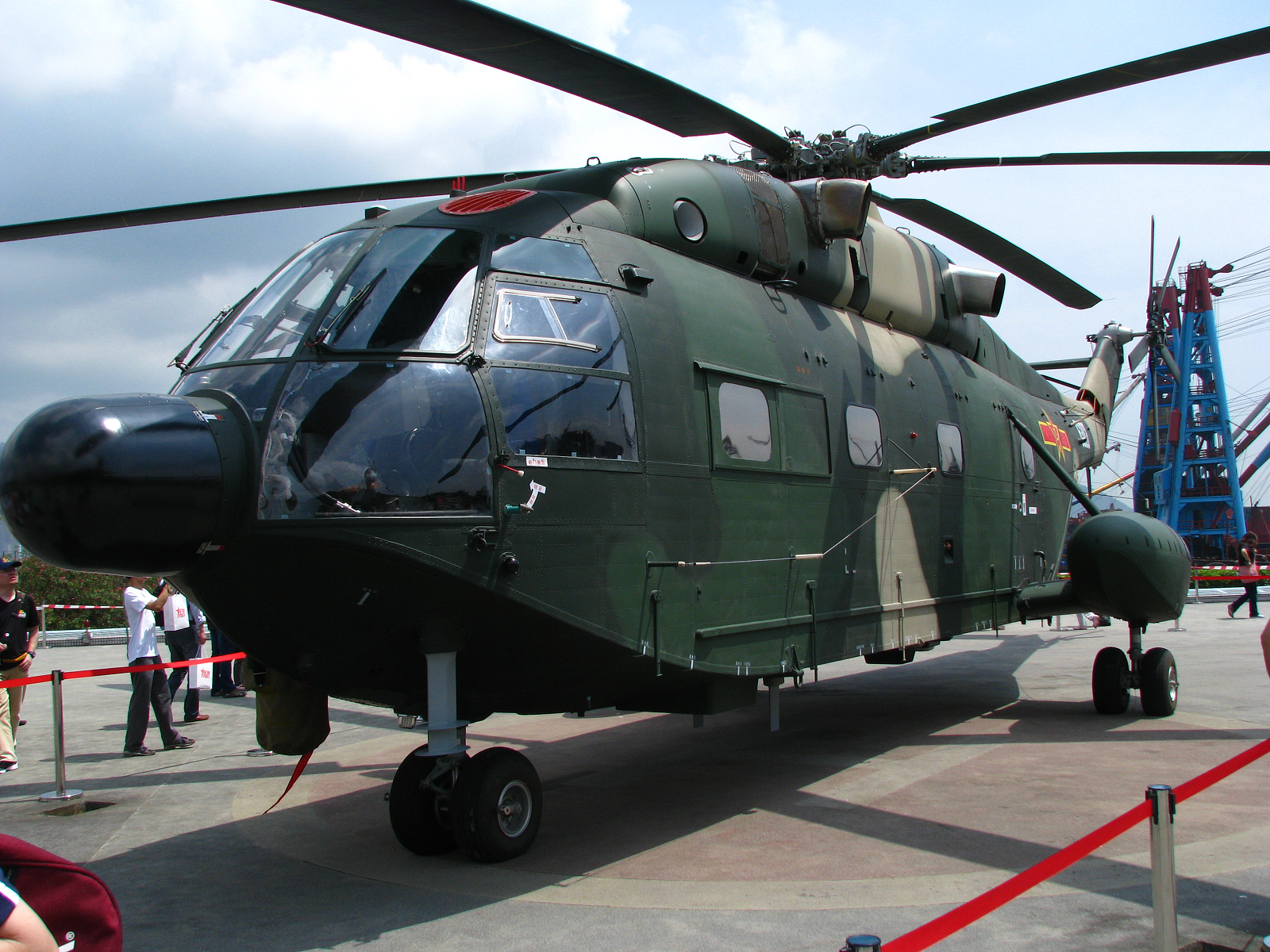
昌河飞机工业集团有限责任公司
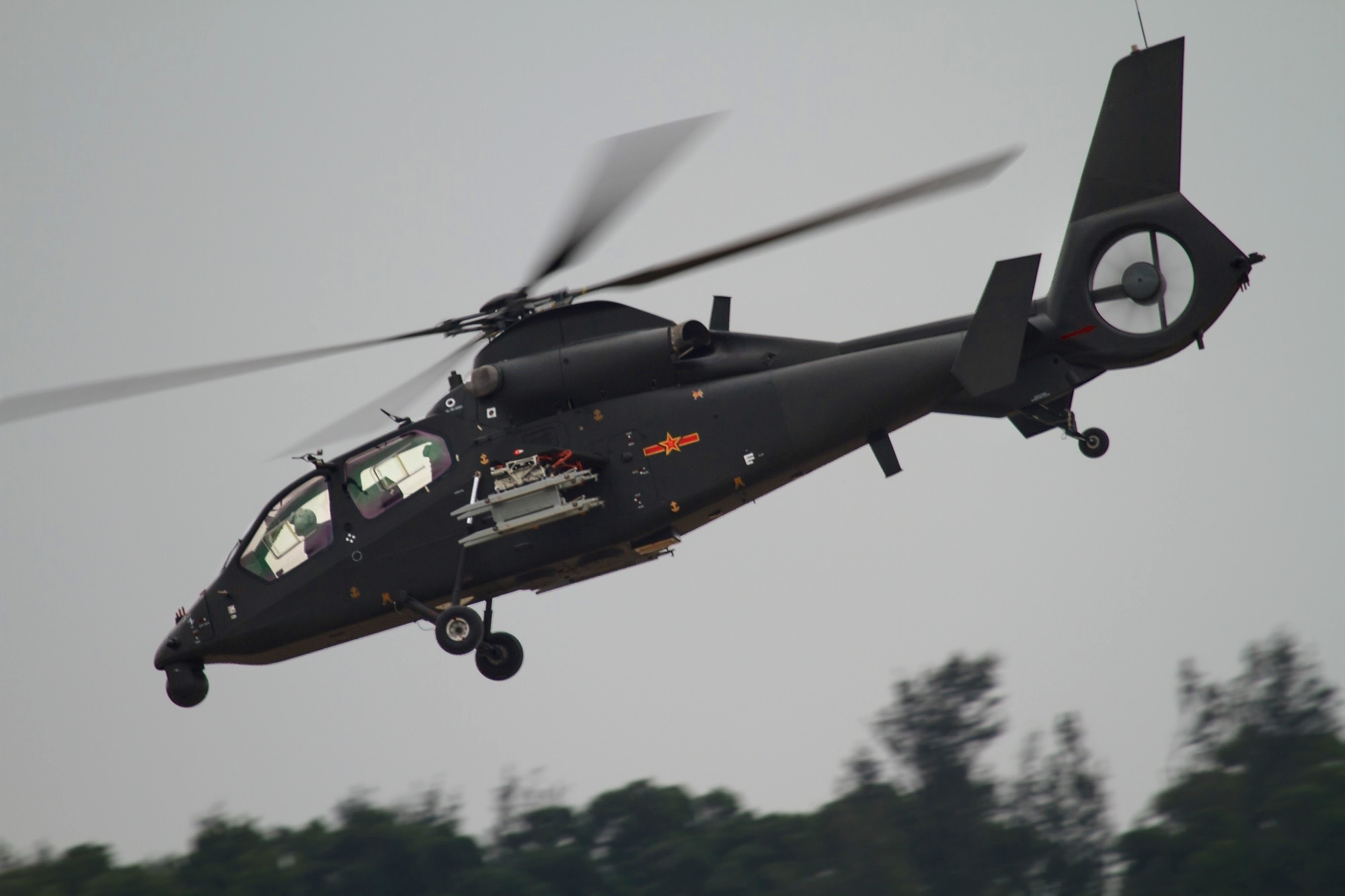
哈尔滨飞机工业集团
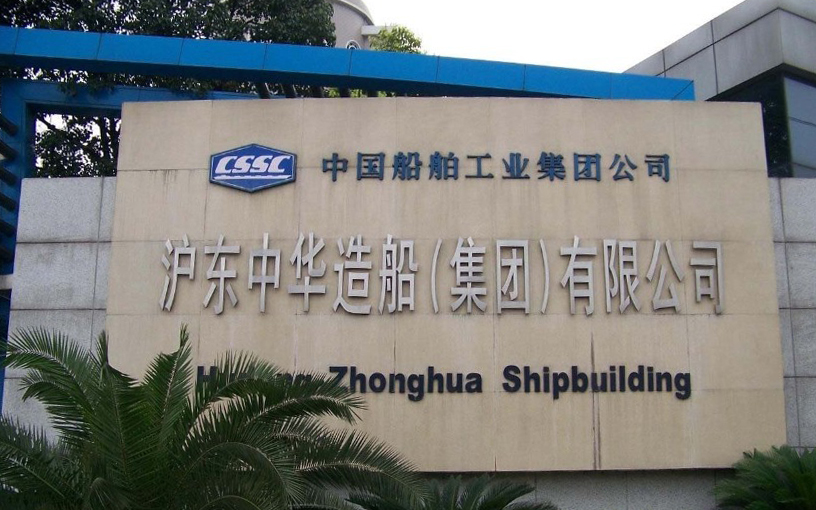
沪东中华造船
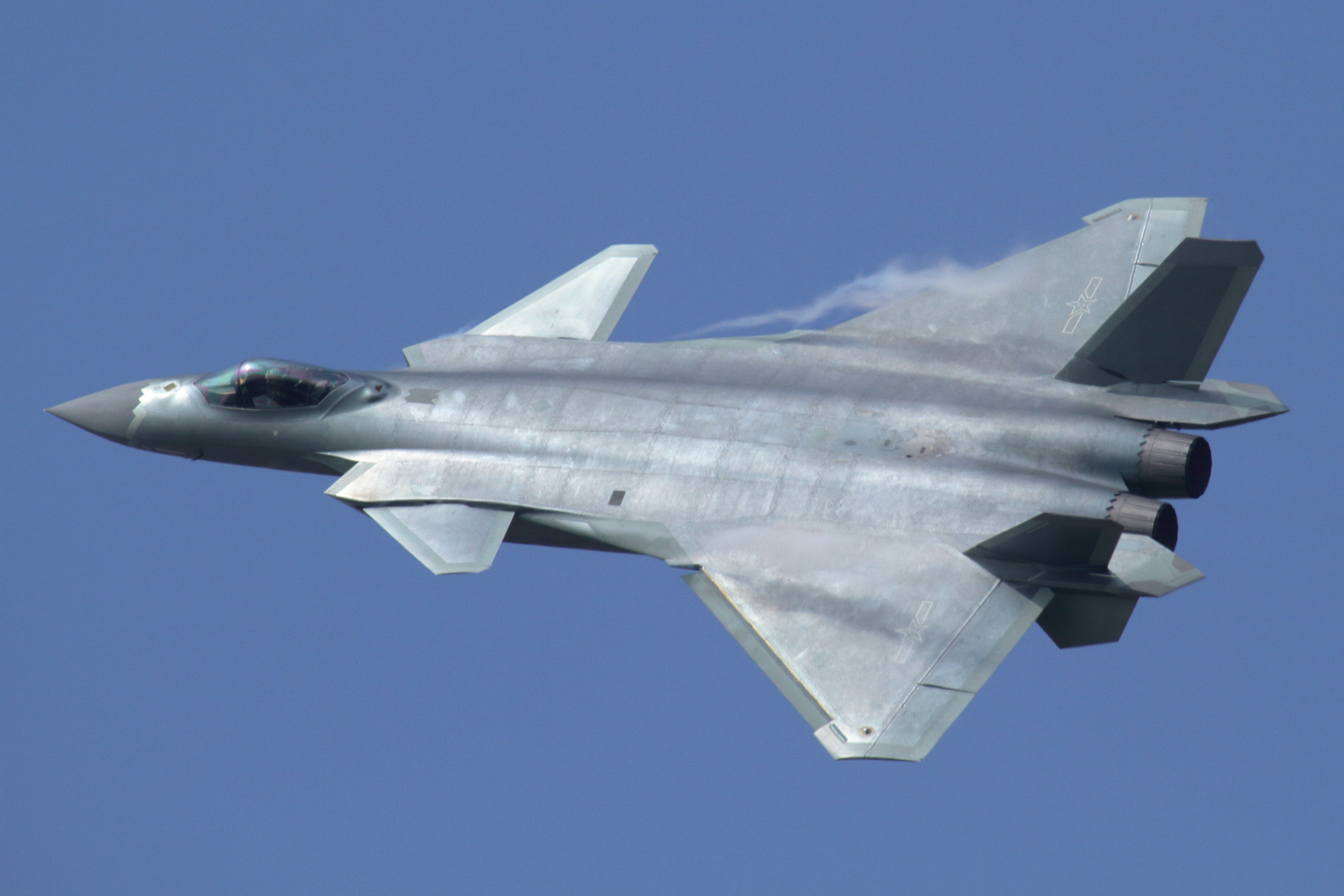
成都飞机工业集团
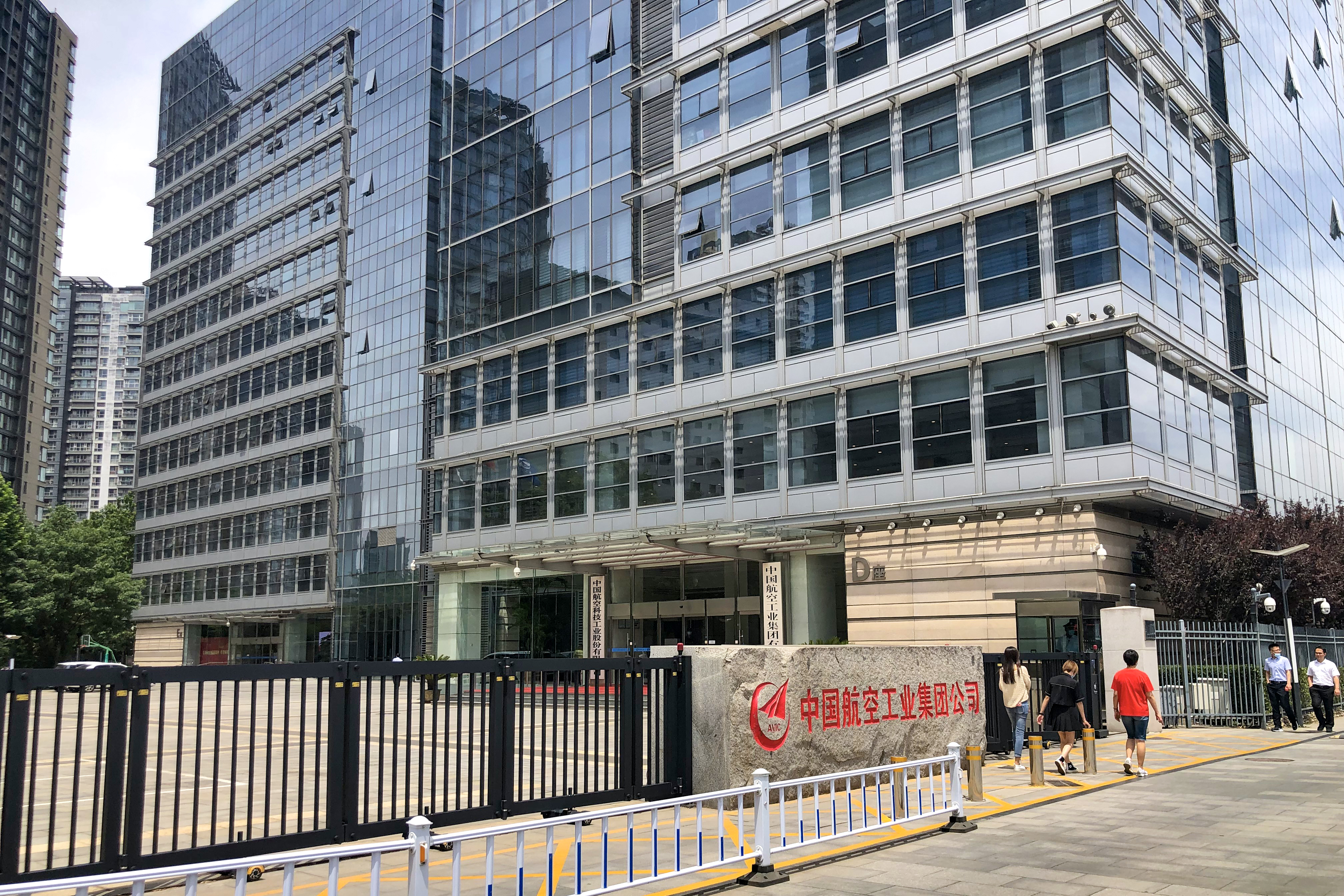
中国航空工业集团有限公司,简称航空工业或AVIC
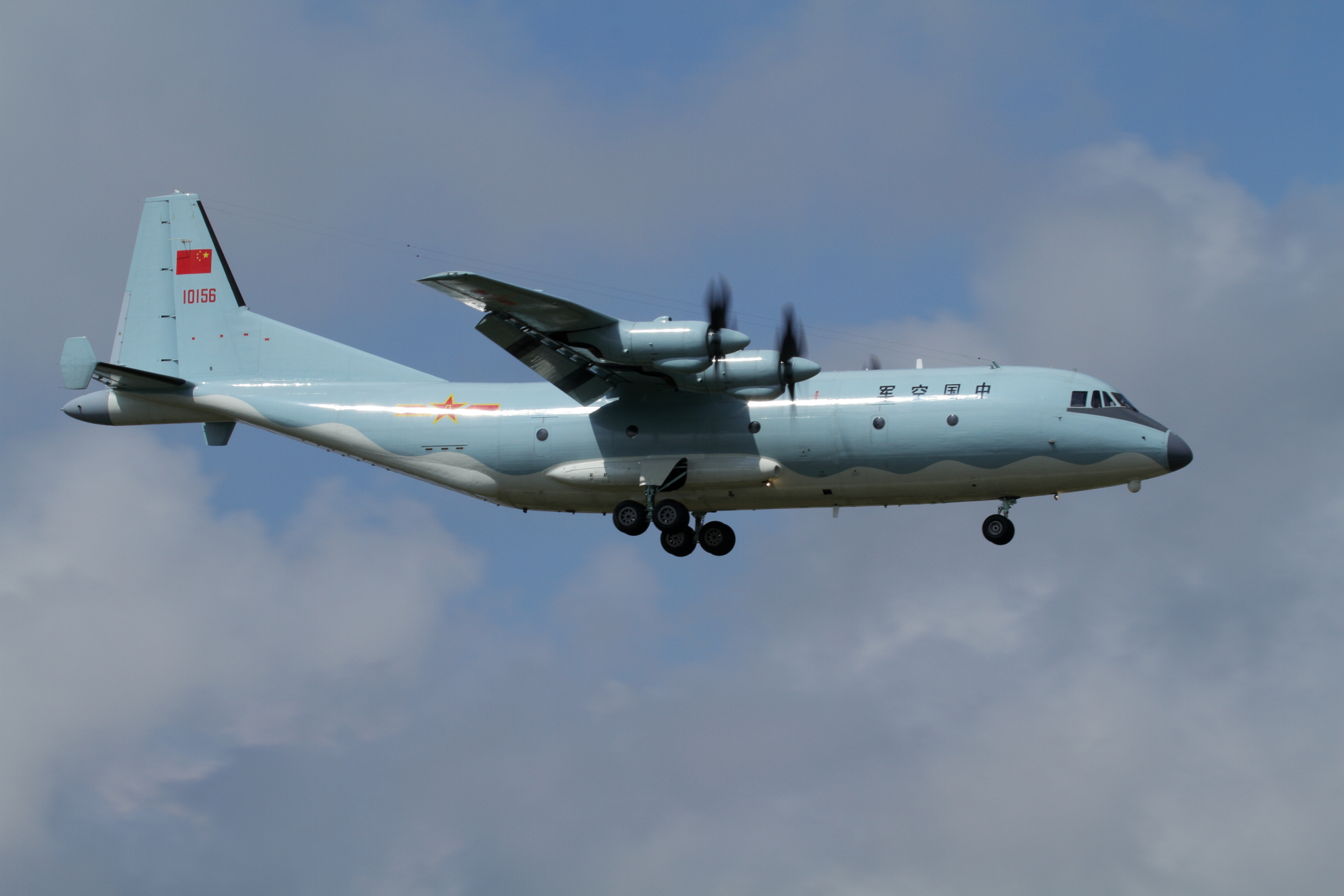
陕西飞机工业集团
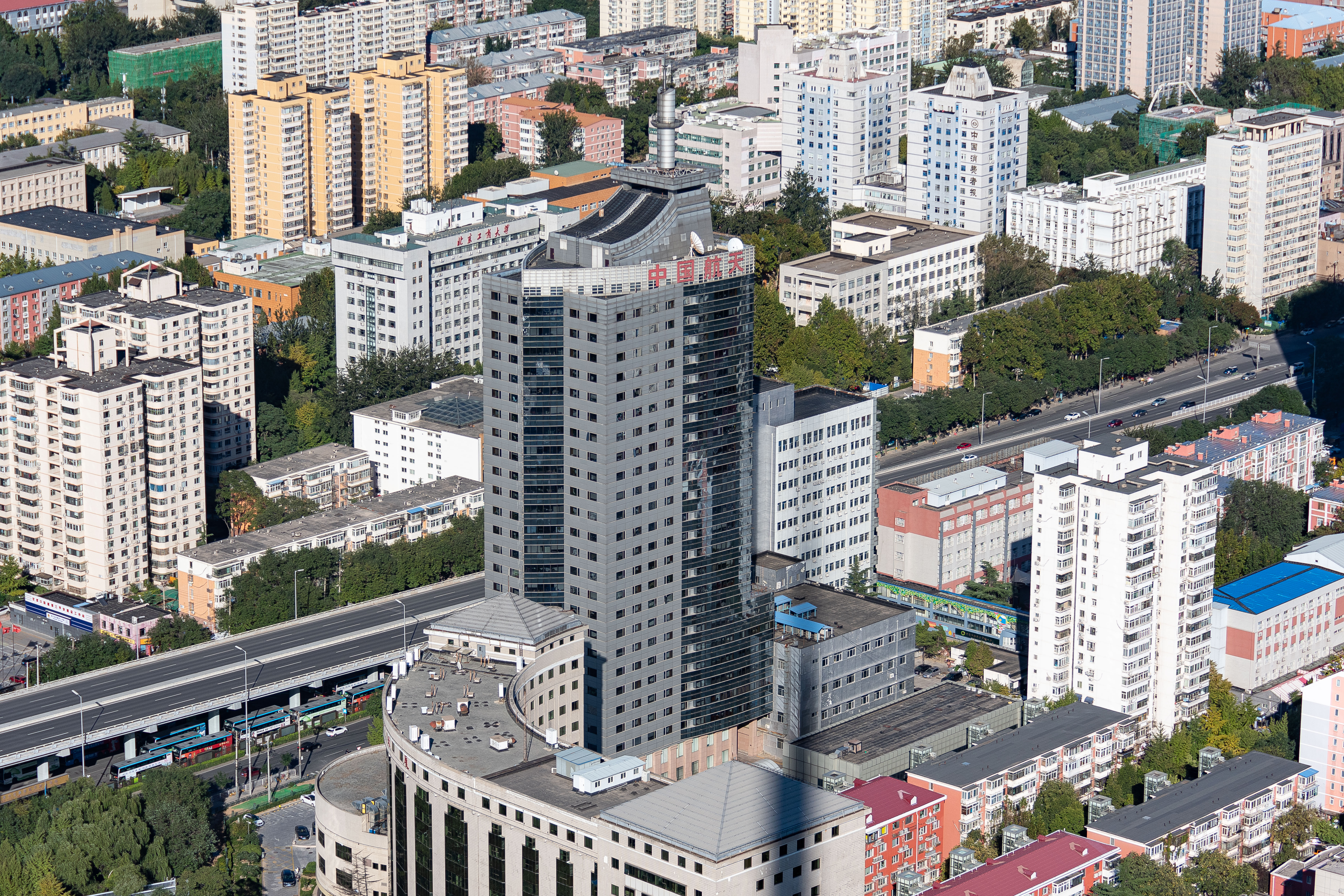
中国航天科技集团
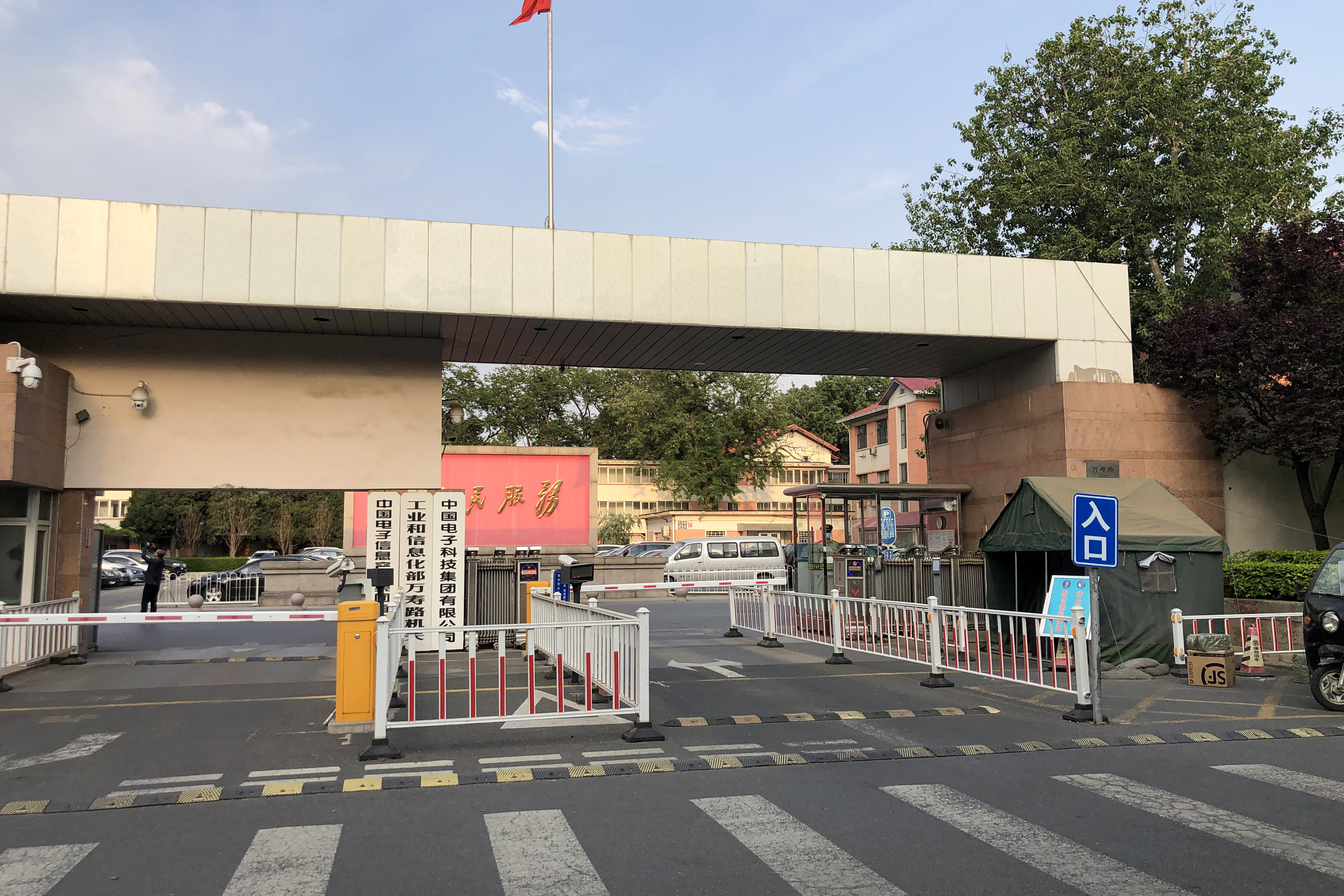
中国电子科技集团
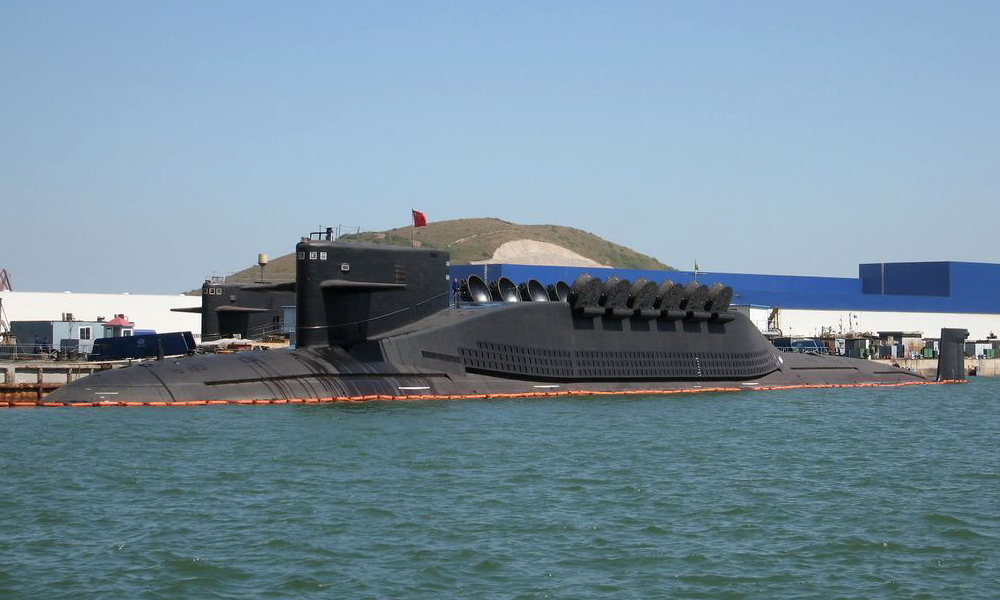
渤海船舶重工

單兵武器

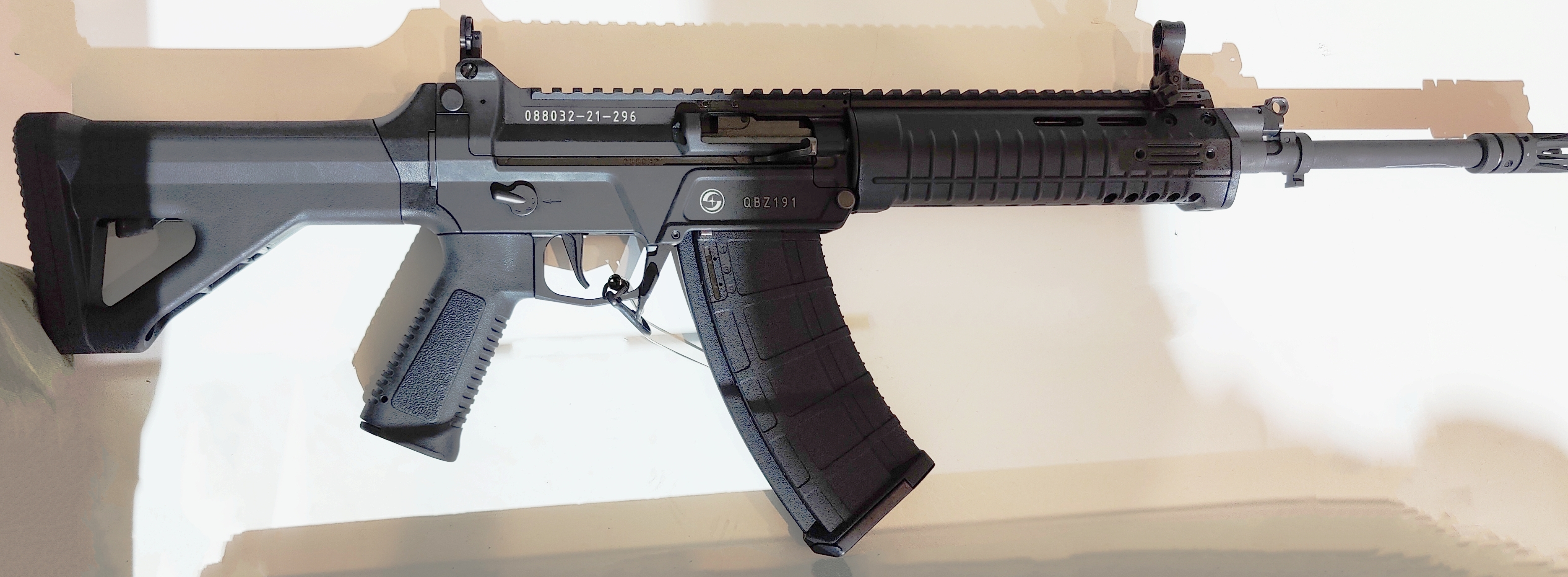
QBZ-191自动步枪
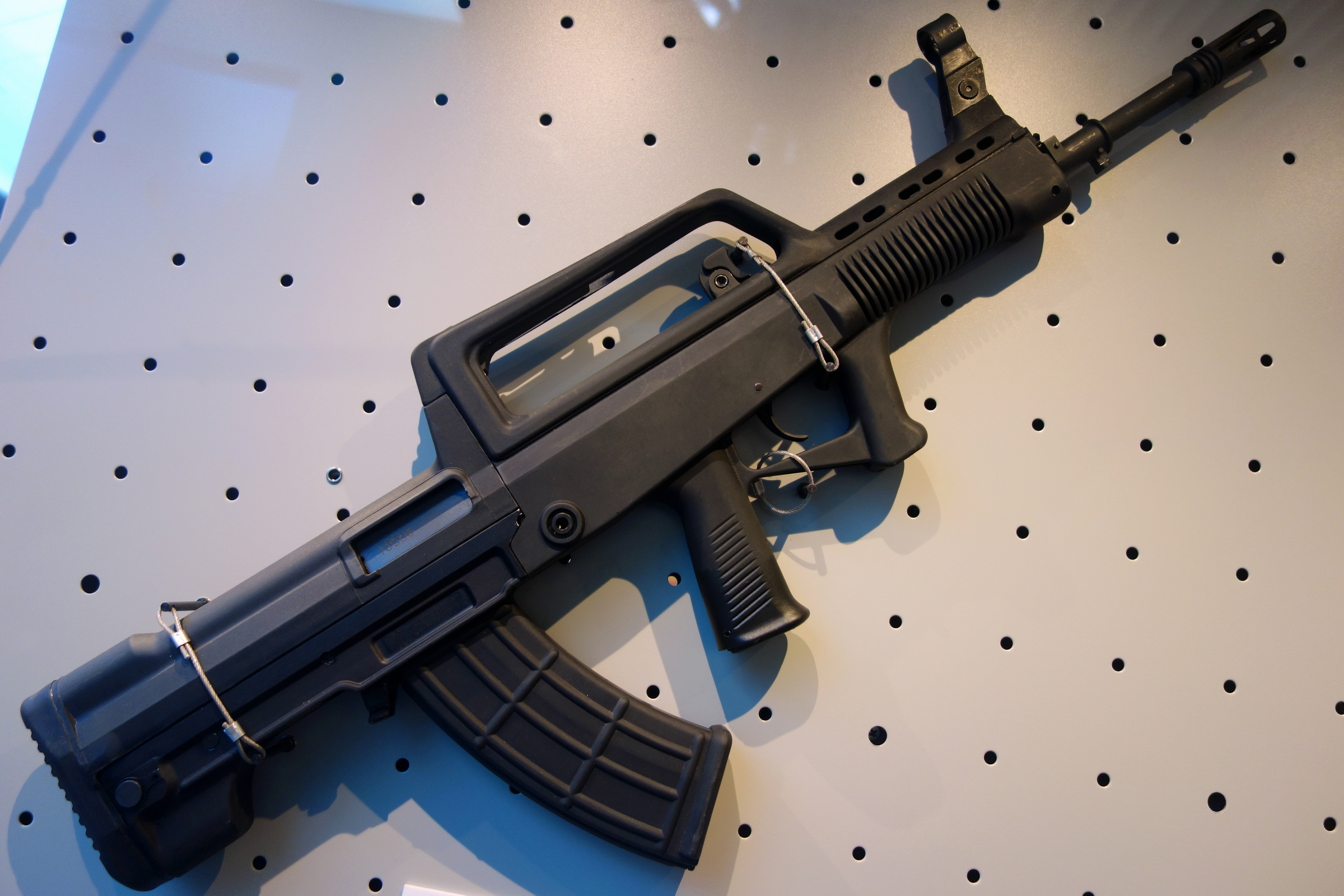
95式自動步槍
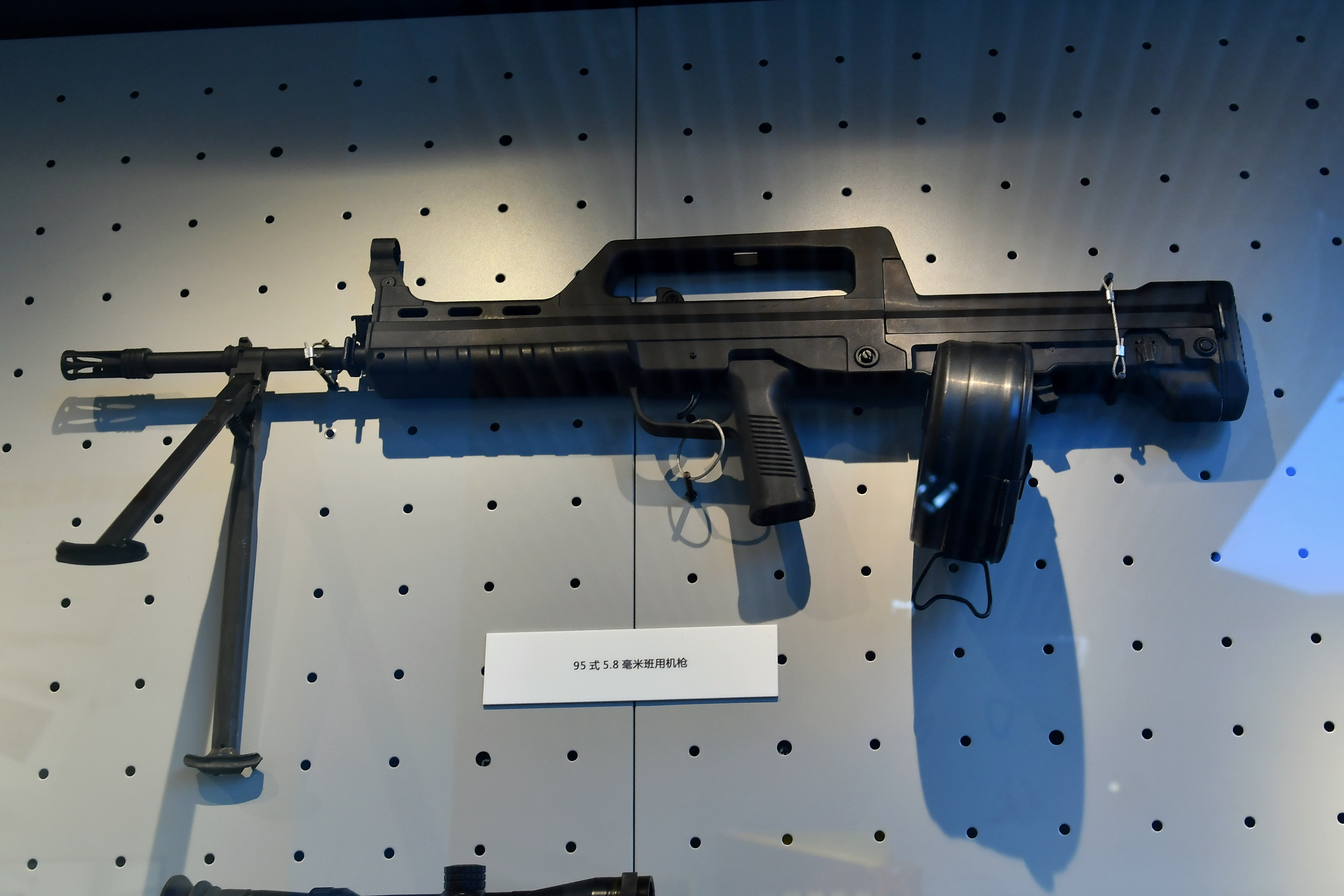
95式班用机枪
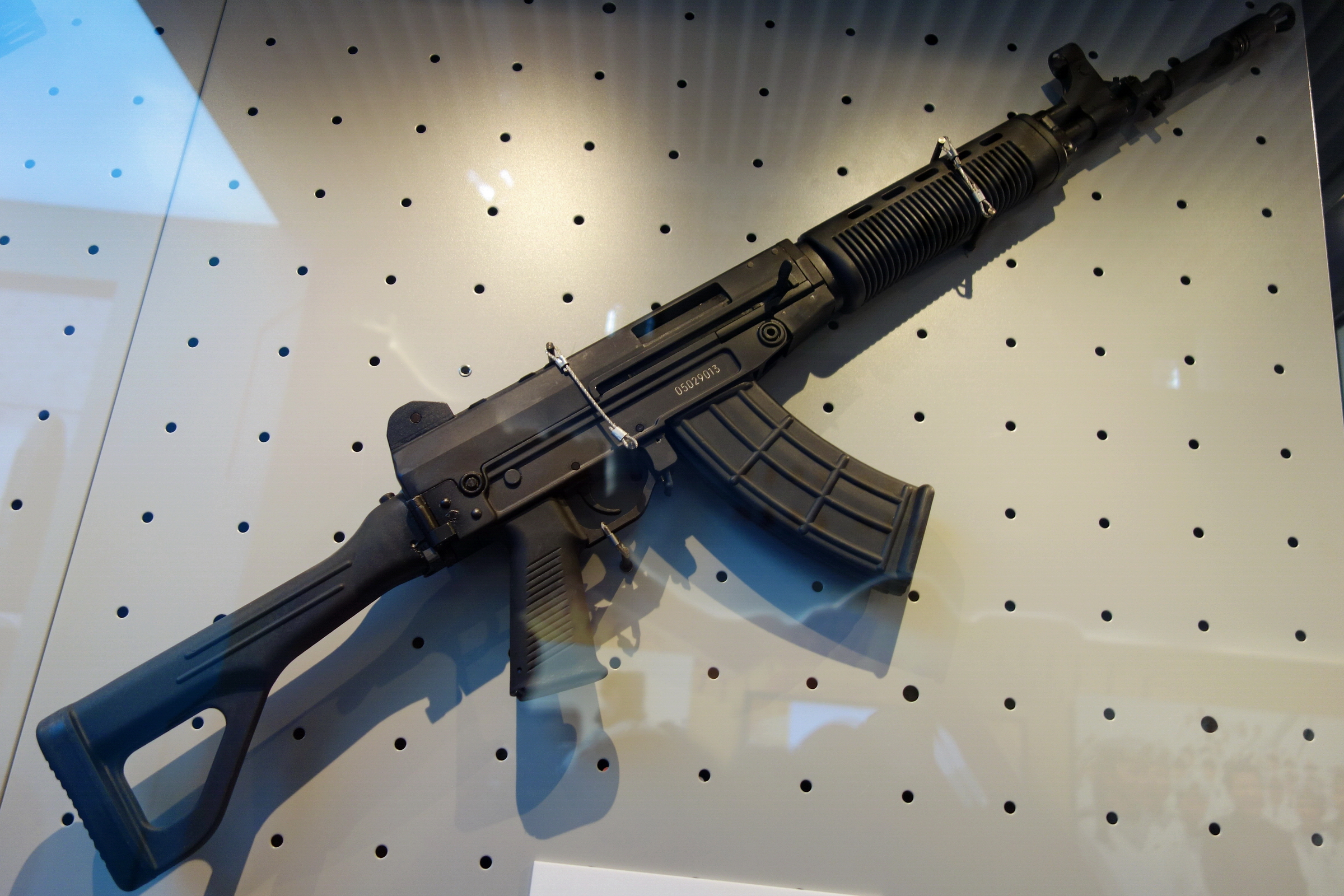
03式自動步槍，一款由北方工業研製的突擊步槍，為目前中國人民解放軍的制式步槍之一
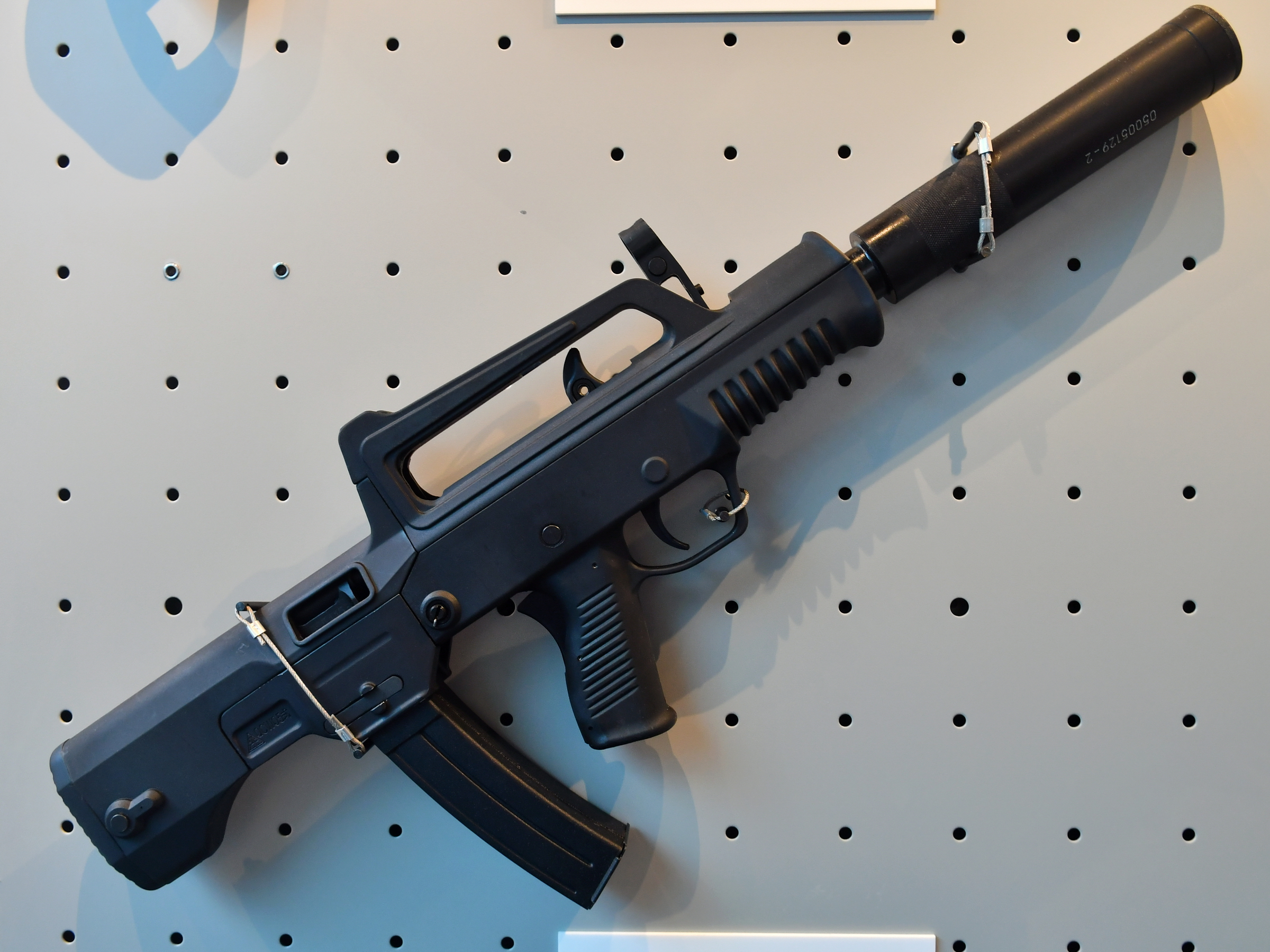
05式消聲衝鋒鎗
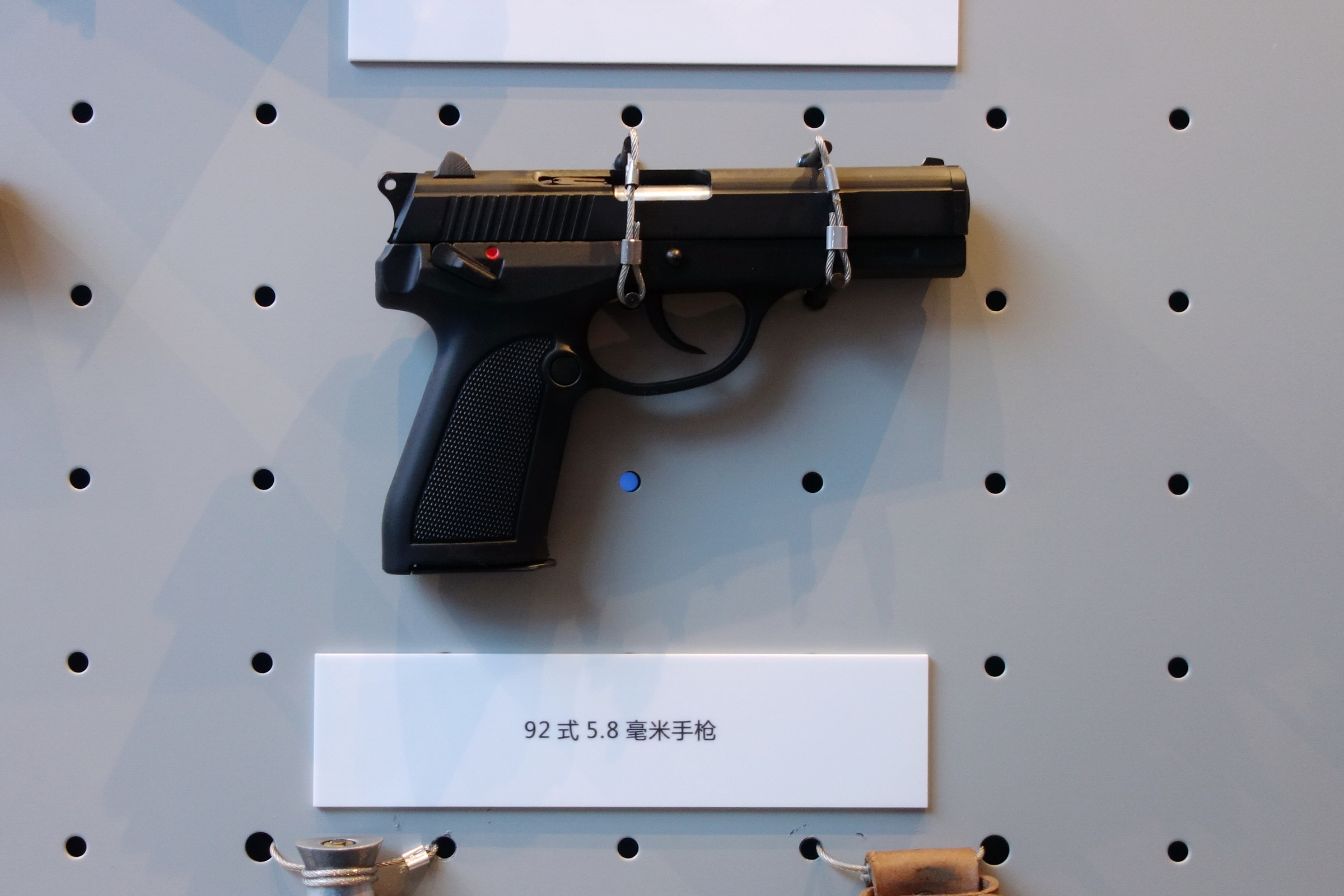
92式手槍

陆军装备
近年来，陆军兵种建设有了长足发展。装甲兵逐步换装新型主战坦克，炮兵陆续列装远程多管火箭炮、大口径自行加榴炮等一批先进武器装备和新型弹药。尽管补充了一批新装备，但中国陆军仍有大量老旧装备，比如现役的59式坦克、63式装甲运输车等。随着中国经济增长步伐减缓，陆军的全面现代化还需要至少10年，也许20年。依据中共中央总书记、中央军委主席习近平在中共十九大上做出的报告，解放军将在2020年基本实现机械化，争取在2035年实现国防和军队现代化，到本世纪中叶将解放军建立成世界一流部队。

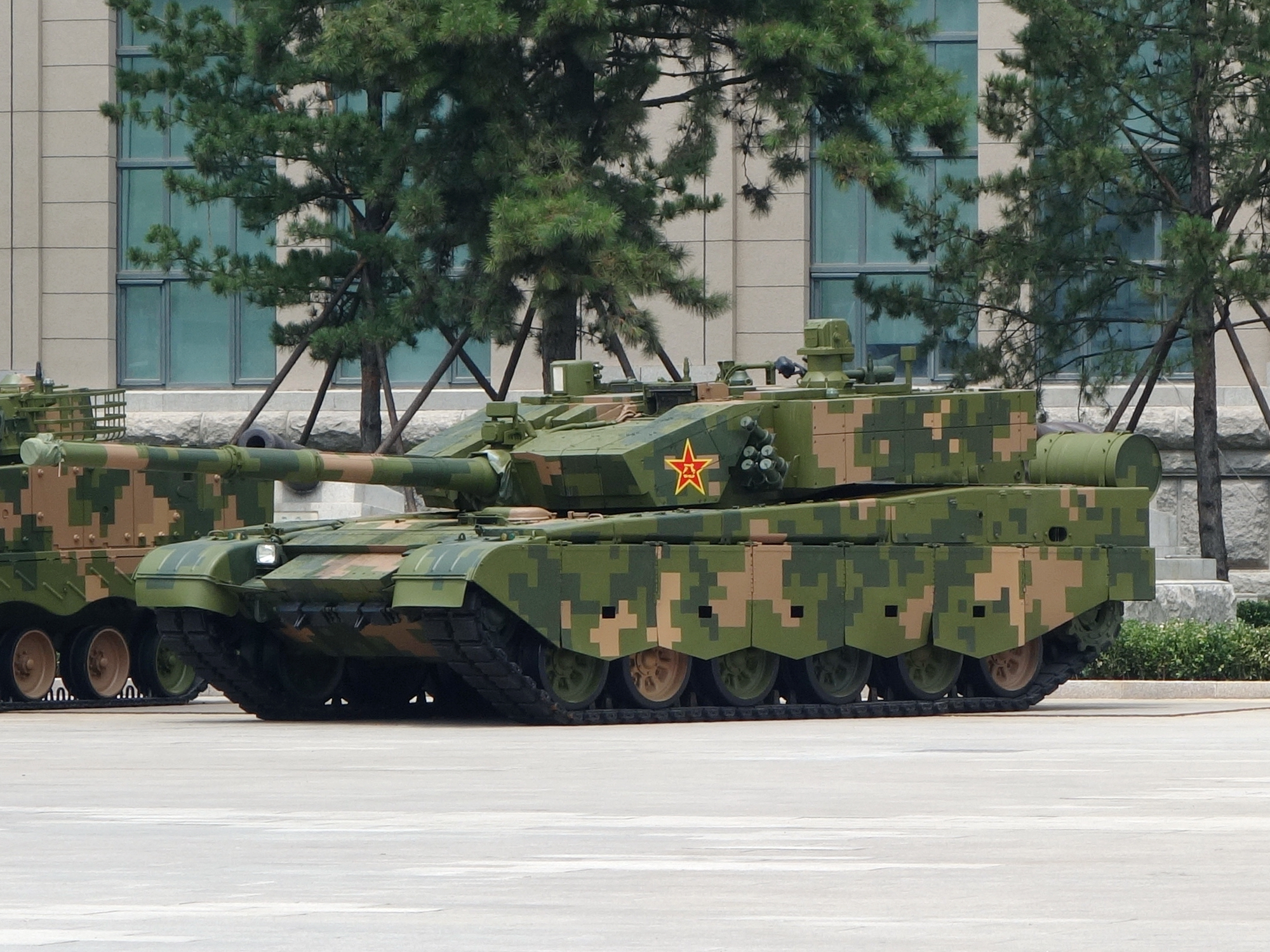
99式主战坦克
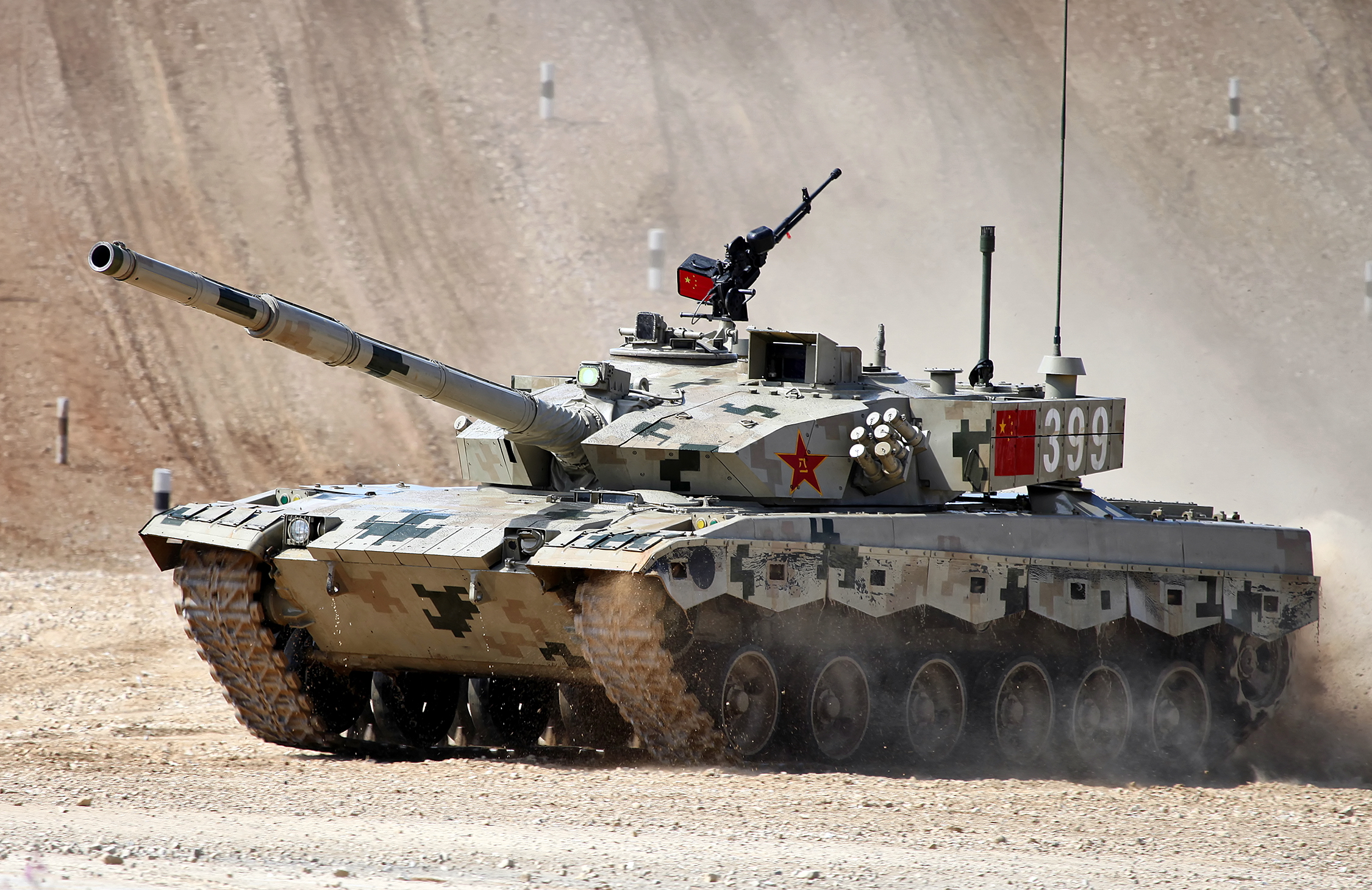
96式主战坦克
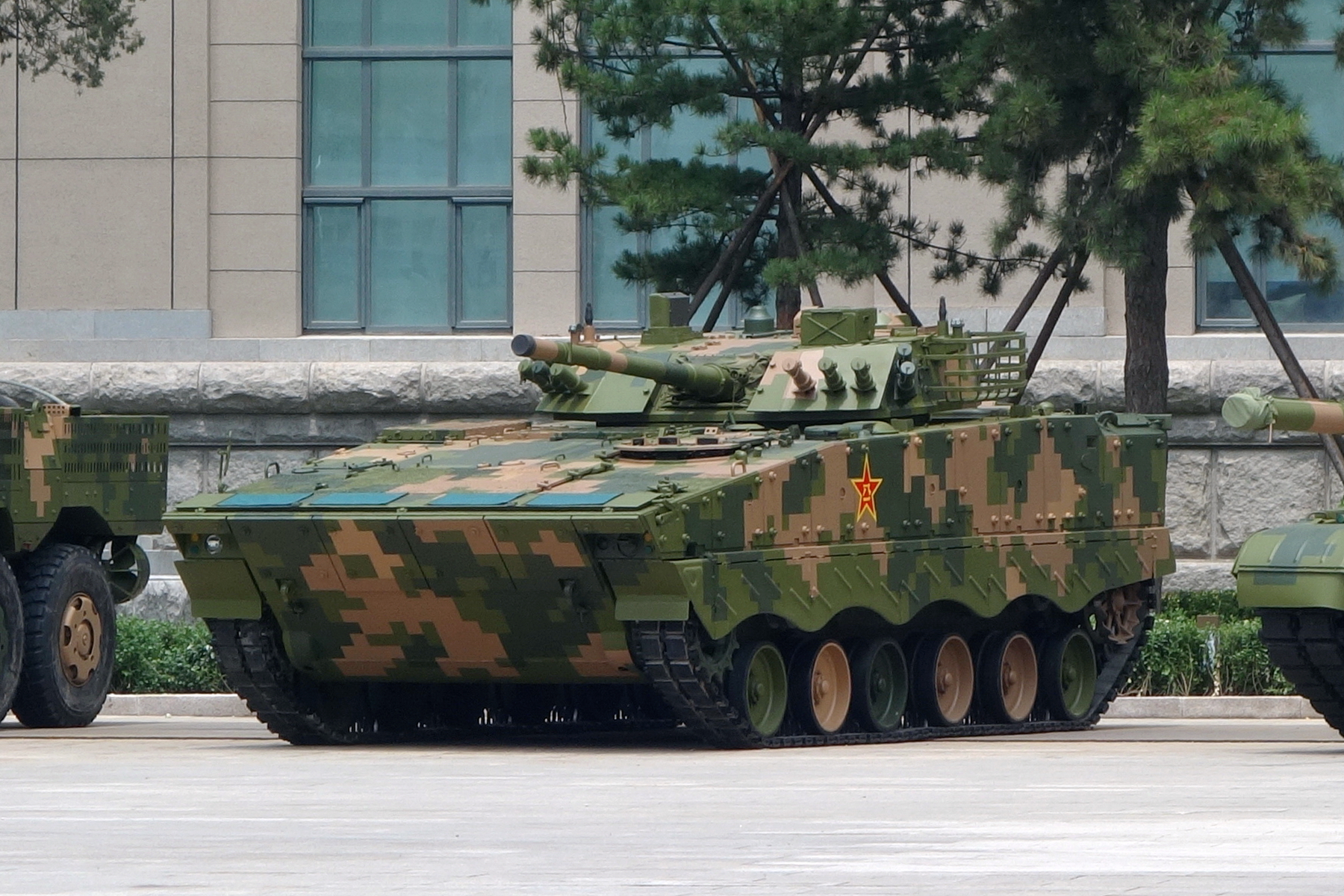
ZBD-04步兵战车
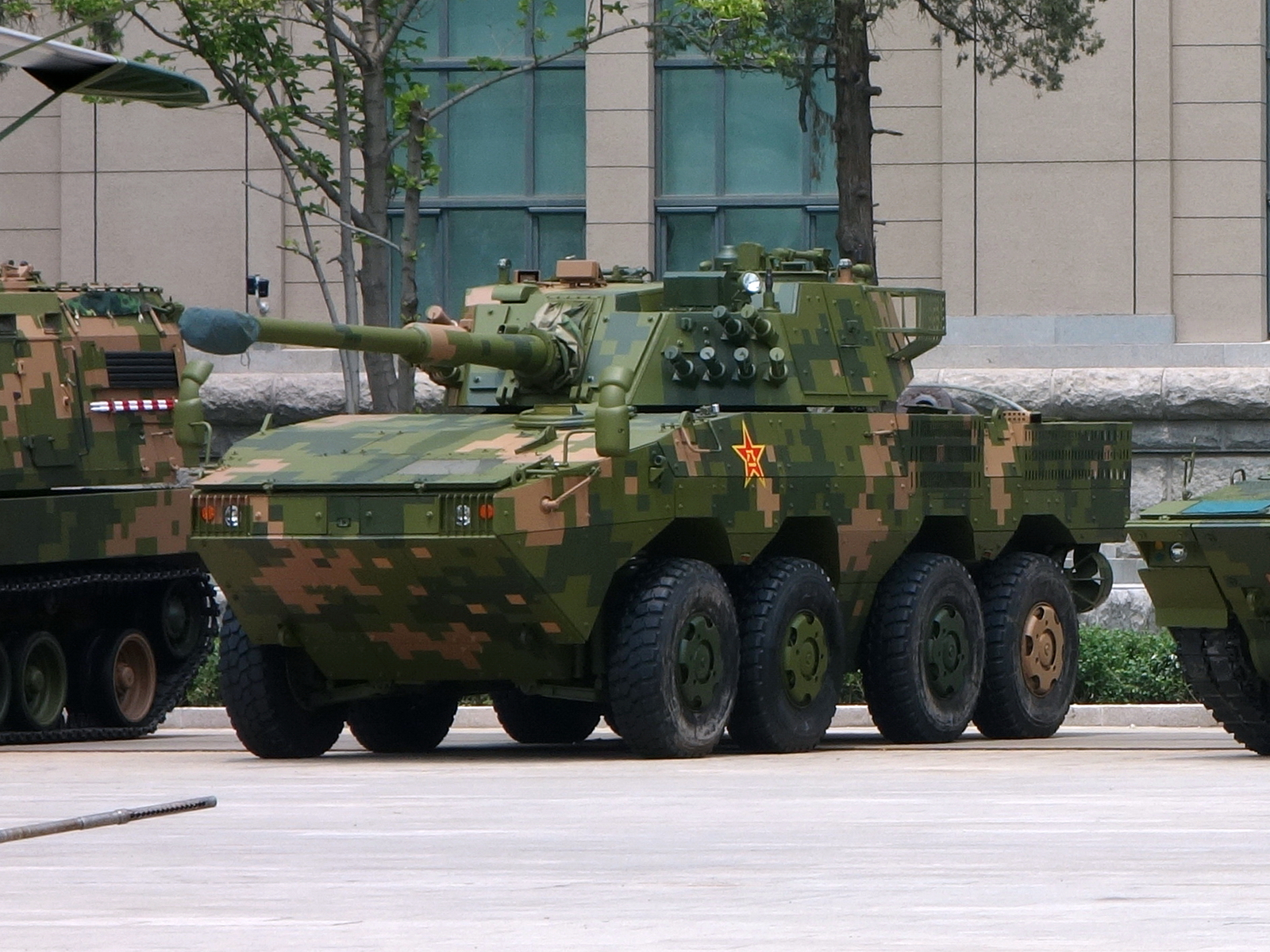
08式步兵战车
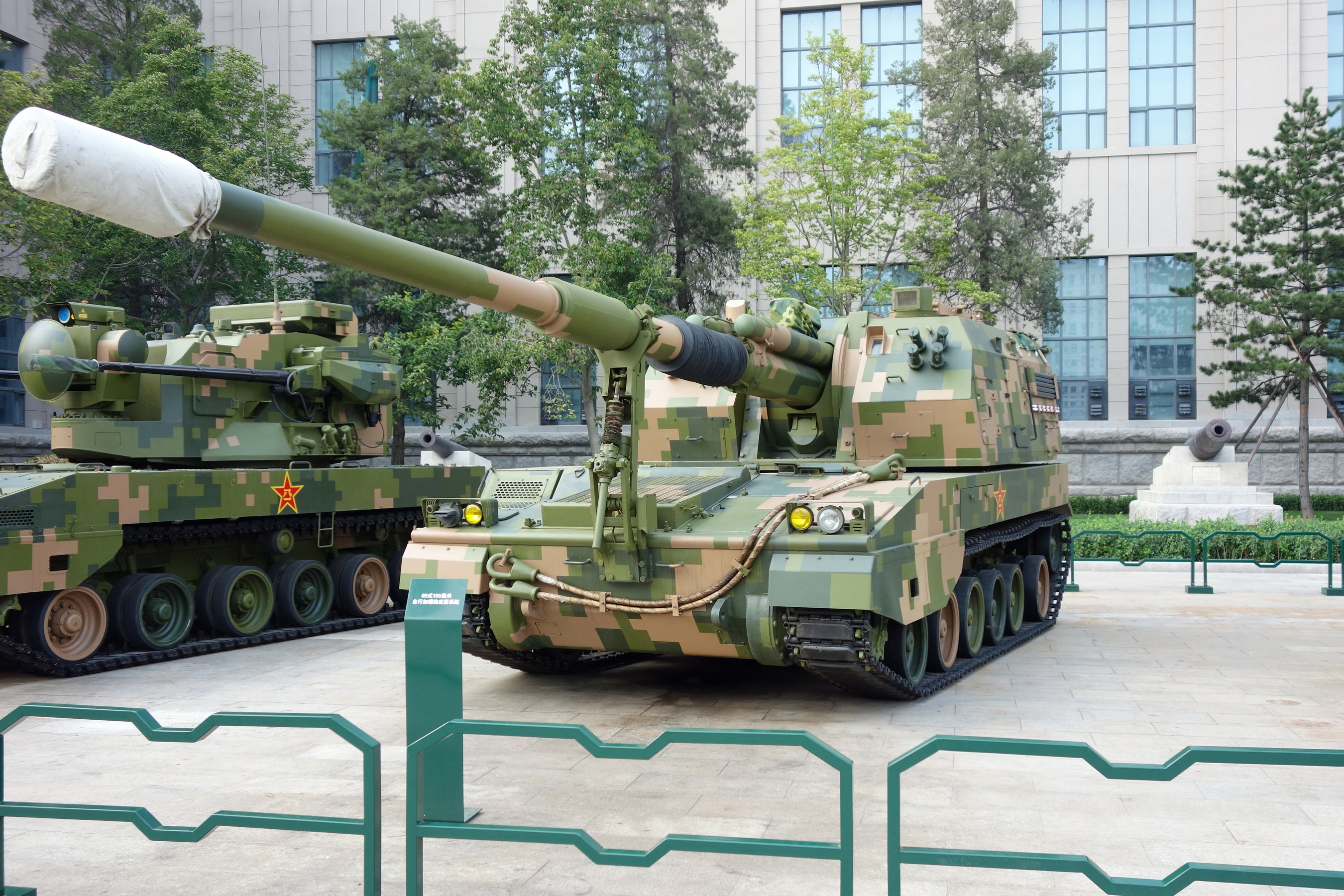
PLZ-05自行加榴炮
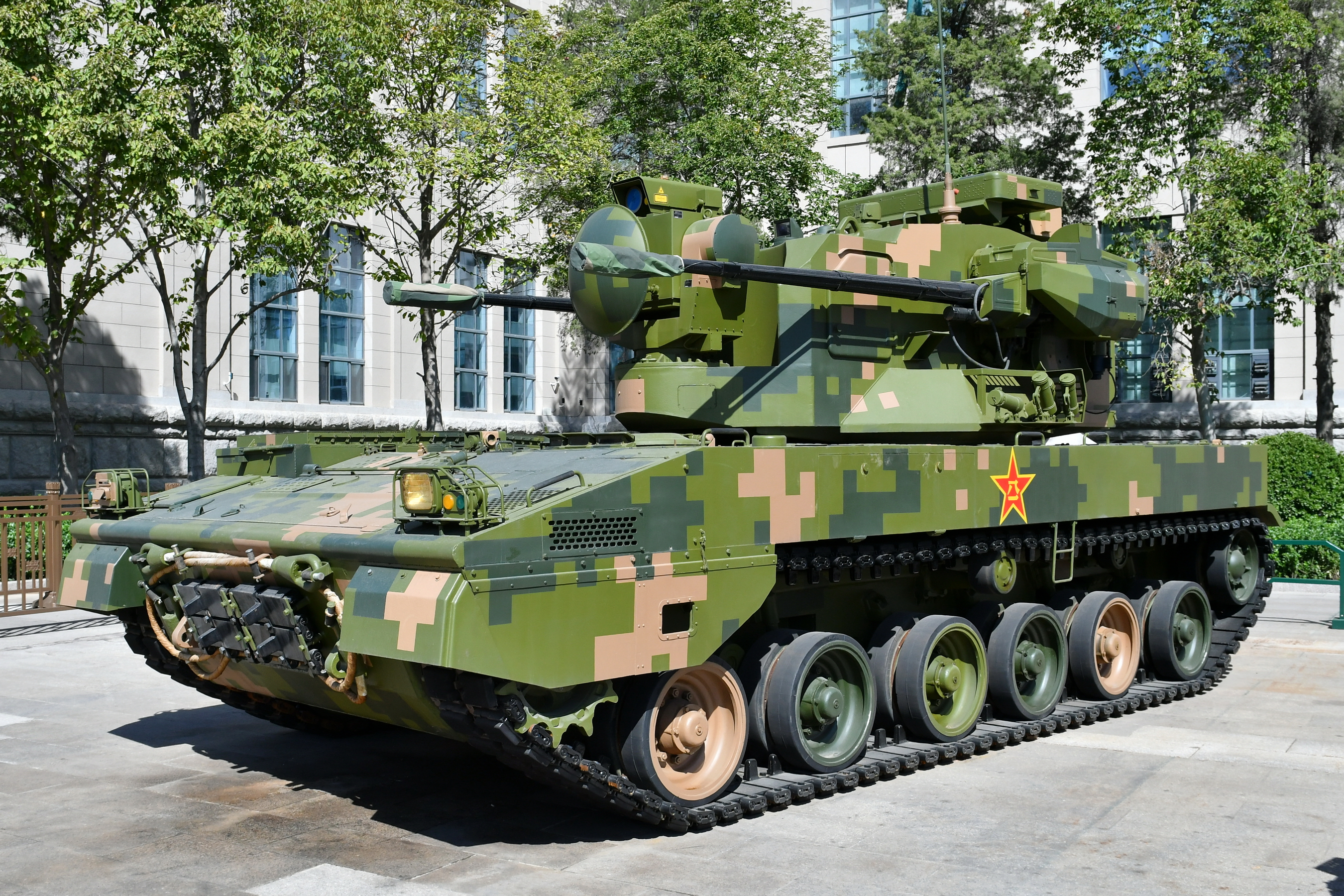
PGZ-09自行高射炮
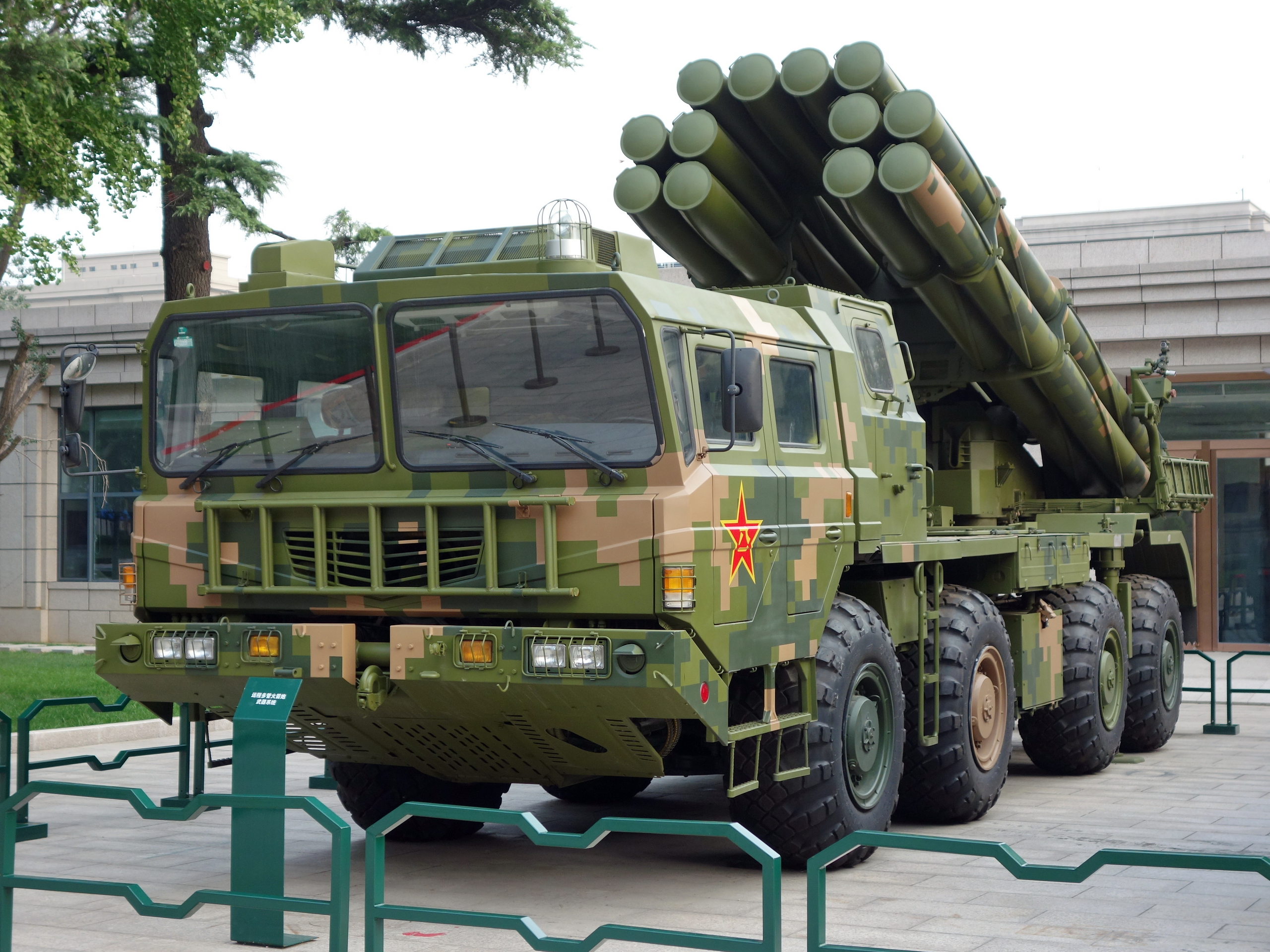
PHL-03自行火箭炮
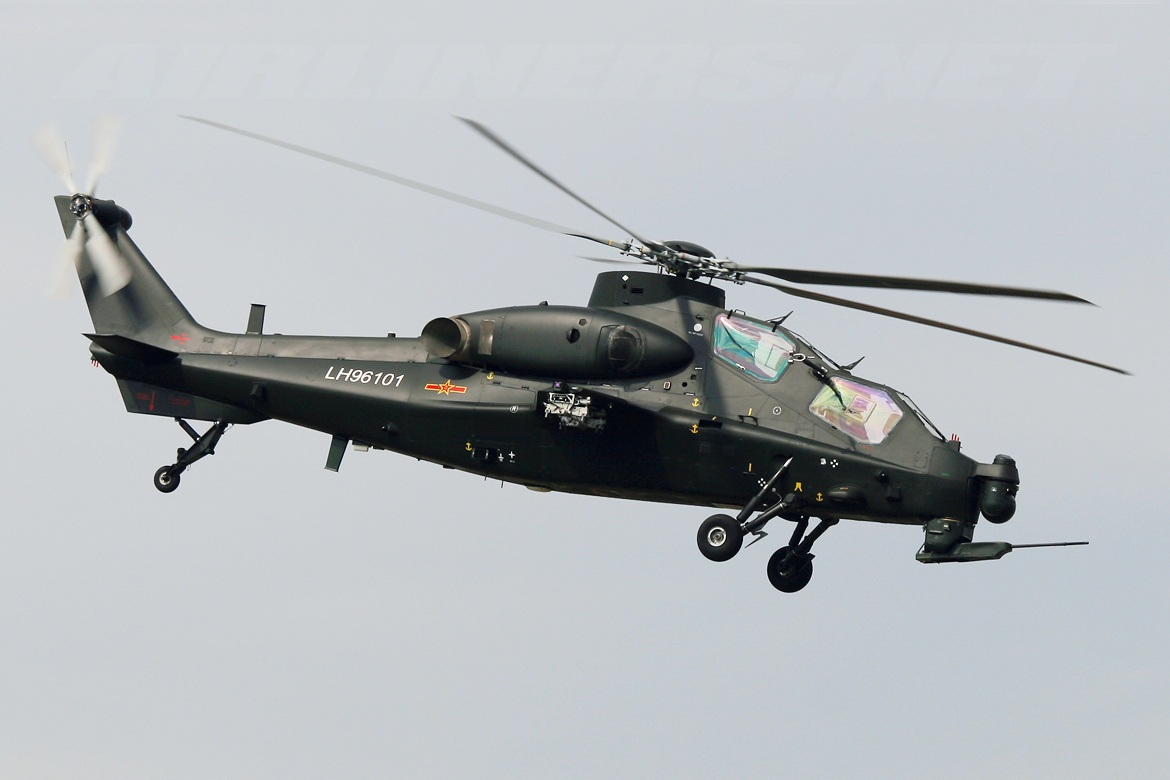
直-10武裝直升机
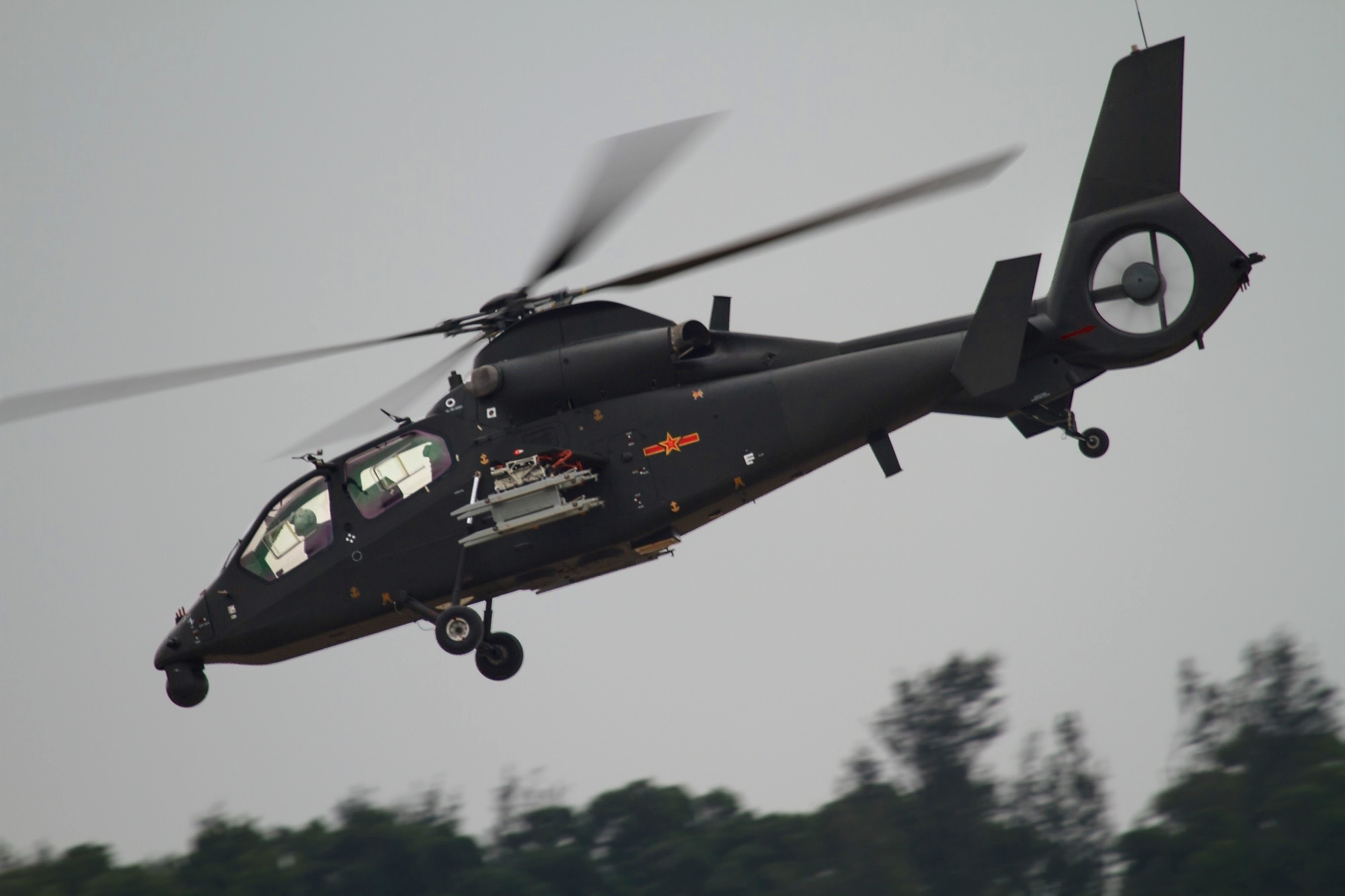
直-19武裝直升機

海军装备
- 001型航空母舰
- 052D型驱逐舰
- 054A型護衛艦
- 056A型护卫舰
- 071型船坞登陆舰
- 072A型大型登陆舰
- 901型综合补给舰
- 903A型綜合補給艦
- 925型潜艇支援舰
- 094型弹道导弹核潜艇
- 039A型AIP潛艇
- 高新六號反潛機
- 直-9C舰载直升机

空军装备
- 歼-35A战斗机
- 歼-20A战斗机
- 歼-16战斗机
- 歼-10S战斗机
- 运-20A运输机
- 运-9运输机
- 空警-2000空中预警机
- 空警-500空中预警机
- 轰6K轰炸机
- 歼轰-7A战斗轰炸机
- 直-10K武裝直升机

火箭军装备
- 东风-17高超音速弹道导弹
- 东风-16型中程弹道导弹
- 东风-26中程弹道导弹
- 東風-31洲際彈道導彈
- 东风-5型洲际弹道导弹

## 驻军

### 驻特别行政区部队
中國人民解放軍駐香港部隊是中华人民共和国中央人民政府（国务院）派驻香港特别行政区负责防务的国家武装力量，由陆军、海军和空军部队组成，隸屬中华人民共和国中央军事委员会。驻港部队从1993年初開始組建，1996年1月28日組建完畢，1997年7月1日0时进驻香港，取代駐港英軍接管香港防務。驻港部隊军费由中央人民政府负担。駐港部隊雖編制為正军级单位，但历任司令員、政治委员一直高配，即享有副大軍區职待遇。自陈道祥、蔡永中起，驻港部队主官不再高配。
中國人民解放軍駐澳門部隊是中華人民共和國中央人民政府派駐澳門特別行政區負責防務的國家武裝力量，主要由陸軍組成，並編配了少量海軍和空軍；隸屬中央軍事委員會。駐澳部隊从1999年4月開始組建，11月10日組建完畢，12月20日中午進駐澳門。

### 国际维和任务
自1990年参加联合国主导的维和行动以来，中国已派出3万多人次参与24项联合国维和行动。
2008年底开始，中国人民解放军海军在亚丁湾索马里海盗频发海域开展护航行动，以保护航行该海域中国船舶人员和世界粮食计划署等世界组织运送人道主义物资船舶安全。

### 驻吉布提保障基地
2017年7月11日，中国人民解放军驻吉布提保障基地成立暨部队出征仪式在中国广东省湛江市某军港码头举行。中国人民解放军海军司令员沈金龙宣读驻吉布提保障基地组建命令并授军旗，中国人民解放军海军政治委员苗华致辞。随后中国人民解放军驻吉布提保障基地官兵搭乘中国人民解放军海军井冈山舰、东海岛船出发前往吉布提。这是中国人民解放军在中华人民共和国领土外建立的第一个军事基地。

## 标识

### 军旗
中国人民解放军军旗称为“八一军旗”，可以授予团级以上部队和院校，授旗时可以举行仪式。军旗主要用于参加典礼、检阅、隆重集会、游行等场合，由掌旗员掌握军旗，左右各有一名护旗兵，位于部队的前列。
- 三军军旗，旗面为红底，宽高比5:4，上缀金黄色的五角星及“八一”两字，表示中国人民解放军自1927年8月1日南昌起义以来经过艰苦卓绝的长期斗争。
- 陆军军旗，旗面上半部保持三军军旗的基本样式；旗面下半部（旗高3/8）为草绿色旗面，它象征着祖国美丽、富饶的绿色大地。
- 海军军旗，旗面上半部保持三军军旗的基本样式；旗面下半部（旗高3/8）为横向的海蓝色和白色条纹相间，象征着万里大海和波涛。
- 空军军旗，旗面上半部保持三军军旗的基本样式；旗面下半部（旗高3/8）为天蓝色，象着蔚蓝色的天空。
- 火箭军军旗，旗面上半部保持三军军旗的基本样式；旗面下半部（旗高3/8）为金黄色，象征导弹发射时的火焰。

### 军徽

军徽

1949年6月15日，中国人民革命军事委员会发布命令，颁发经毛泽东主席审定的中国人民解放军军徽式样。中国人民解放军军徽为镶有金黄色边的五角红星，中嵌金黄色「八一」两字，亦称「八一」军徽。红星象征中国人民获得解放，「八一」表示“1927年8月1日中国共产党人发动南昌起义，打响了武装反抗中國国民党的第一枪，中国共产党领导的人民军队从此诞生”。1951年，中央人民政府人民革命军事委员会总参谋部颁发的《中国人民解放军内务条令（草案）》中，曾附录了陆军军徽、海军军徽和空军军徽样式。陆军军徽亦即中国人民解放军军徽。海军、空军的军徽以“八一”军徽为主体，表示海军、空军是中国人民解放军的一部分，是在陆军的基础上发展壮大起来的。海军、空军的军徽以「八一」军徽为主体。海军军徽为藏蓝色底，象征广阔的海洋，衬以银灰色铁锚，代表舰艇；空军军徽为天蓝色底，象征无垠的蓝天，衬以金黄色飞鹰两翼，代表飞机。1990年6月，中央军委颁发的《中国人民解放军内务条令》重新附录了中国人民解放军军徽图样。

### 其他
2021年12月，中国国防部证实中国人民解放军采用“21式”作训服和作业服。中國人民解放軍軍歌為《中国人民解放军进行曲》。中国人民解放军的节日为八一建军节。